# Biserica de lemn din Sartăș

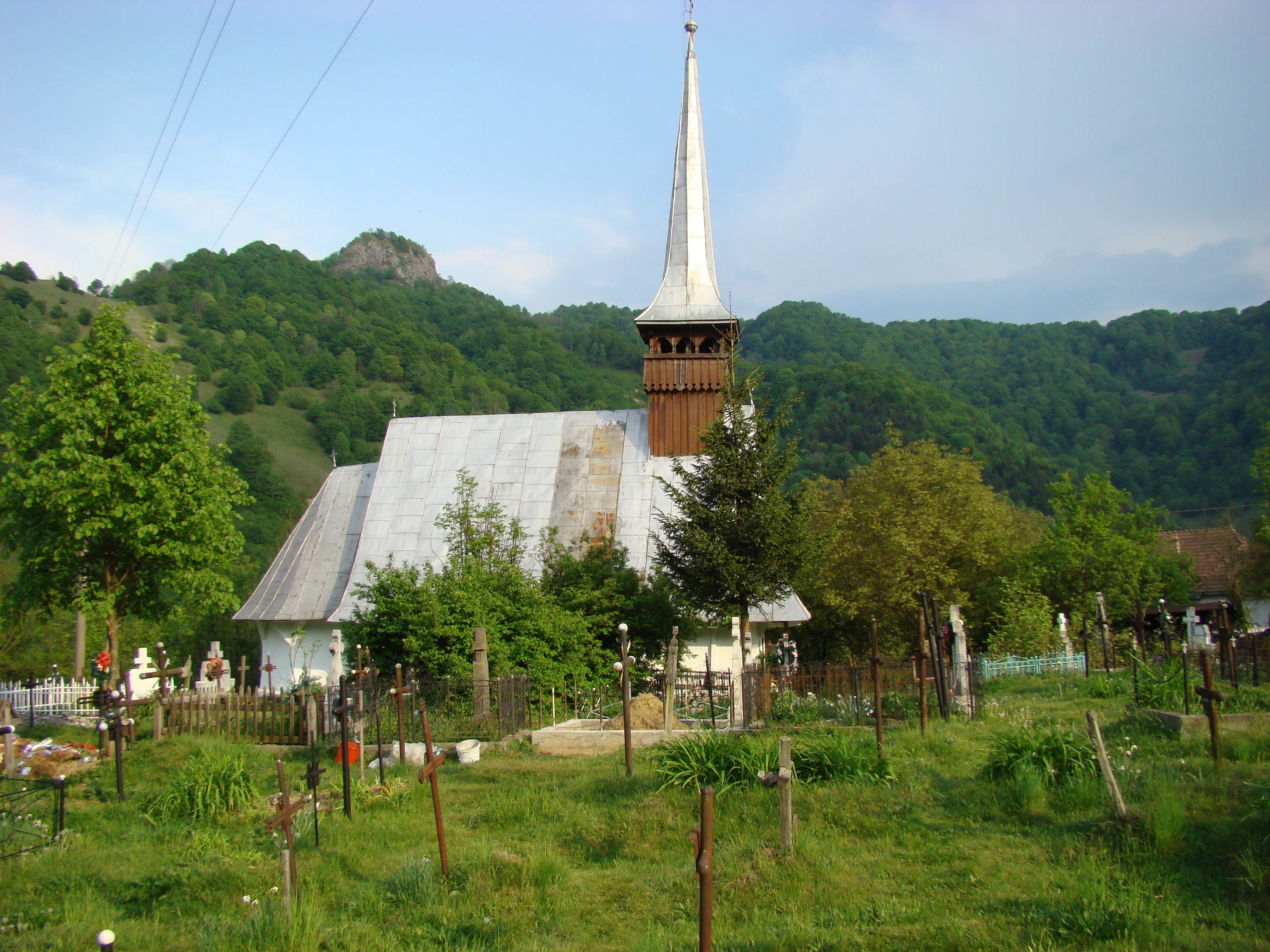
Biserica de lemn din Sartăş, județul Alba, foto mai 2009.

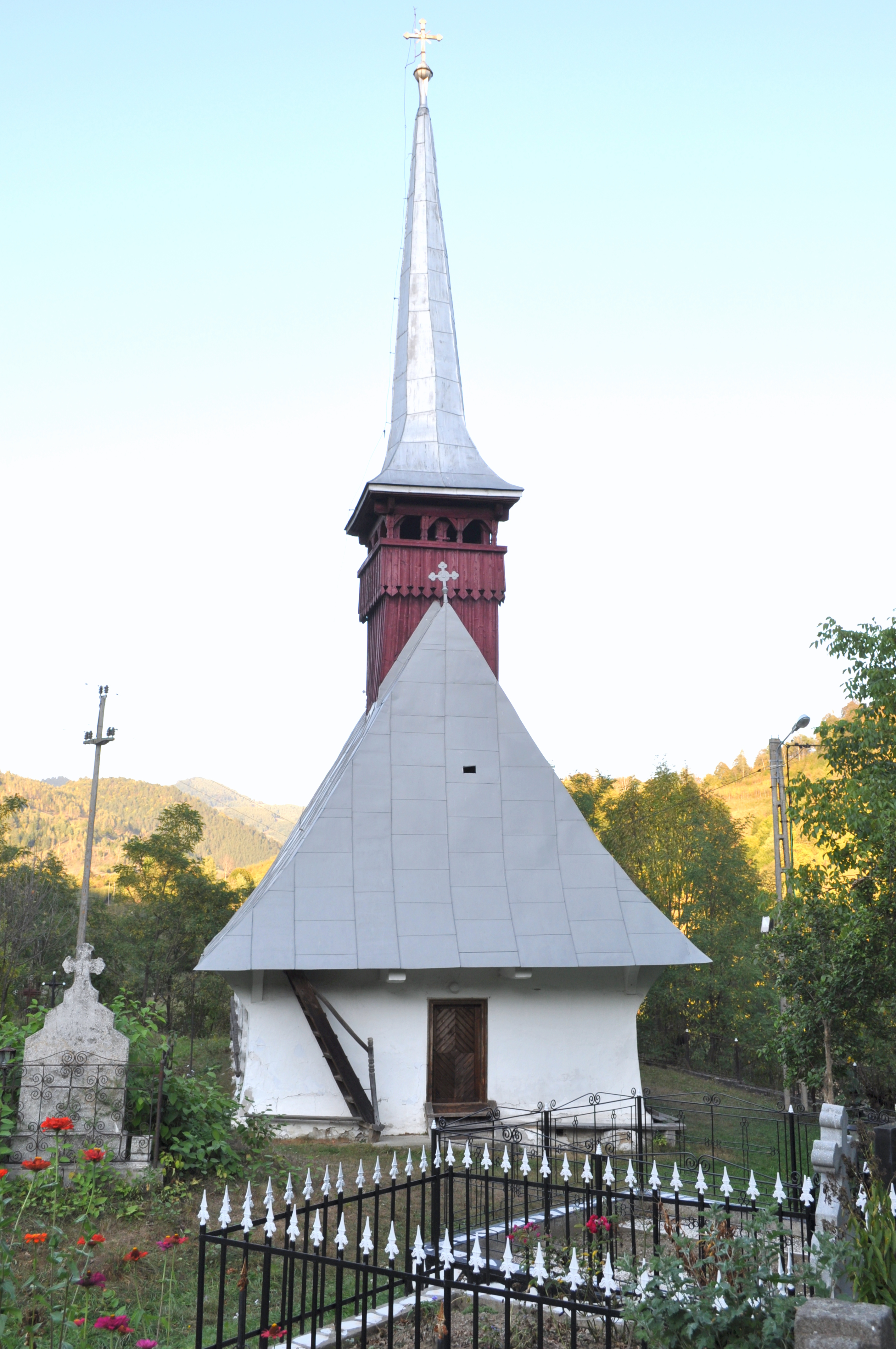
Biserica de lemn din Sartăş, județul Alba, foto septembrie 2011.

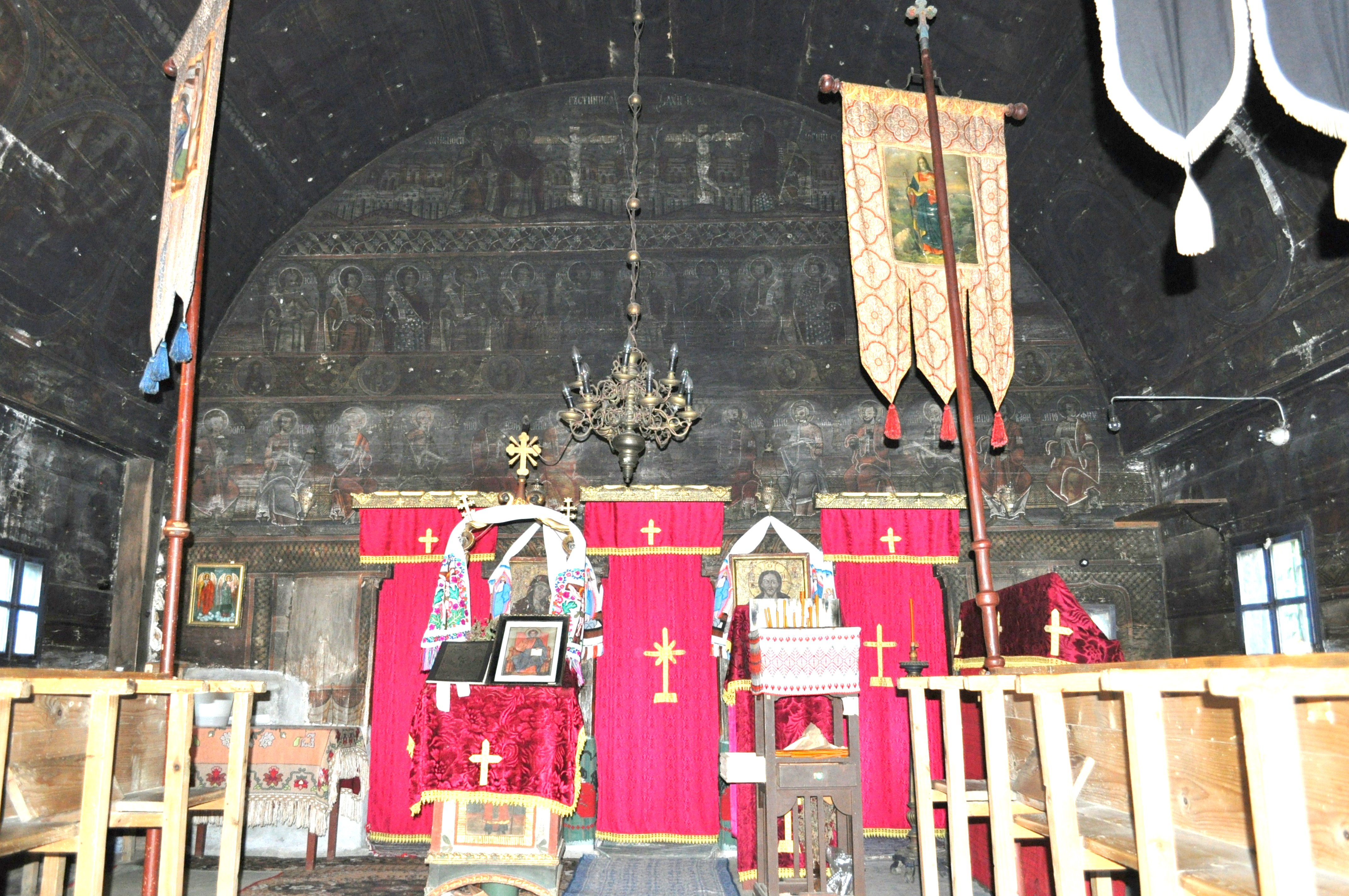
Interiorul navei spre iconostas

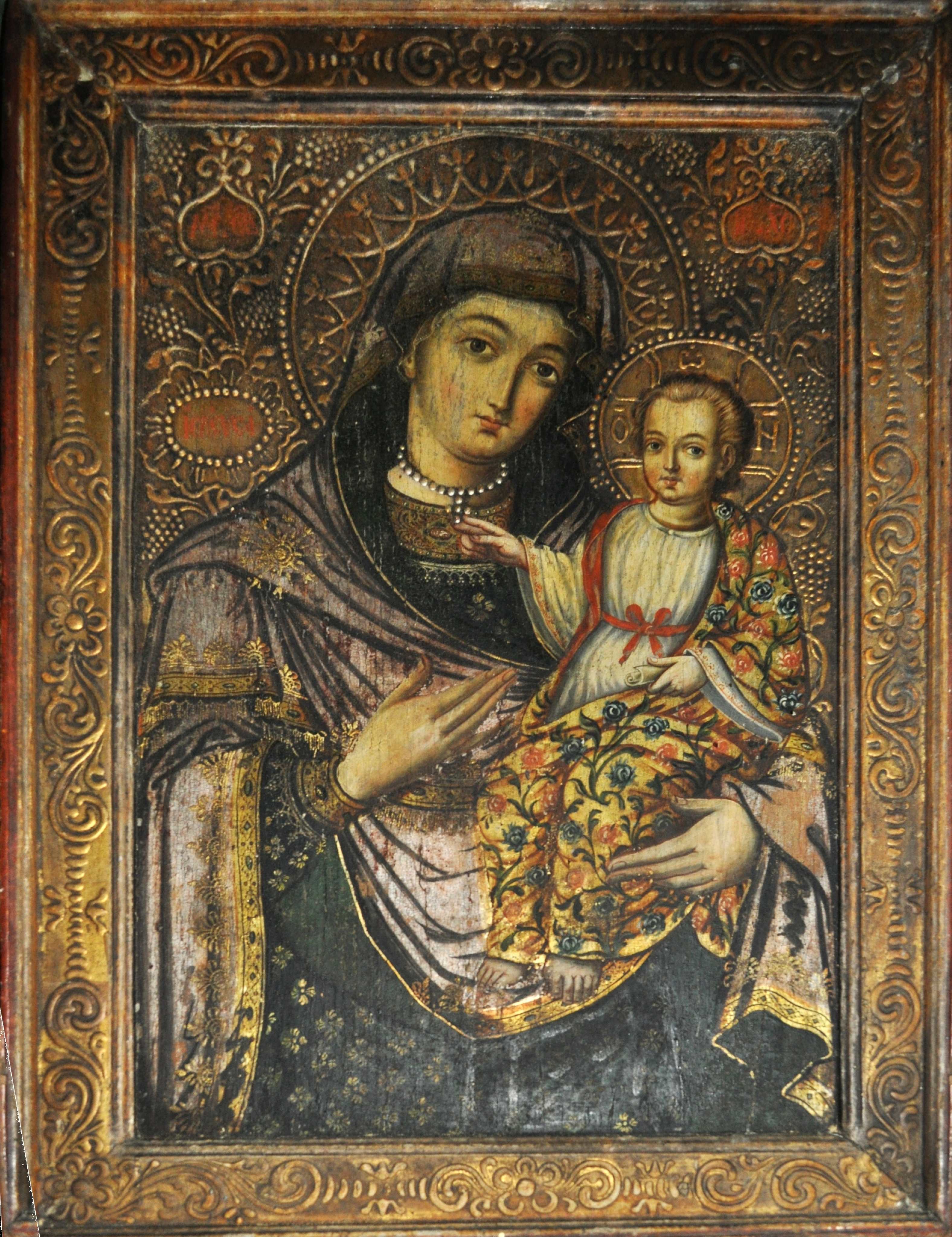
Maica Domnului cu pruncul Iisus (Gheorghe Zugravul, 1782)

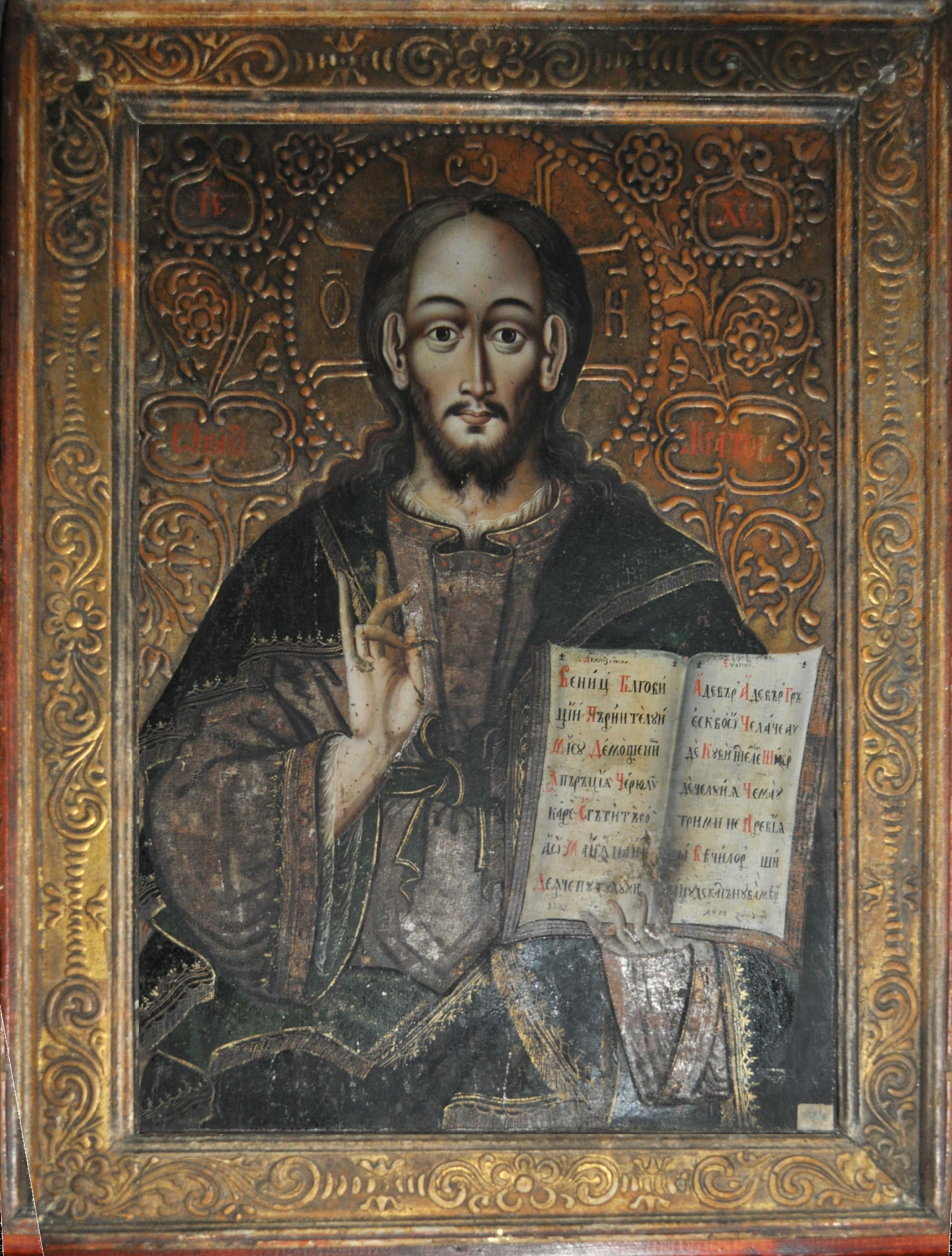
Iisus Pantocrator (Gheorghe Zugravul, 1782)

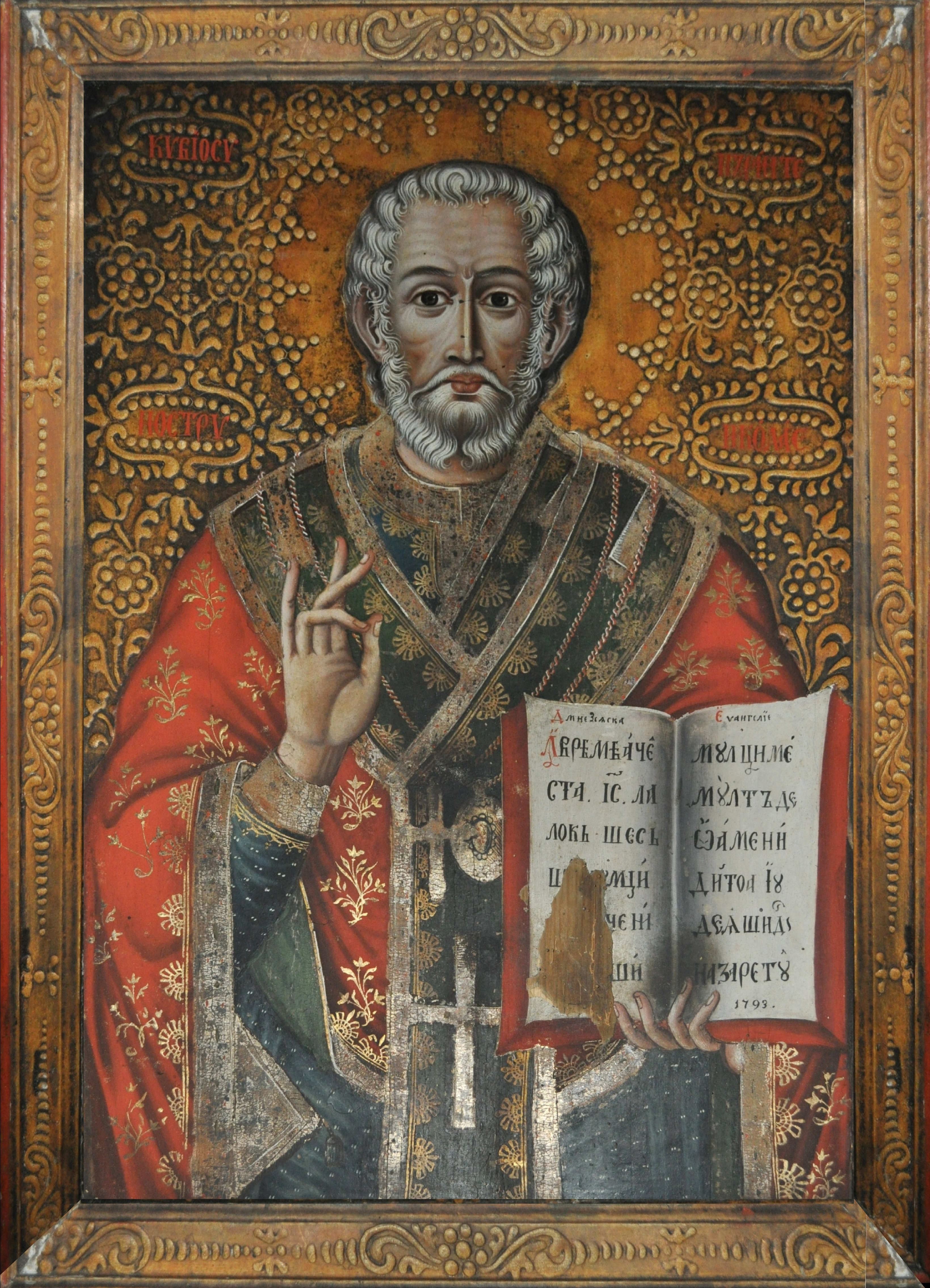
Sfântul Nicolae (Gheorghe Zugravul, 1782)

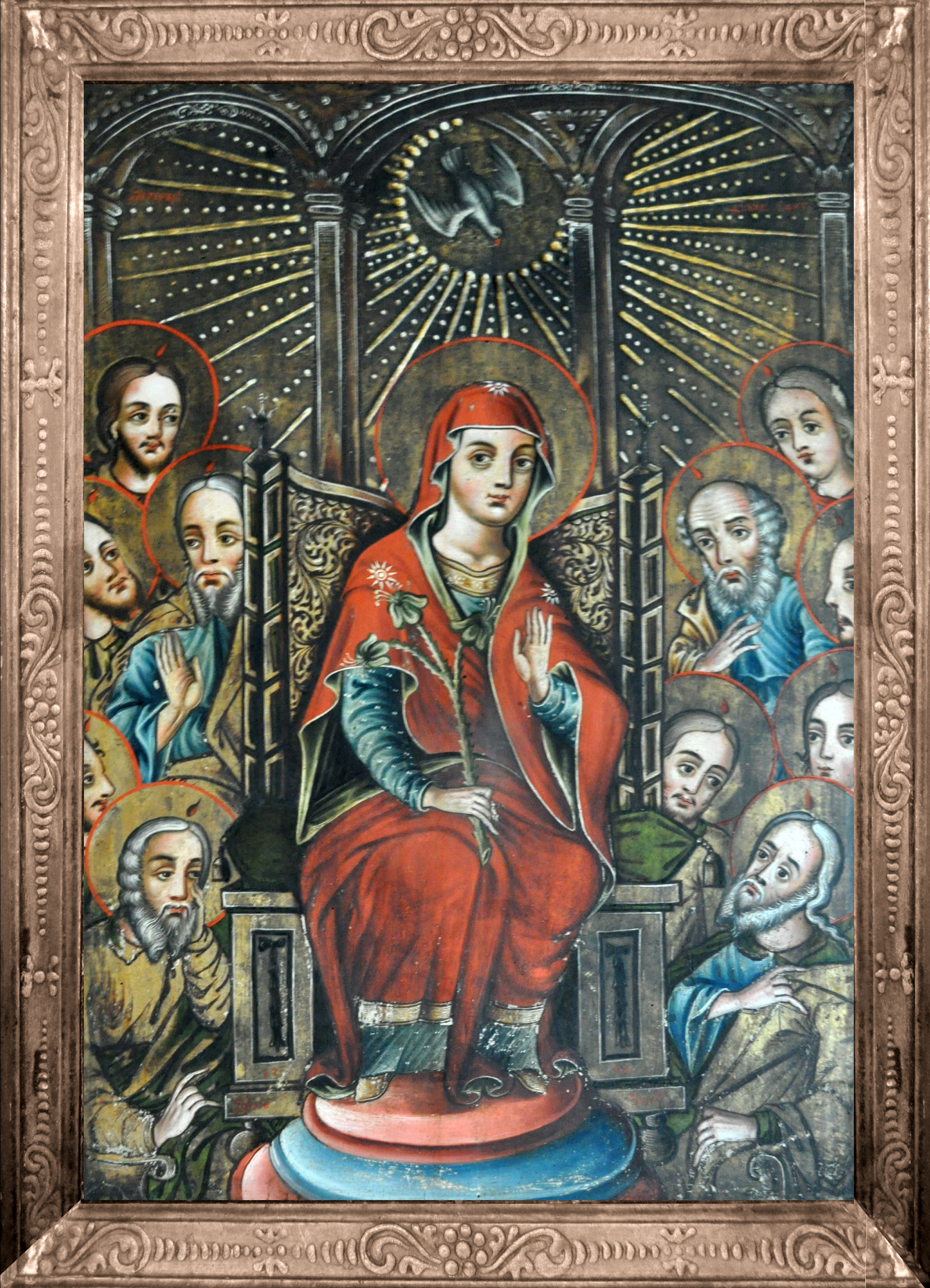
Pogorârea Sfântului Duh (Gheorghe Zugravul, 1783)

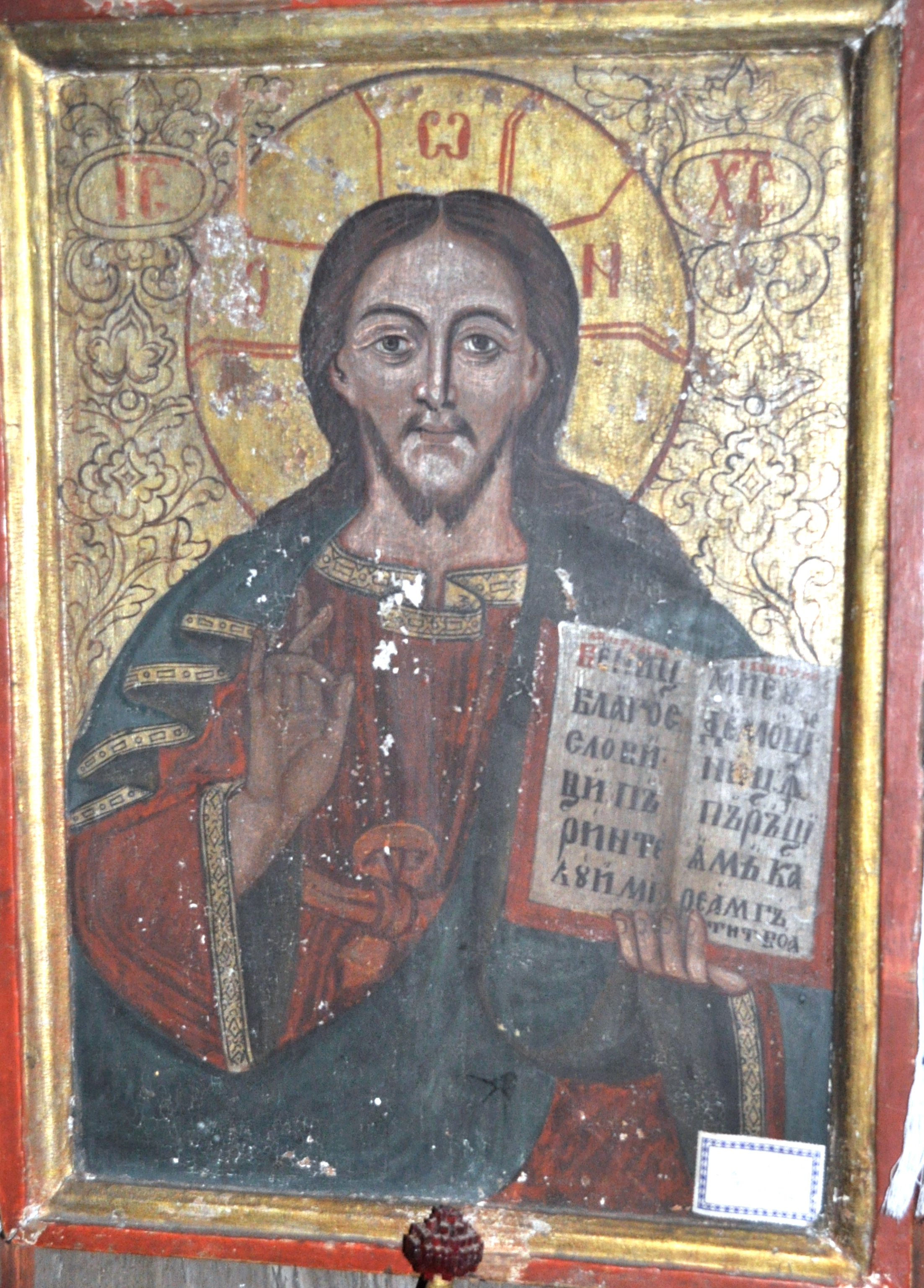
Iisus binecuvântând

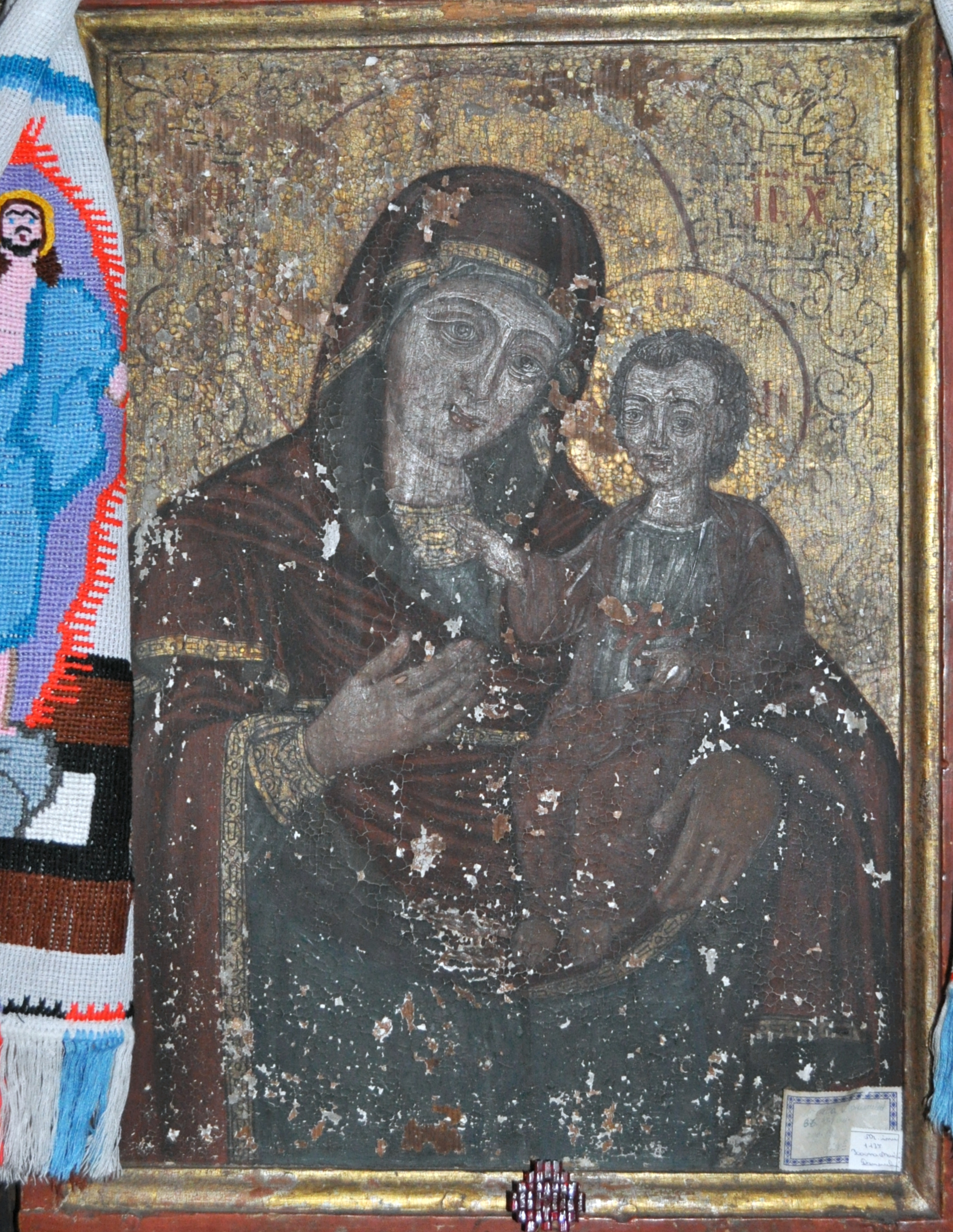
Maria cu pruncul

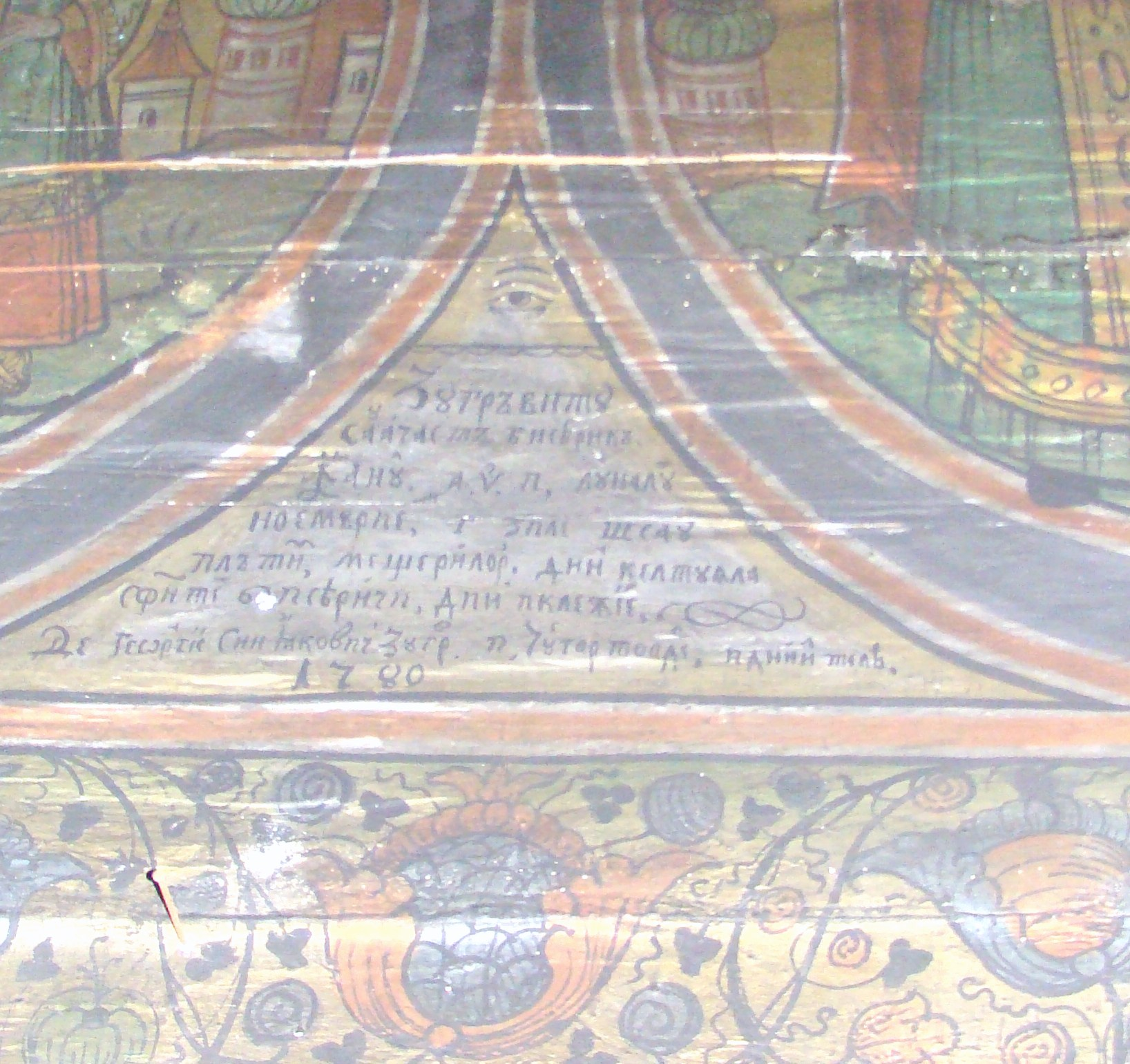
Pisania care datează prima etapă de pictură

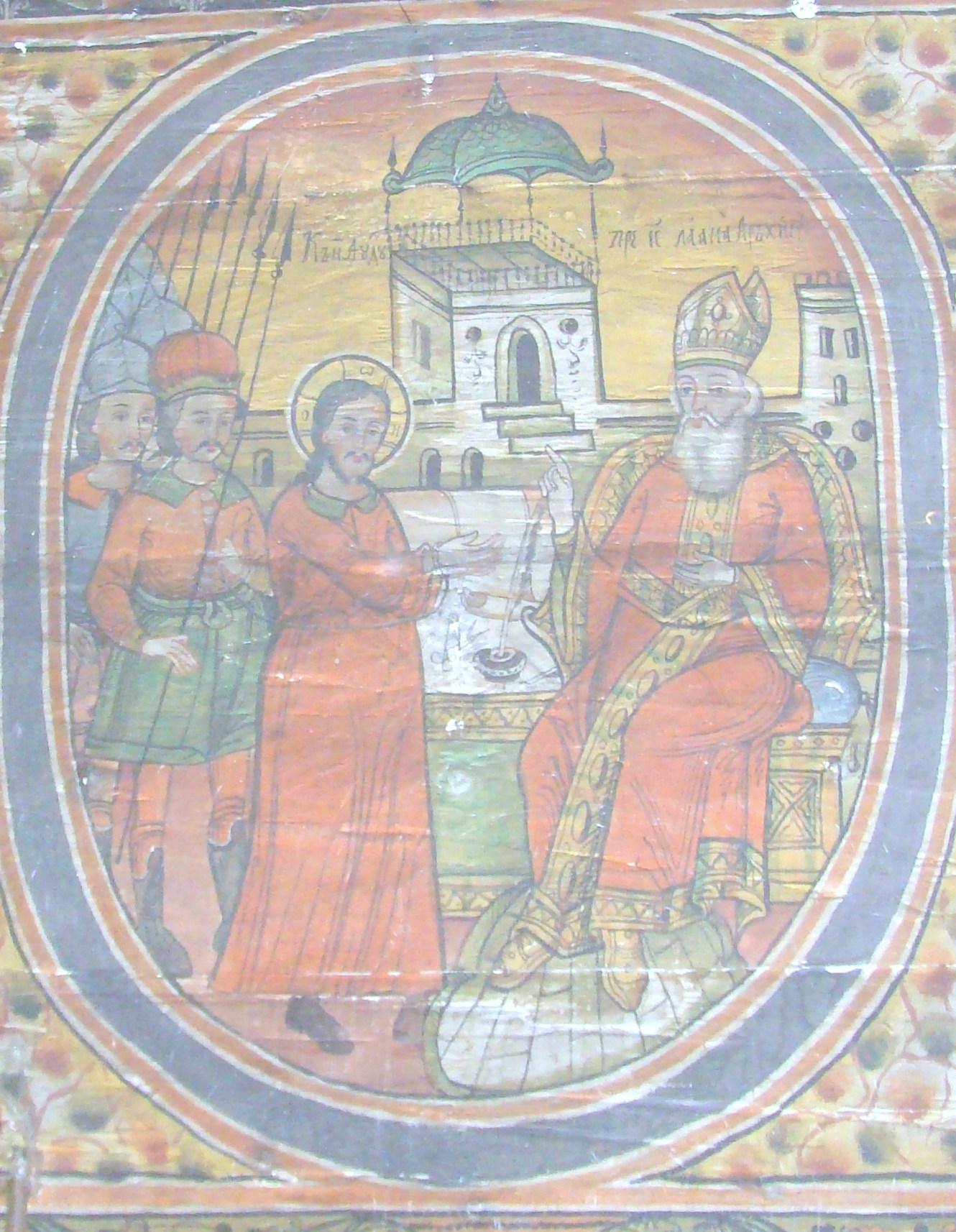
Când l-au dus pe Iisus la Caiafa arhiereul

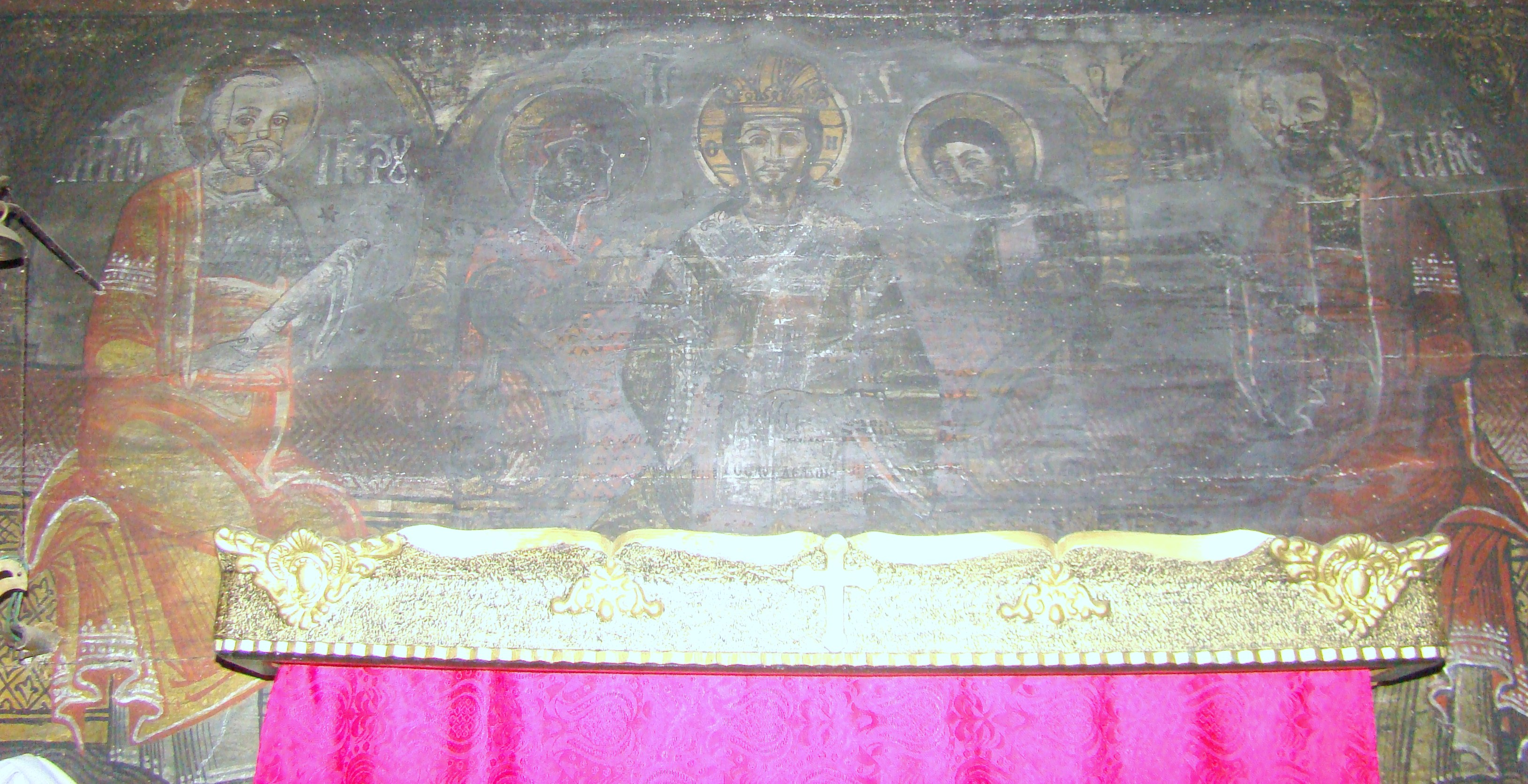
Iisus Hristos Arhiereu şi împărat, flancat de Sfinţii Apostoli

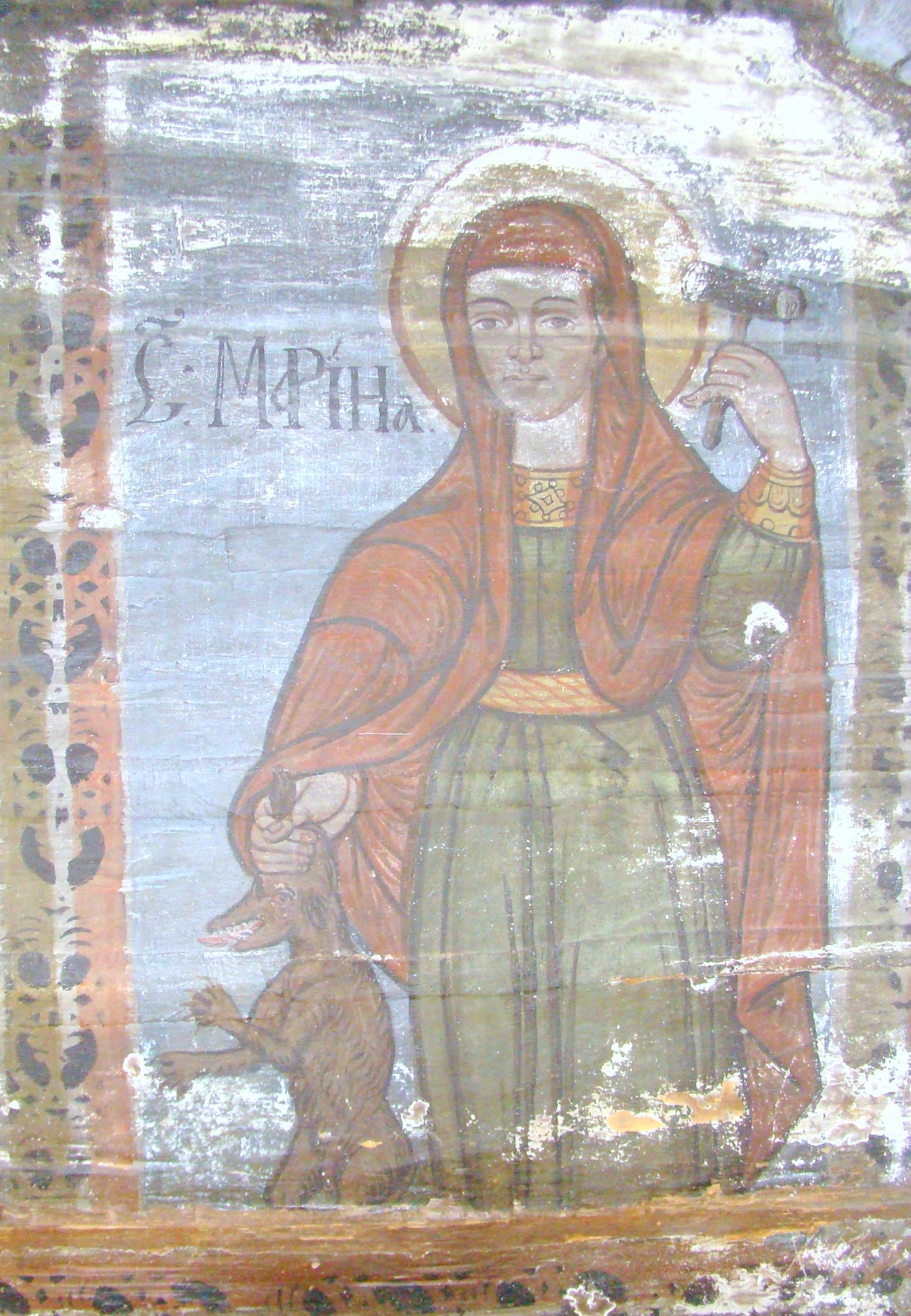
Sfânta Mare Muceniță Marina

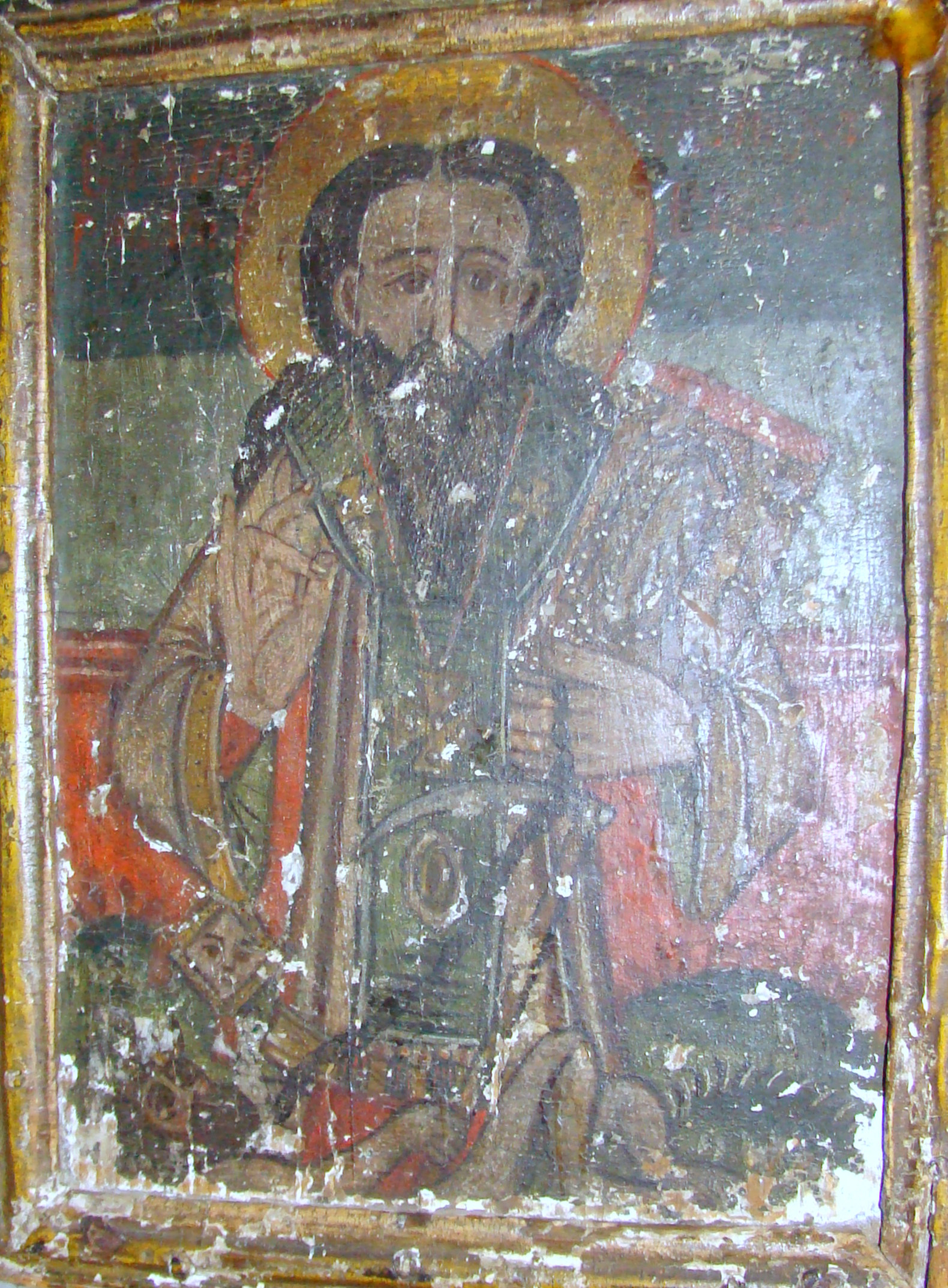
Icoană pe lemn a Mântuitorului în pronaos

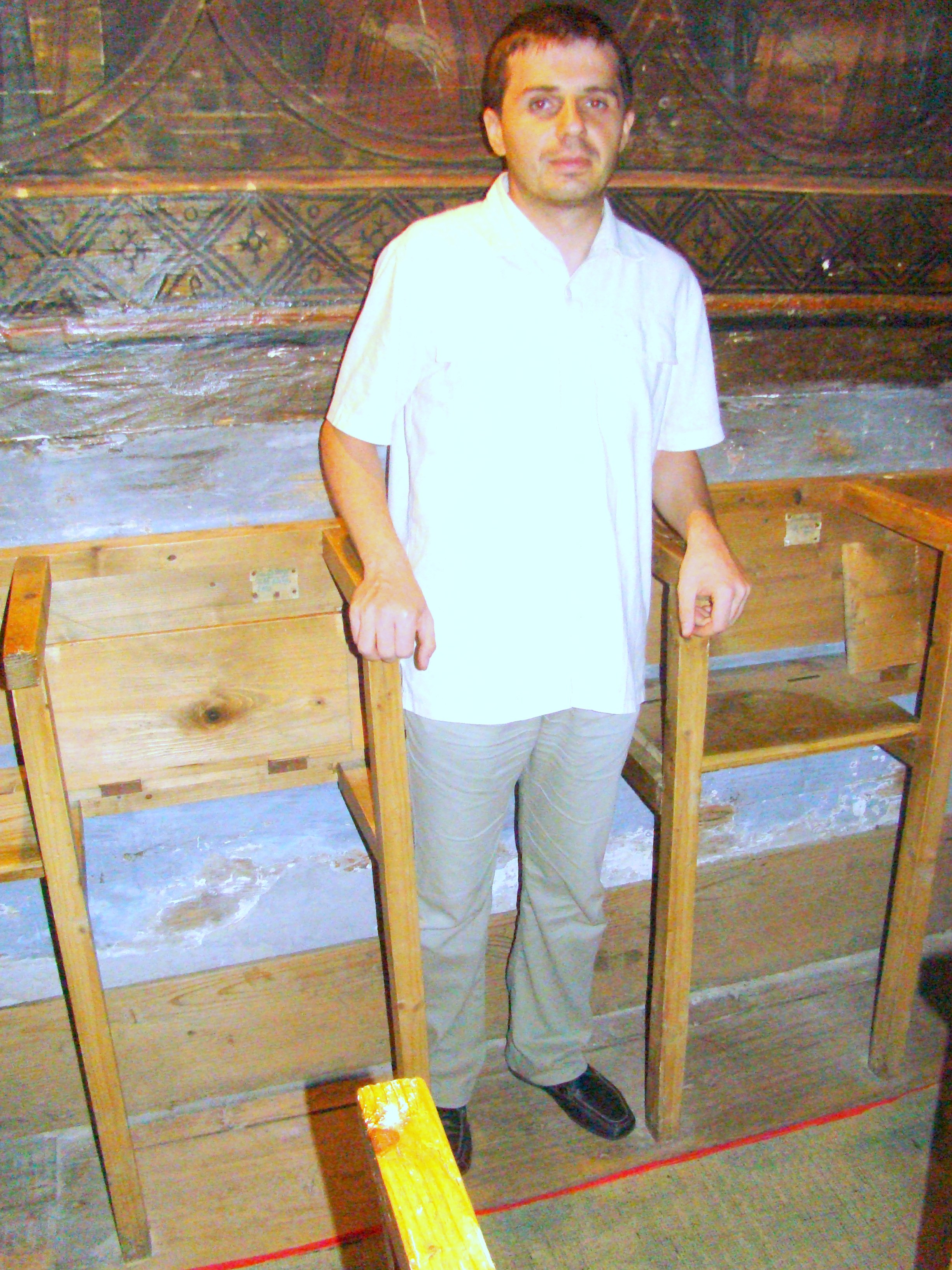
Sfătul Valentin Vesa, student la Teologie (în prezent părintele Benedict Vesa este noul episcop-vicar al Arhiepiscopiei Vadului, Feleacului și Clujului)

Biserica de lemn din Sartăș, oraș Baia de Arieș, județul Alba, datează dinainte de anul 1780. Are hramul „Pogorârea Sfântului Duh”. Biserica se află pe noua listă a monumentelor istorice sub codul LMI:  AB-II-m-B-00313.

## Istoric și trăsături
Cercetări recente coboară în timp atestarea documentară a satului, el fiind menționat într-o conscripție, din 1560, a ivirilor aurifere. Lăcașul de cult din acea vreme a fost înlocuit, în secolul al XVIII-lea, prin cel existent. Nu se poate preciza dacă lăcașul anterior sau acesta a primit în 1767 ianuarie 4, exemplarul din Antologhionul de la Căldărușani, proaspăt tipărit, faptul păstrându-și importanța în ceea ce privesc relațiile curente cu sudul munților.
Biserica monument istoric Sartăș, cu hramul Pogorârea Sfântului Duh, este așezată în cimitir, pe deal, în partea de nord-est a satului. Este plăcut și armonios, grație proporțiilor și formei acoperișului, din care se înalță clopotnița cu foișor în console și coif ascuțit. Fundația bisericii este făcută din piatră, pereții din lemn, exteriorul cu pereții tencuiți, acoperișul este din tablă neagră vopsită. Data construcției nu se poate preciza deoarece documentele nu s-au păstrat, dar după inscripția legată de pictură se poate deduce că a fost construită înainte de 1780.  Cu prilejul renovărilor, a măririi părții de vest, cu noua intrare, a înlocuirii ancadramentelor, a dispărut și inscripția de ridicare a bisericii. Datarea ante quem a acesteia o constituie prima etapă de pictură, anul 1780.
Tipul de plan este dreptunghiular, cu absida decroșată poligonală cu cinci laturi. Câte o boltă semicilindrică acoperă naosul, ușor retrasă de la linia pereților, și altarul, având aici registrul de naștere înclinat, și timpan pe est, pe suprafața de racordare cu conturul pereților. Intervențiile pe fațada de vest, anterioare anului 1827, constau în ușoara sa amplificare, prelungirea streșinii cu 1,30 m. Scara de acces la clopotniță, exterioară, după sistemul celor de la case, are stâlpul balustradei sculptat, aidoma celor funerari din zona Sebeș.
Interiorul bisericii este decorat cu pictură murală realizată în două etape. Cea mai veche este pictura naosului, datată prin următoarea inscripție plasată deasupra ușii dintre naos și pronaos: „Zugrăvitu-s-au această biserică în anul 1780, luna lui noiembrie 7 zile și s-au plătit meșterilor din cheltuiala Sfintei biserici din iclejie. De Gheorghe sin Iacovici zugrav i Ciungar Toader i Daniil Telea, 1780”. Autorii ansamblului mural au pictat conform unei scheme iconografice de tradiție postbrâncovenească, specifică Transilvaniei. 
Temele iconografice sunt, în genere, aceleași ca la Brăzești, zugravii alegând însă altă distribuție și alte elemente decorative. Centrul bolții este ocupat de patru cercuri, cu imagine principală (Tatăl savaot, Isus Hristos, Maria cu Pruncul, Sf. Ioan, 1780) înconjurate de serafimi. Un chenar de rozete petalate separă registrul mucenicilor, înscriși în arcade, de acela al medalioanelor, cu reprezentări din ciclul hristologic. Un chenar floral, de tradiție brâncovenească, urmărește marginea bolții, acesta, ca și cel mai sus amintit, reluându-se la tâmplă, și la peretele de vest. În partea superioară a pereților sunt înșiruiți sfinți militari.Tâmpla bisericii este și ea pictată de aceiași zugravi. 
Icoanele împărătești au fost pictate doar de Gheorghe, fiul lui Iacov, fără participarea lui Toader Ciungea. Ele înfățișează pe Maica Domnului cu pruncul Isus, Pantocrator, Sf.Nicolae și pogorârea Sf. Duh. Primele trei sunt semnate în 1782, iar icoana cu hramul datează din 1783. Pictura icoanelor împărătești, cu fondul de aur în relief bogat decorat cu volute și butoni este influențată de pictura de factură occidentală. 
O altă etapă de lucru, la decorarea bisericii, și alți artiști, formați de cei din generația amintită, o reprezintă pictura altarului, executată, conform inscripției: „ ... de Nicolae Cuc din Lupșa, cu cheltuiala a tot satu ”, ca și cea pronaosului, din 1827, la care colaborează cu Nicolae Hisem.
Prin ansamblul său de pictură, ce cuprinde în limitele sale, aproape o jumătate de secol, monumentul de la Sartăș ar merita o întregire a valorii sale, prin redarea înfățișării arhitectonice originare.

## Imagini din exterior

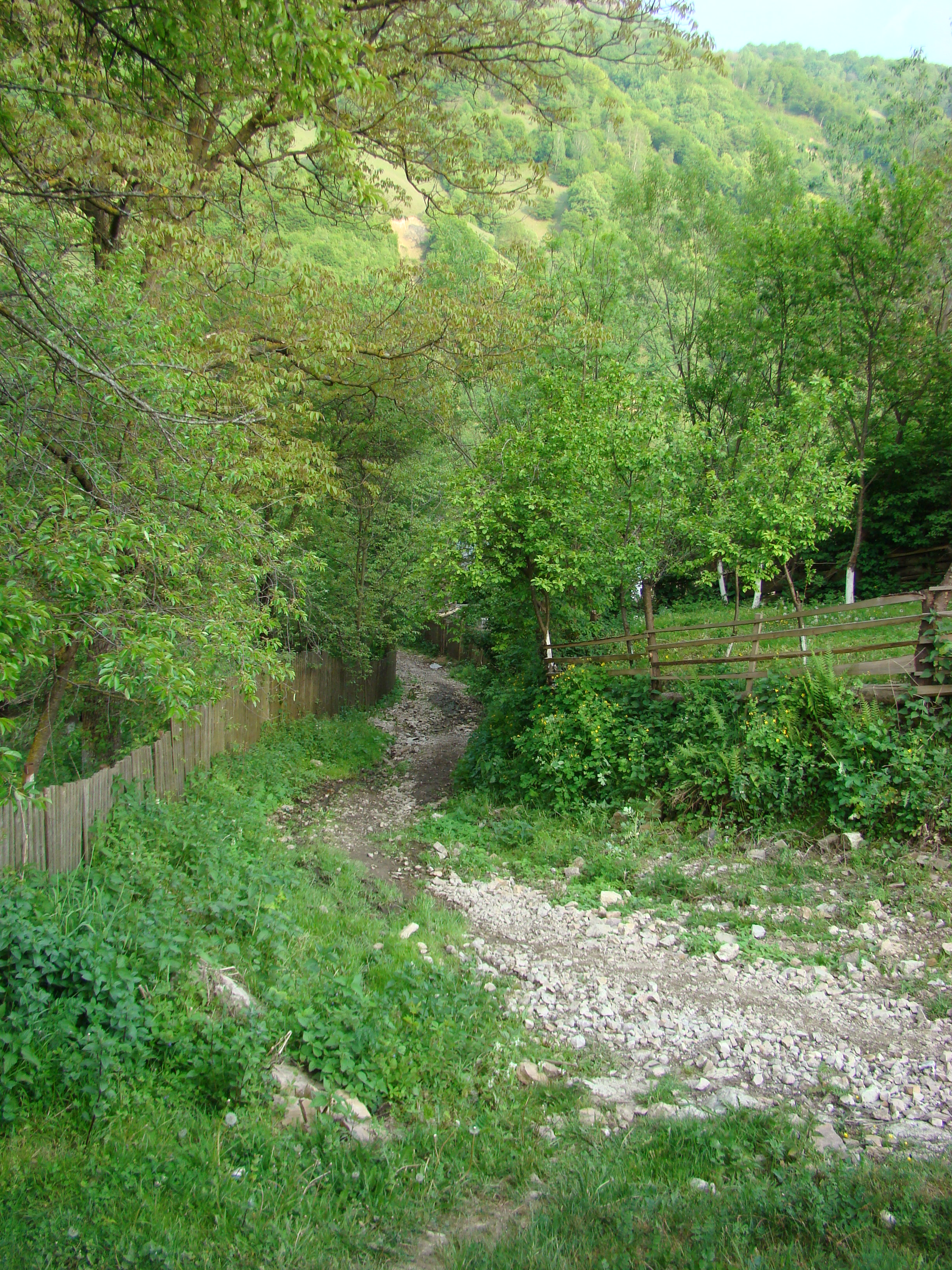
Drumul spre biserică
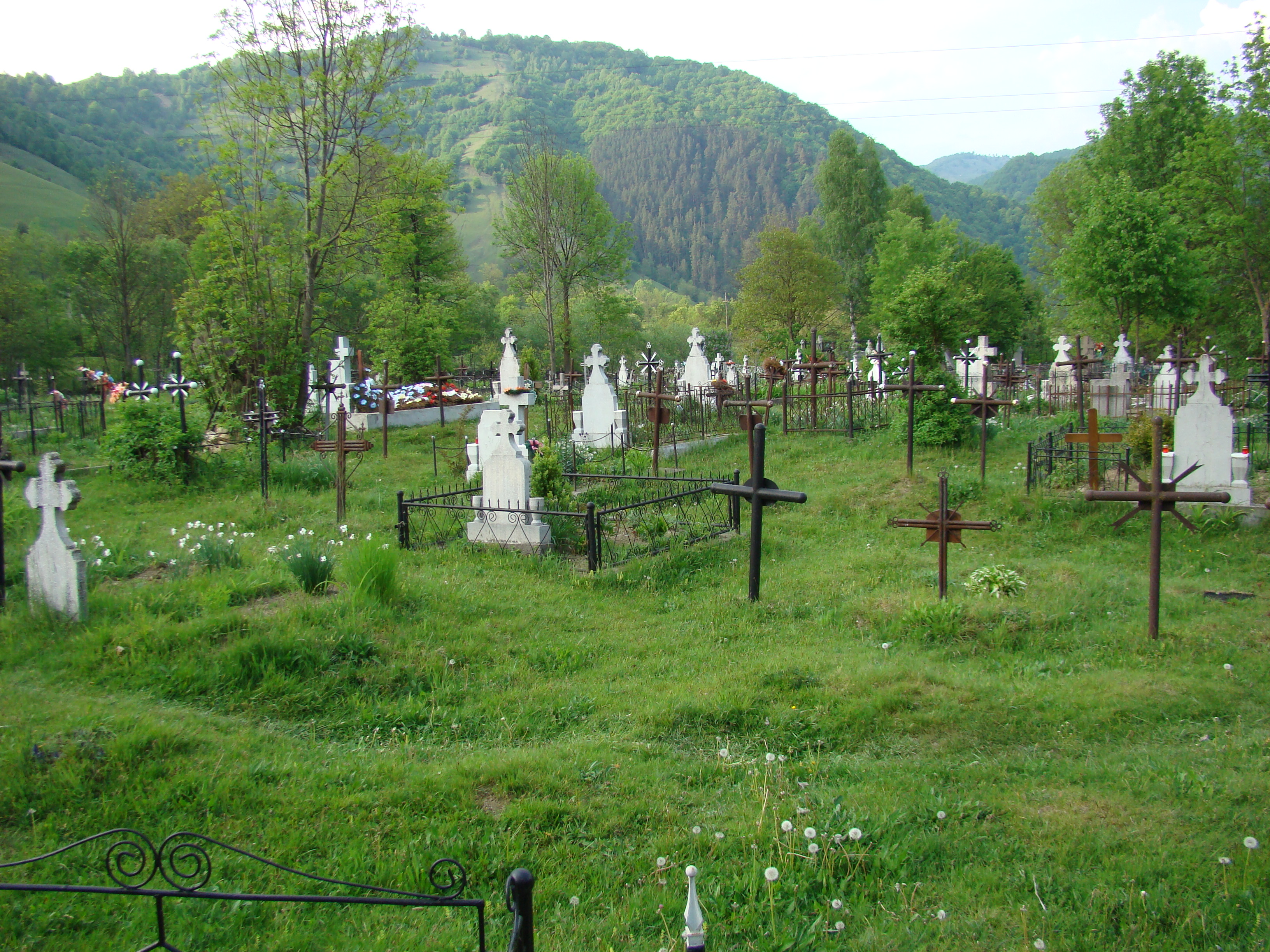
Cimitirul bisericii
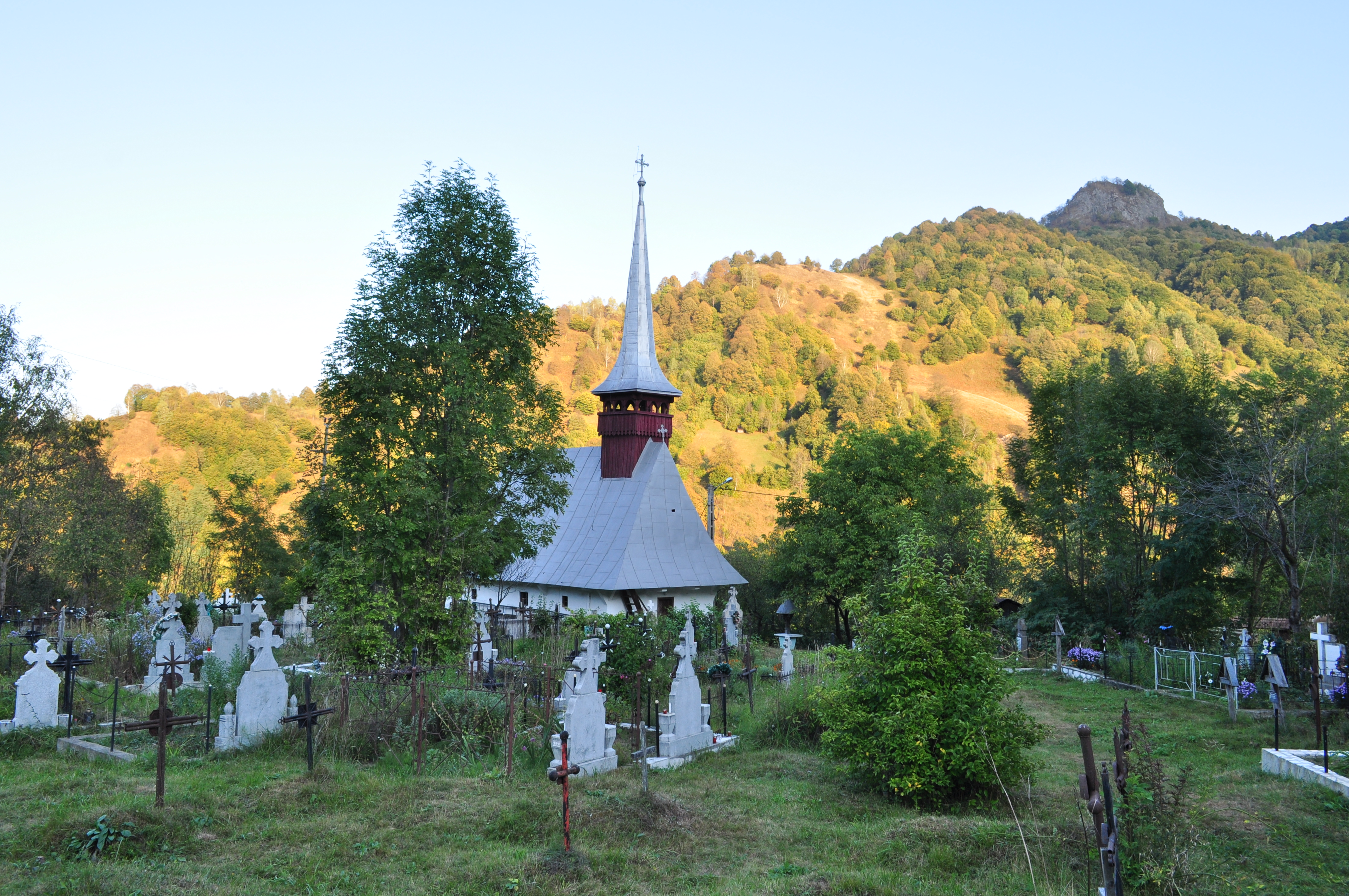
Biserica (nord-vest)
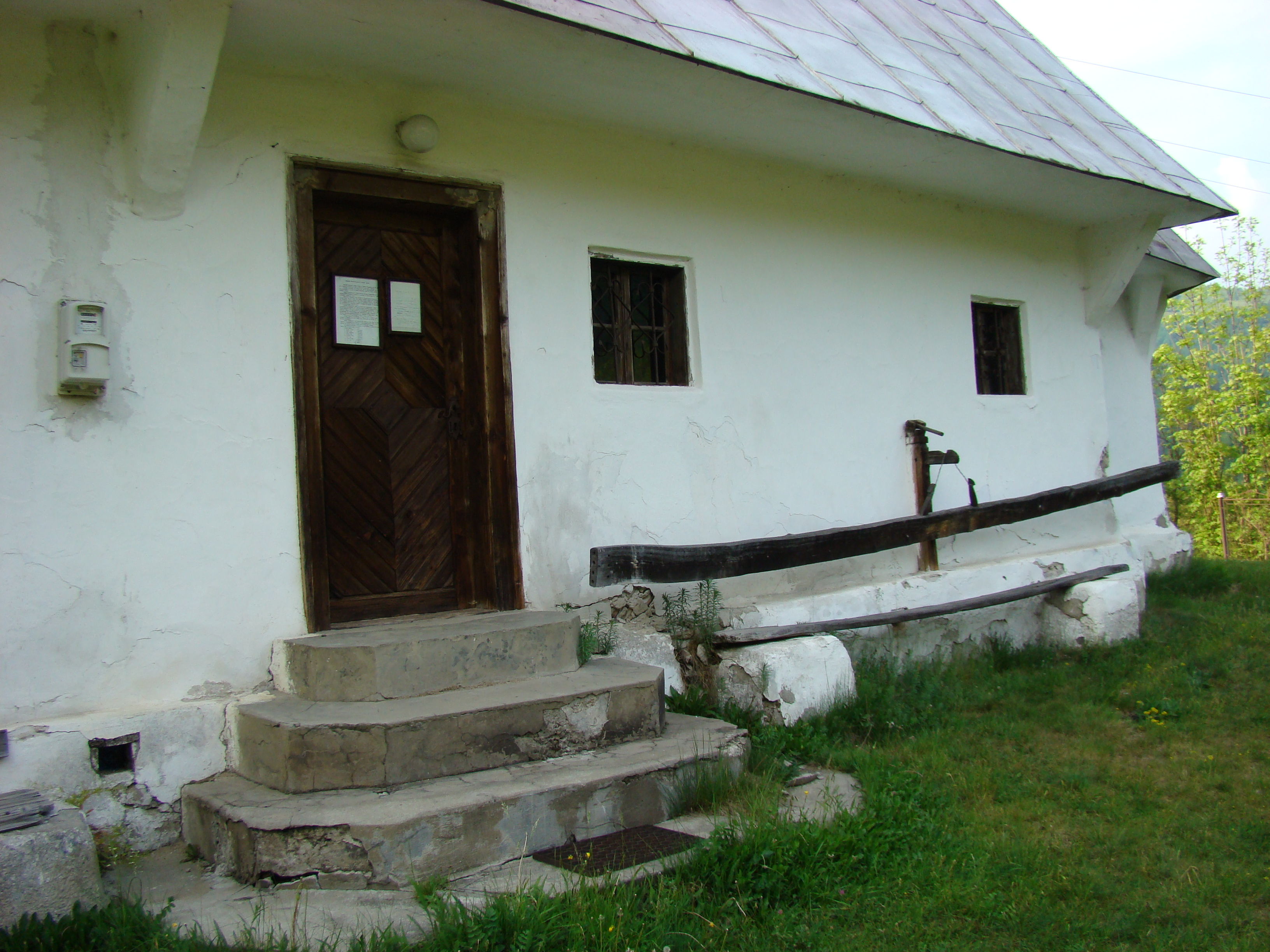
Latura de sud a bisericii
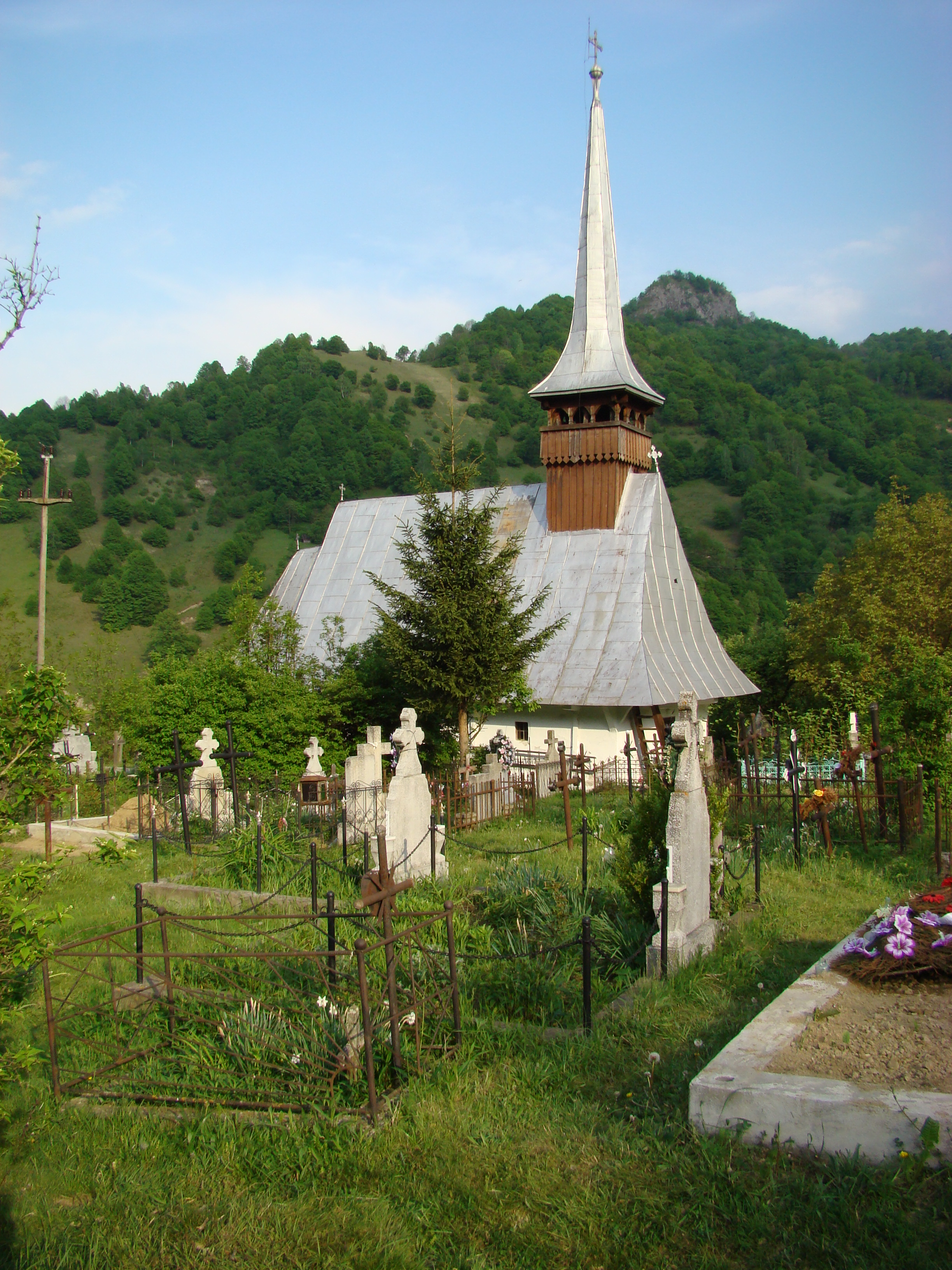
Vedere din nord-vest
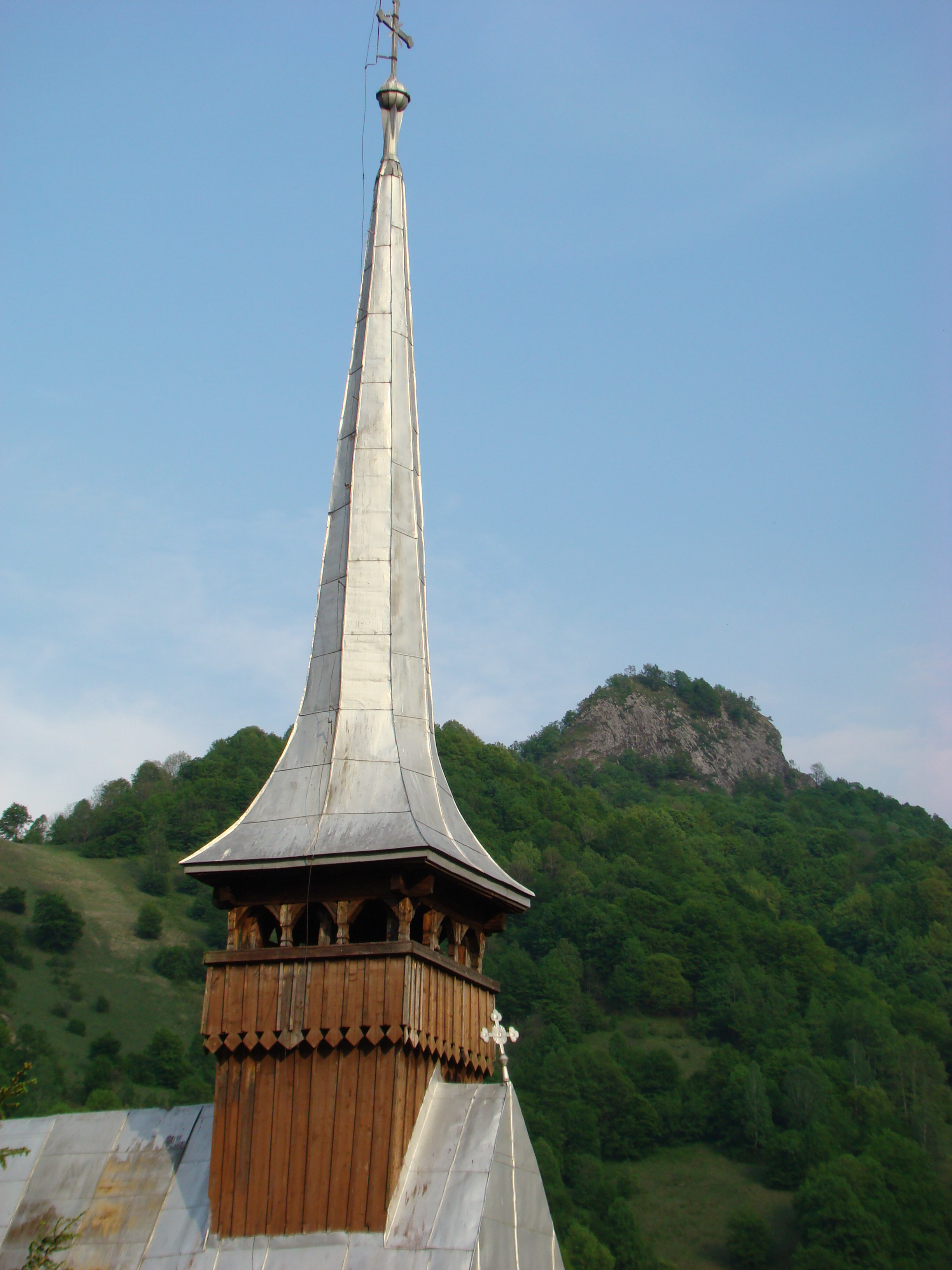
Turnul clopotniţei
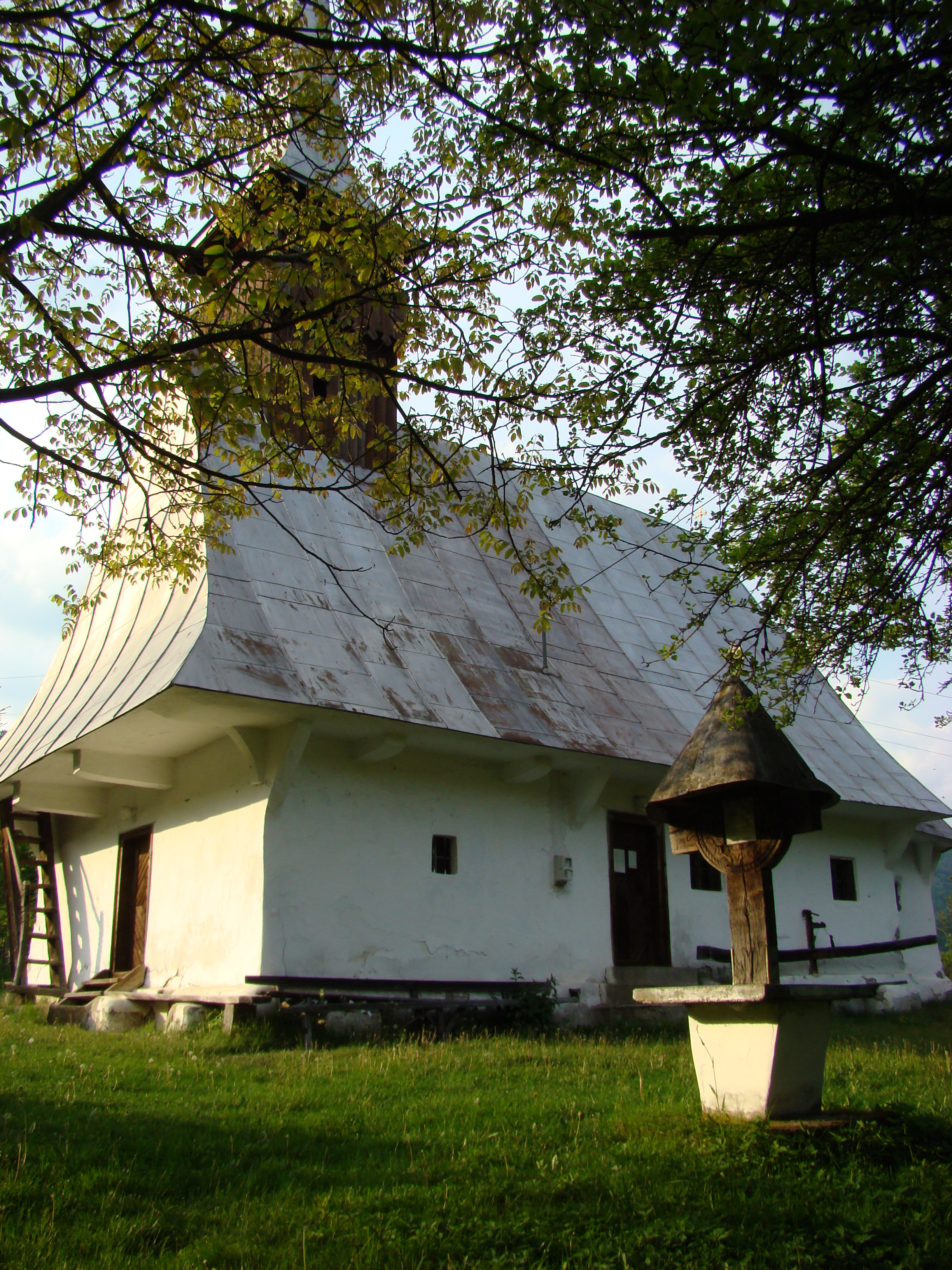
Vedere din sud-vest
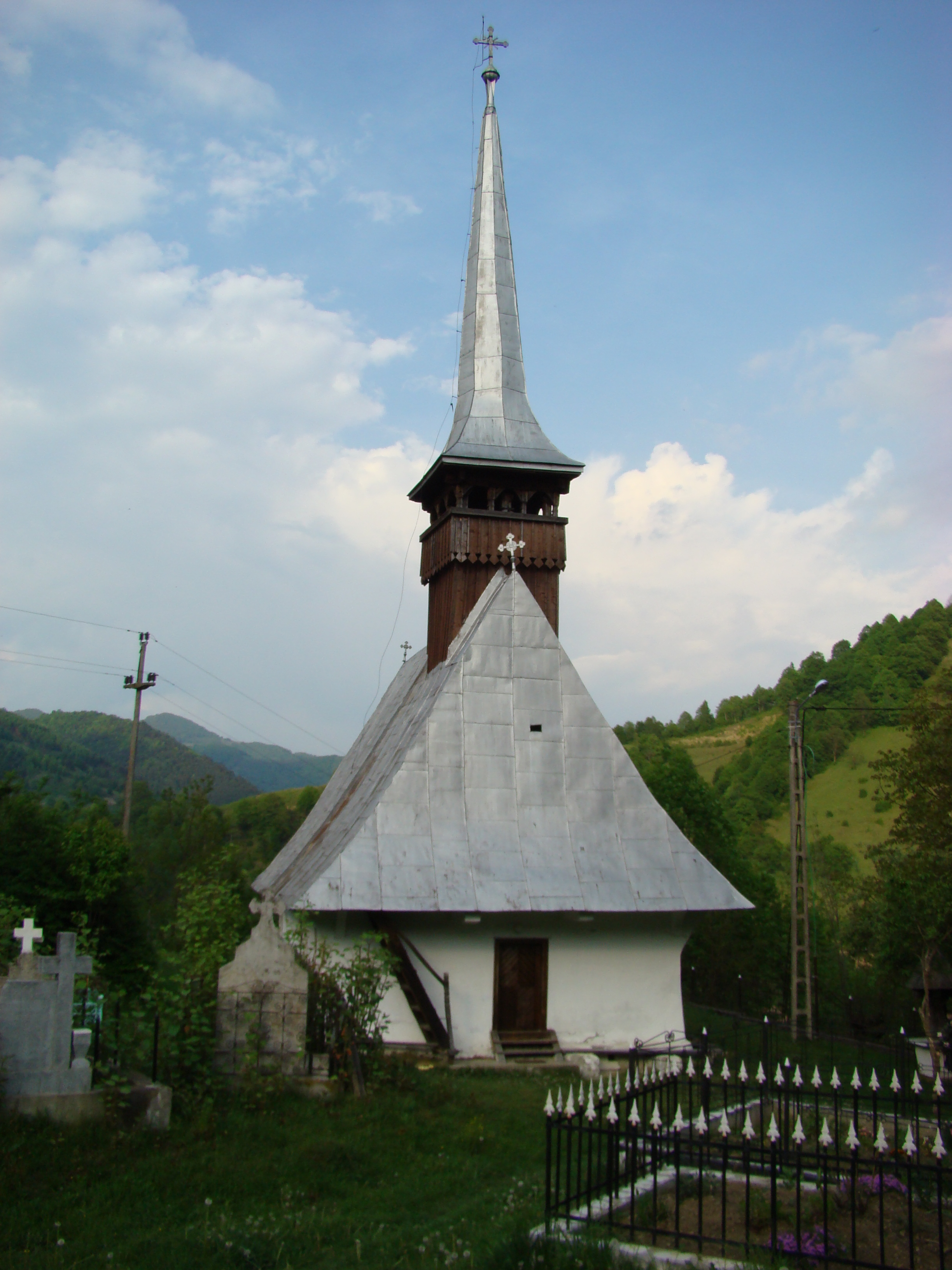
Vedere de ansamblu din vest
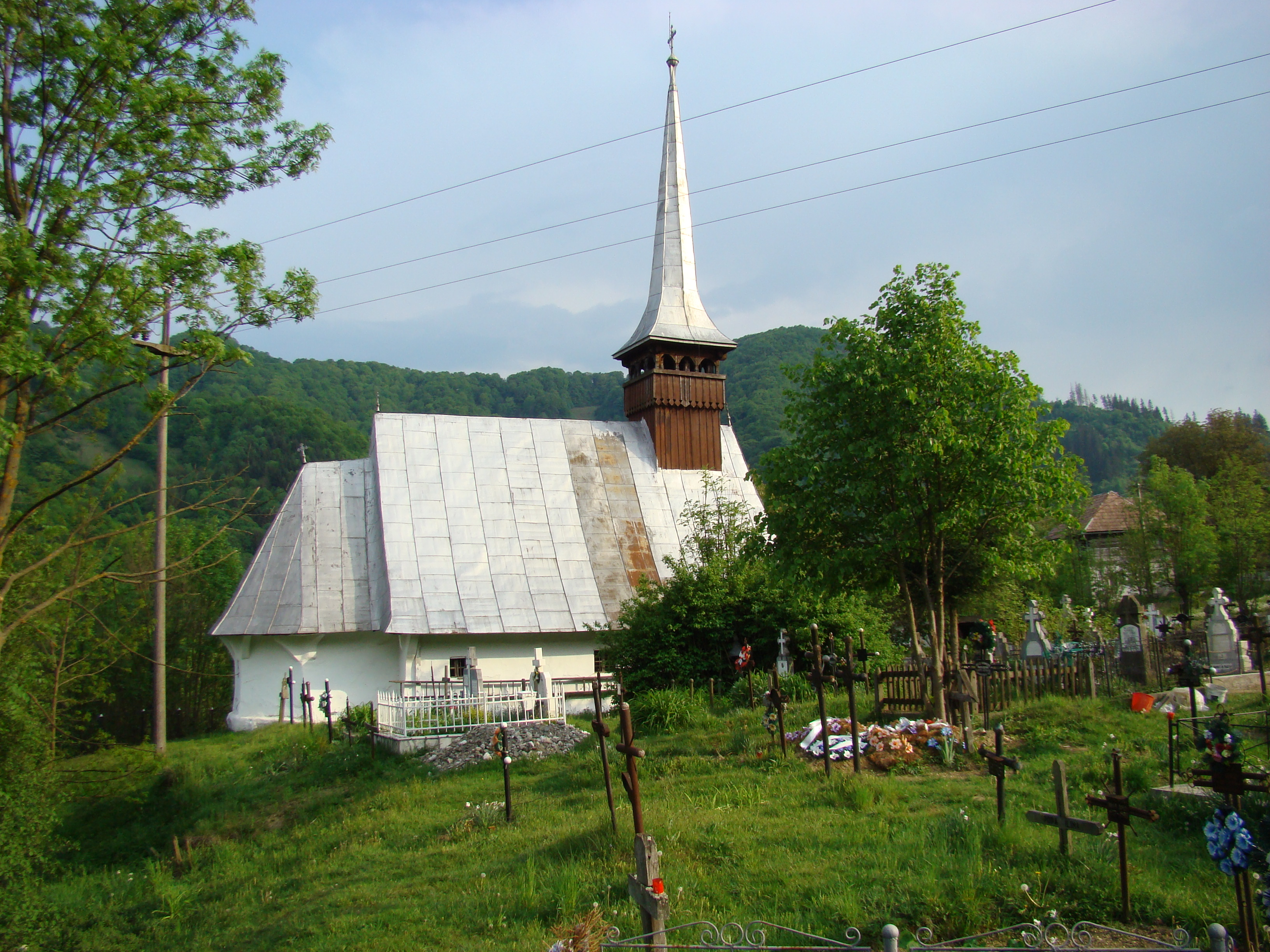
Vedere de ansamblu
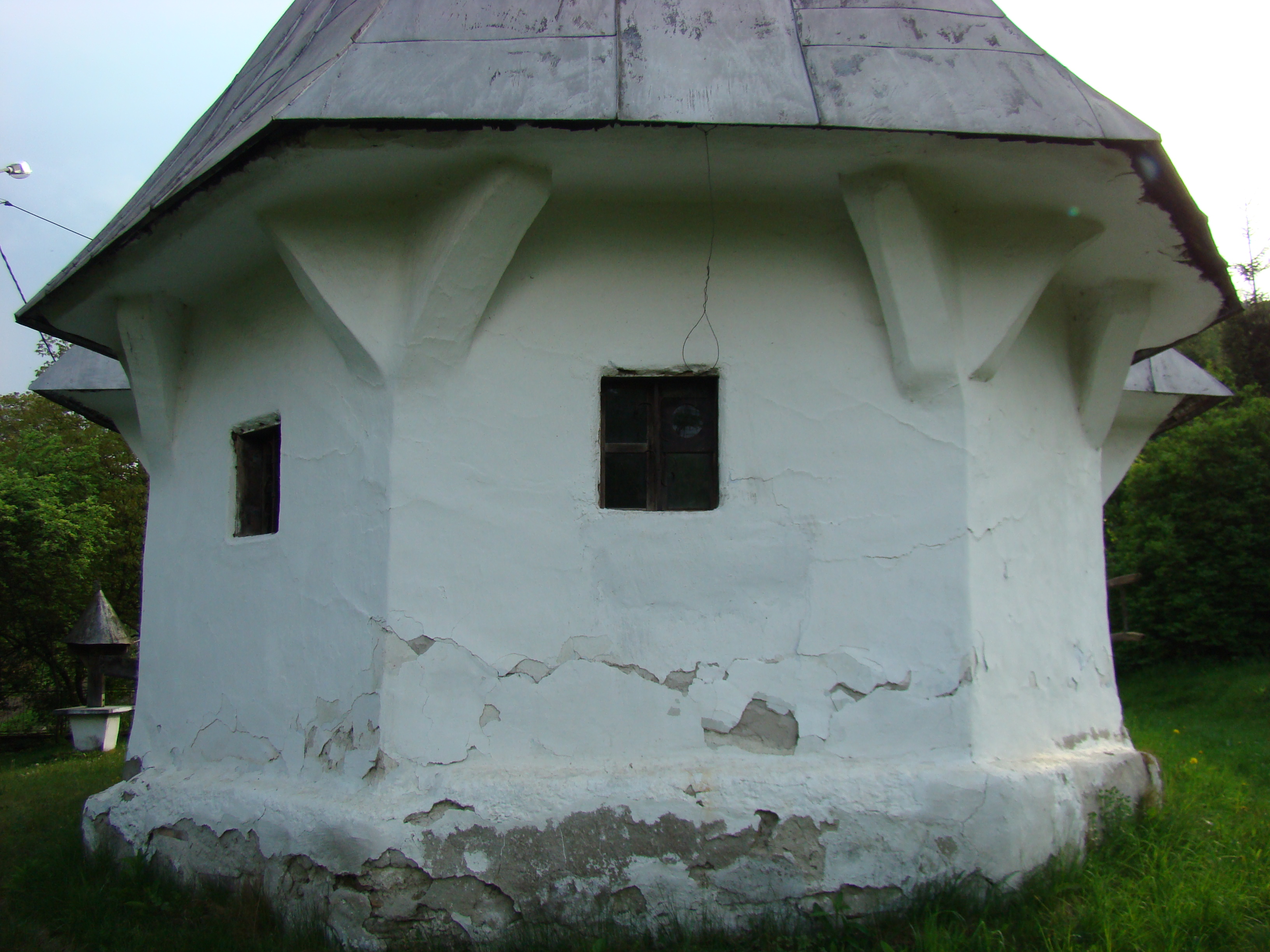
Absida altarului
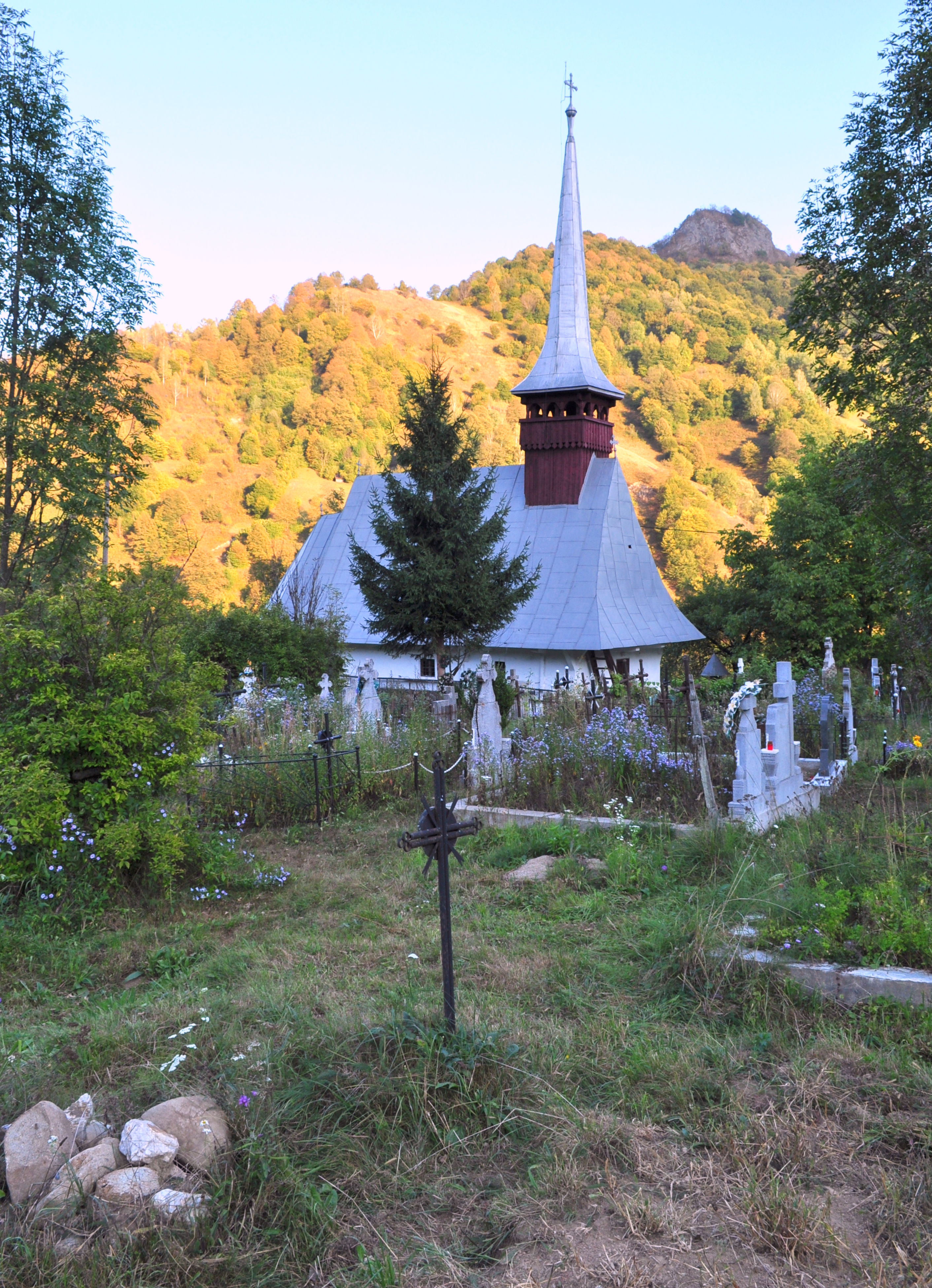
Vedere de ansamblu din nord-vest
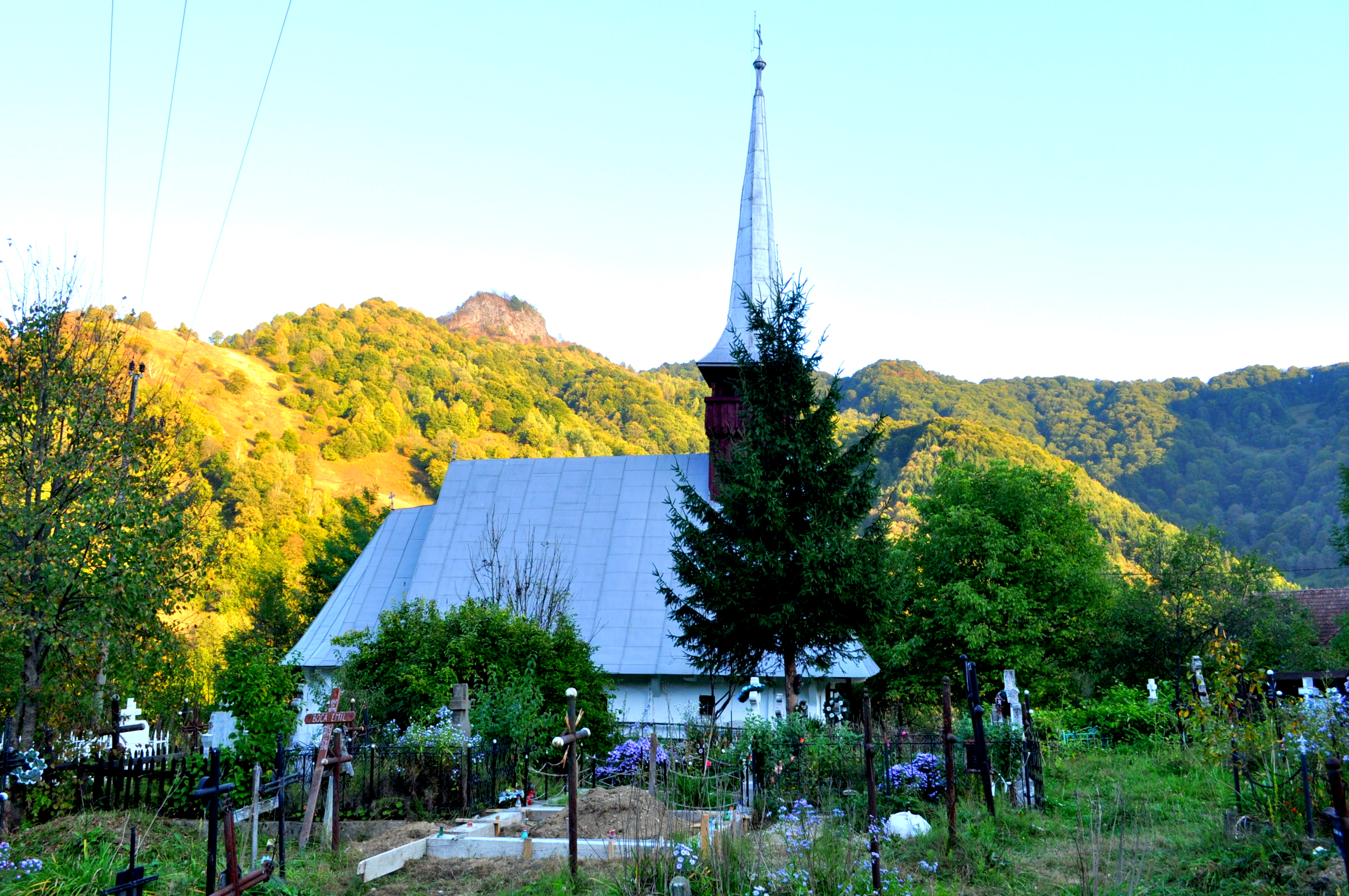
Biserica și împrejurimile
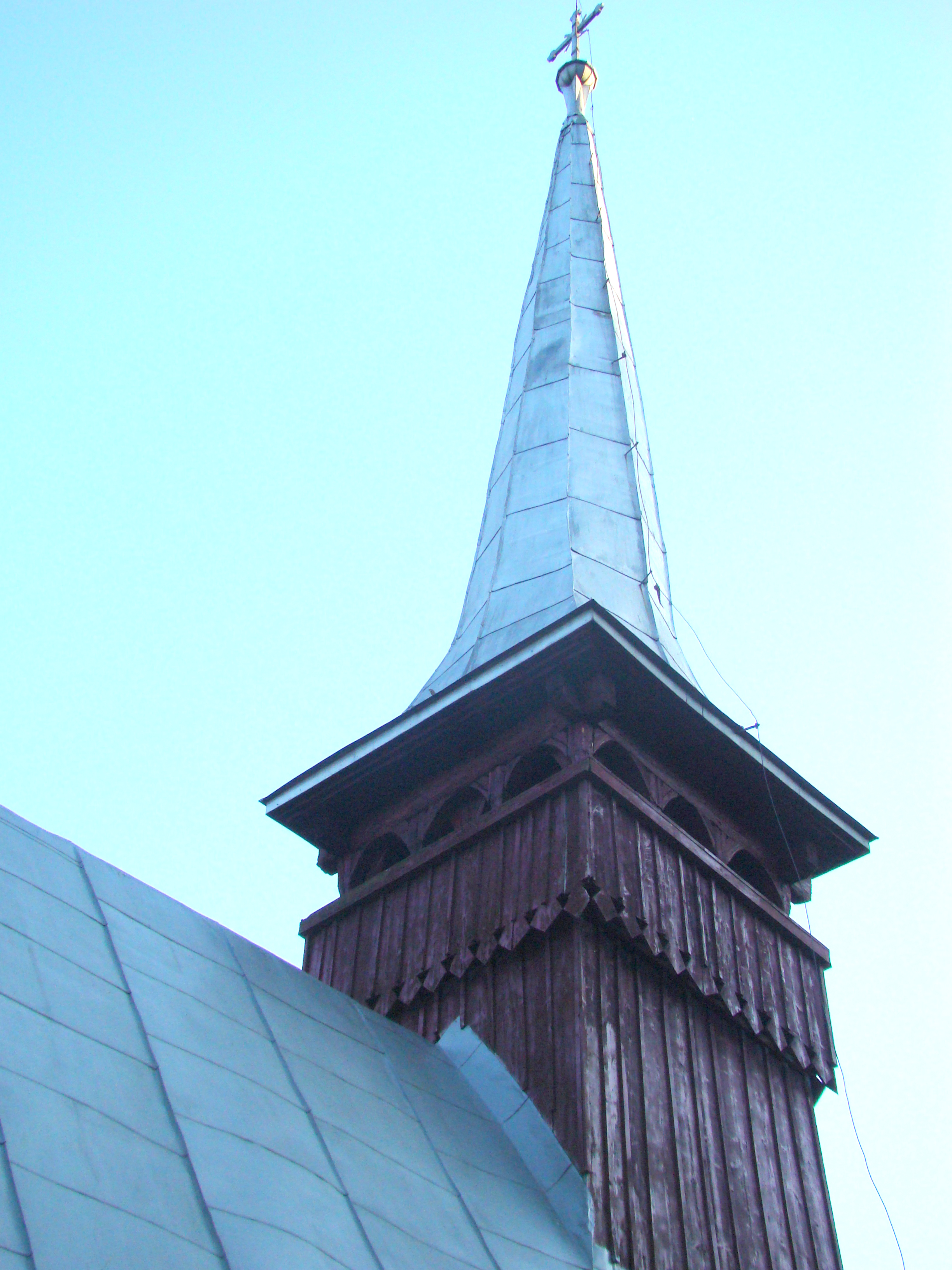
Turnul-clopotniță
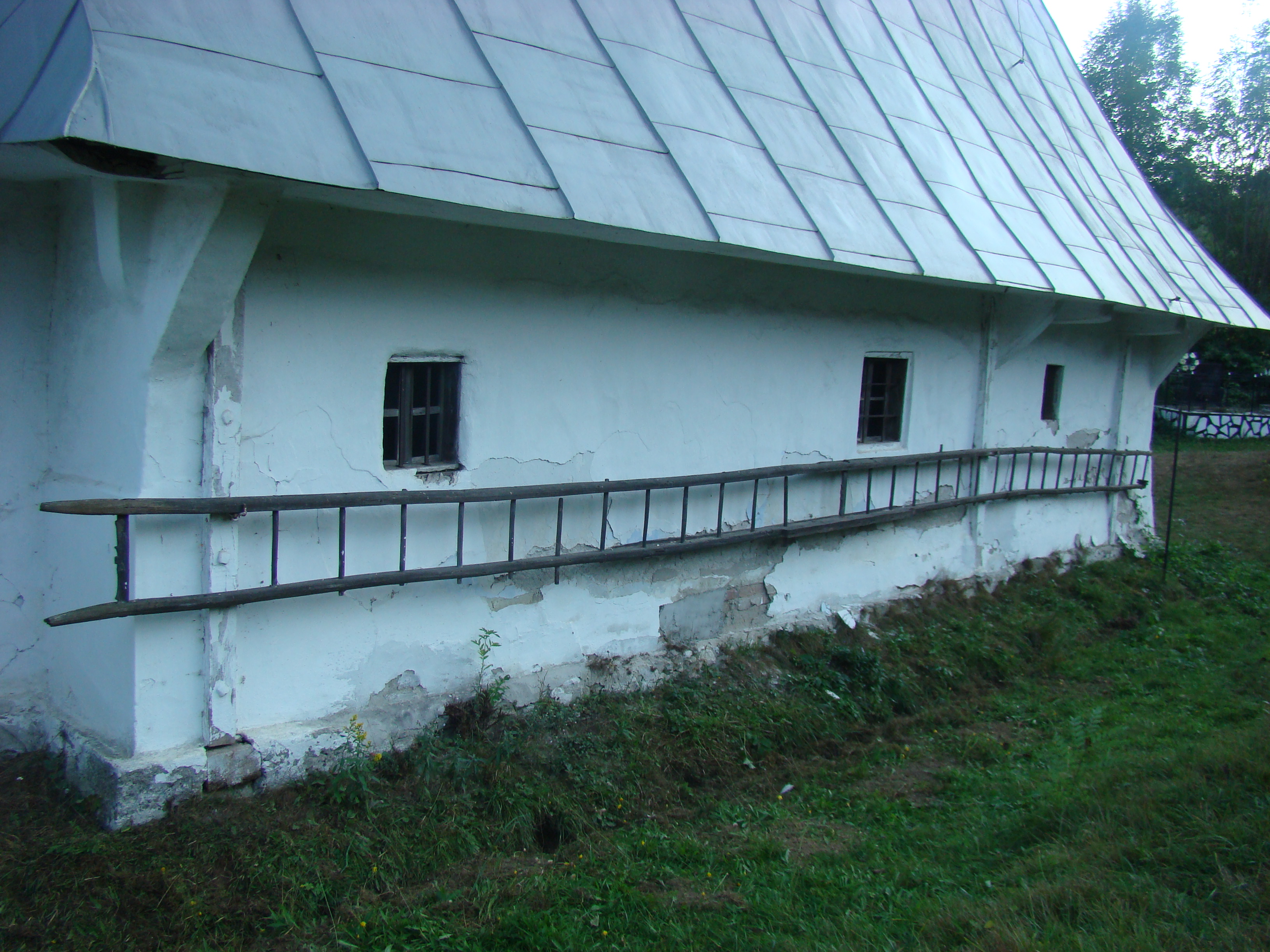
Latura de nord
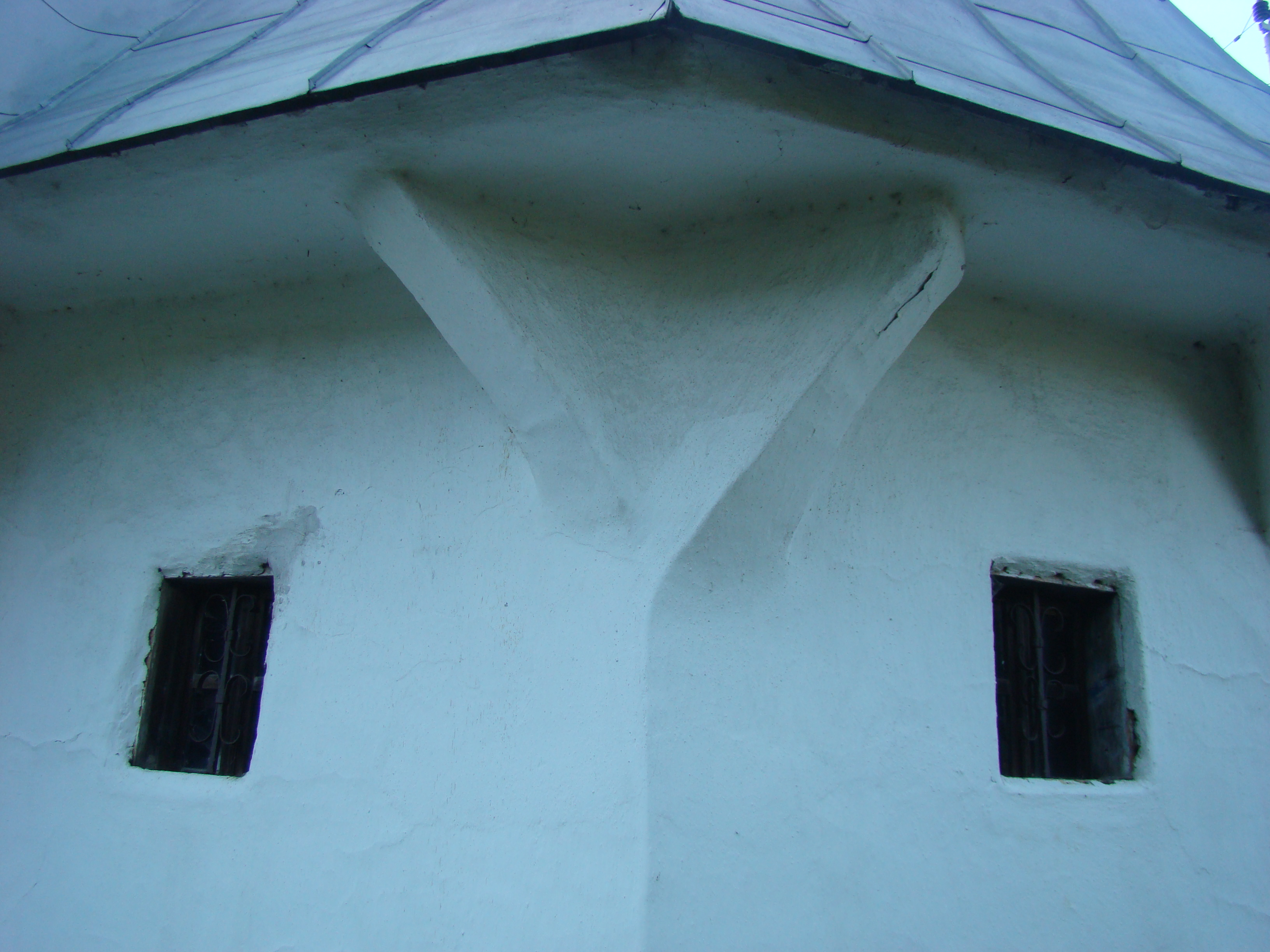
Console și ferestre la absida altarului
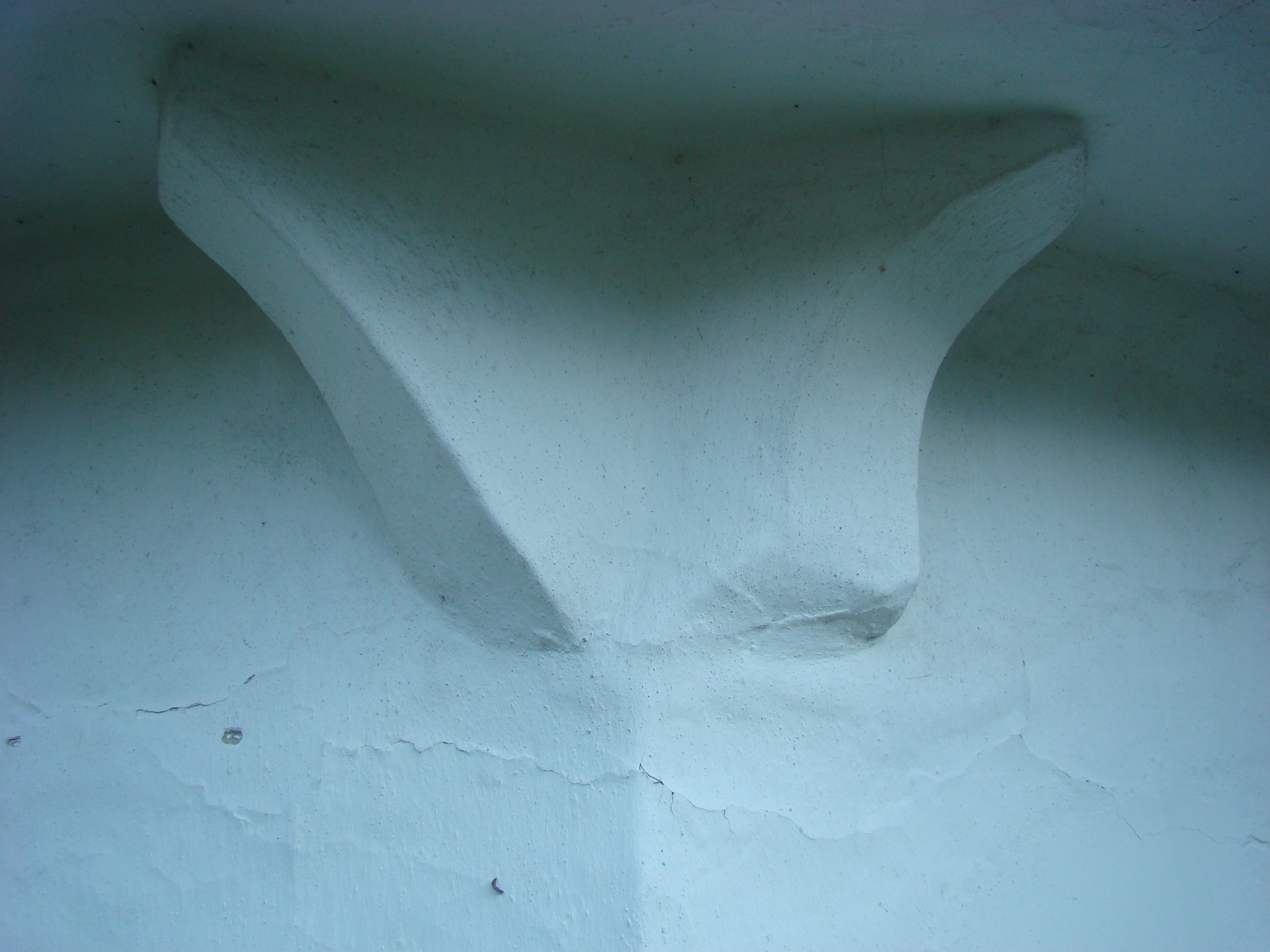
Console
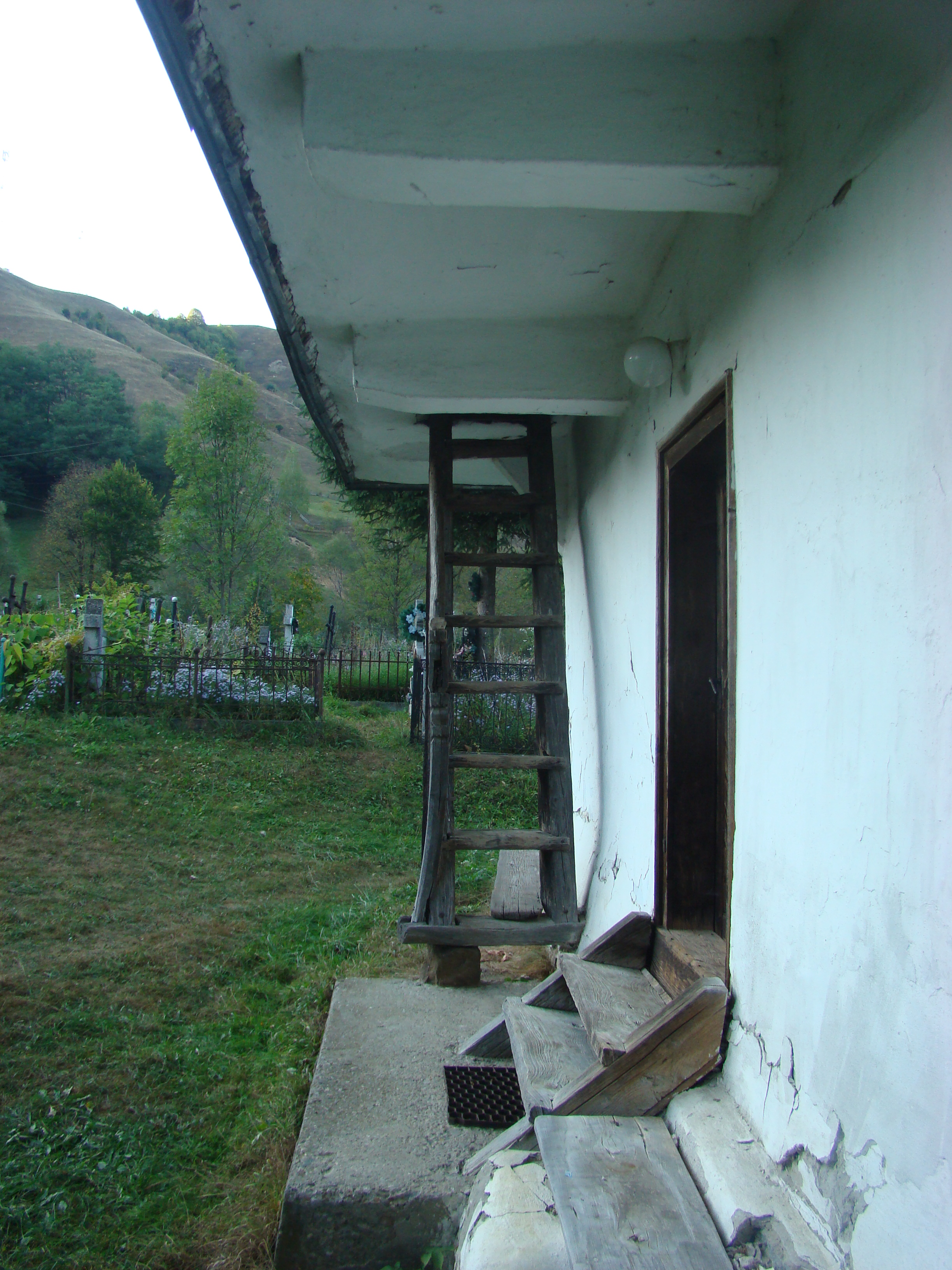
Latura de sud
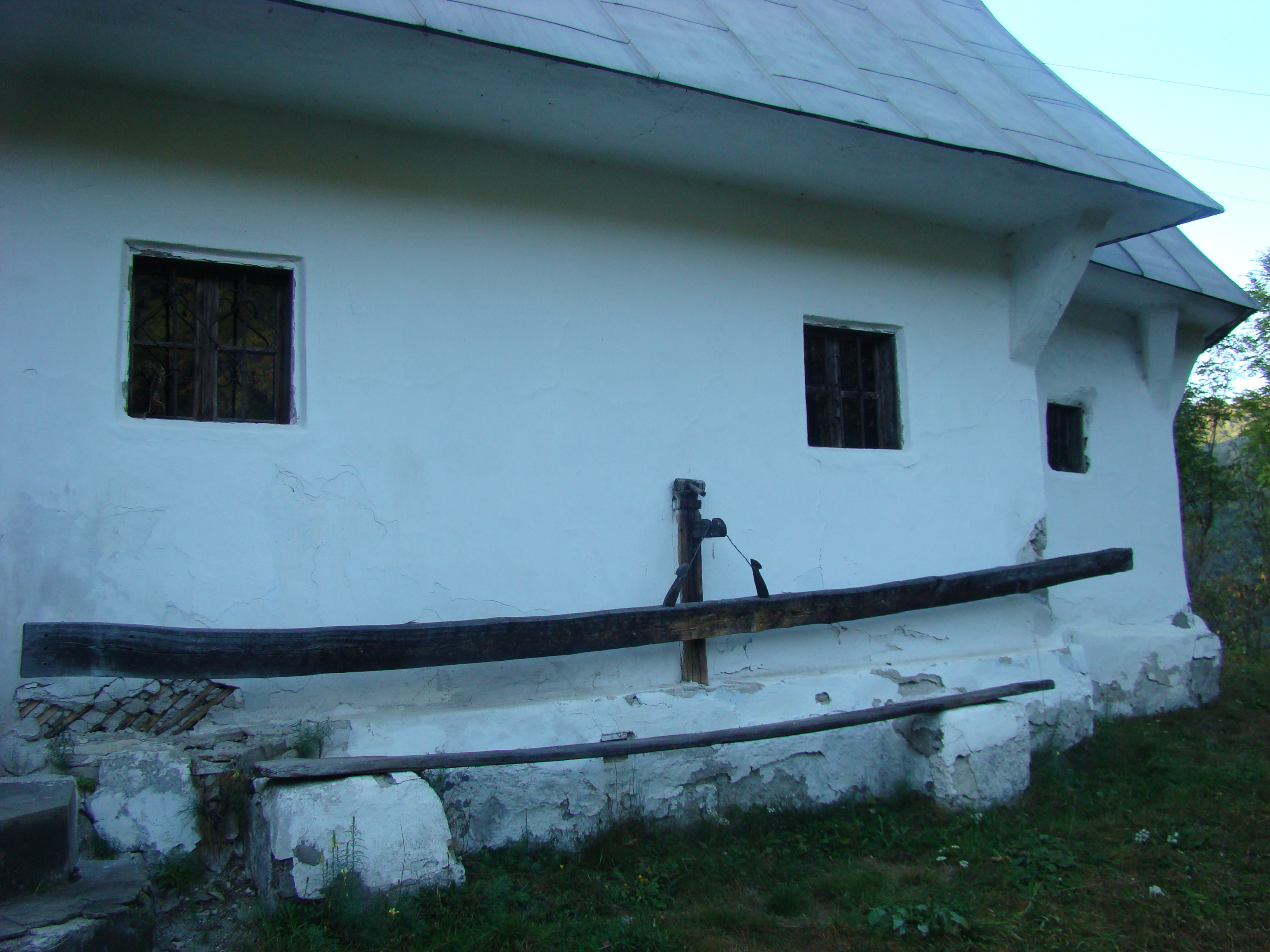
Toaca
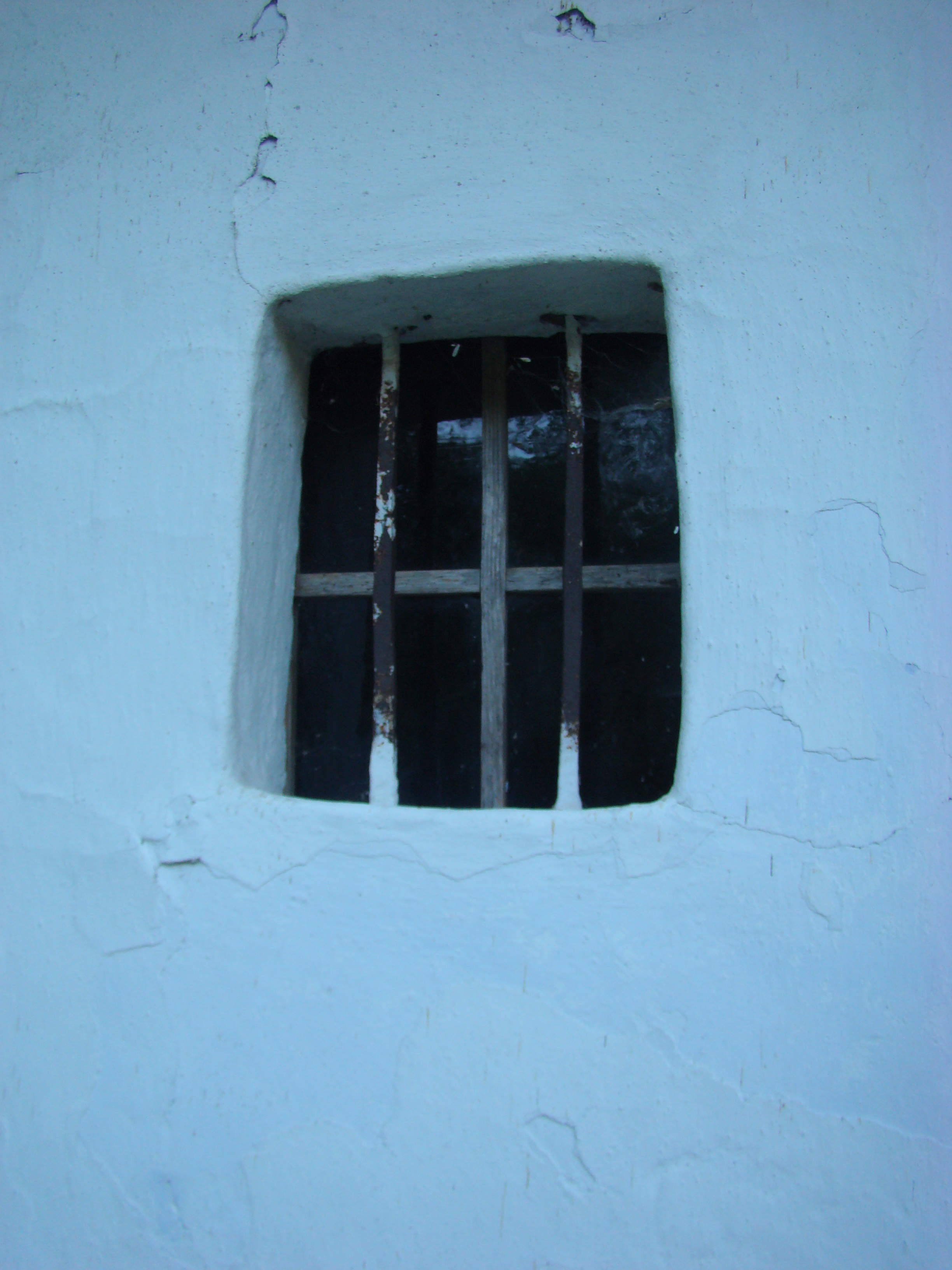
Fereastră
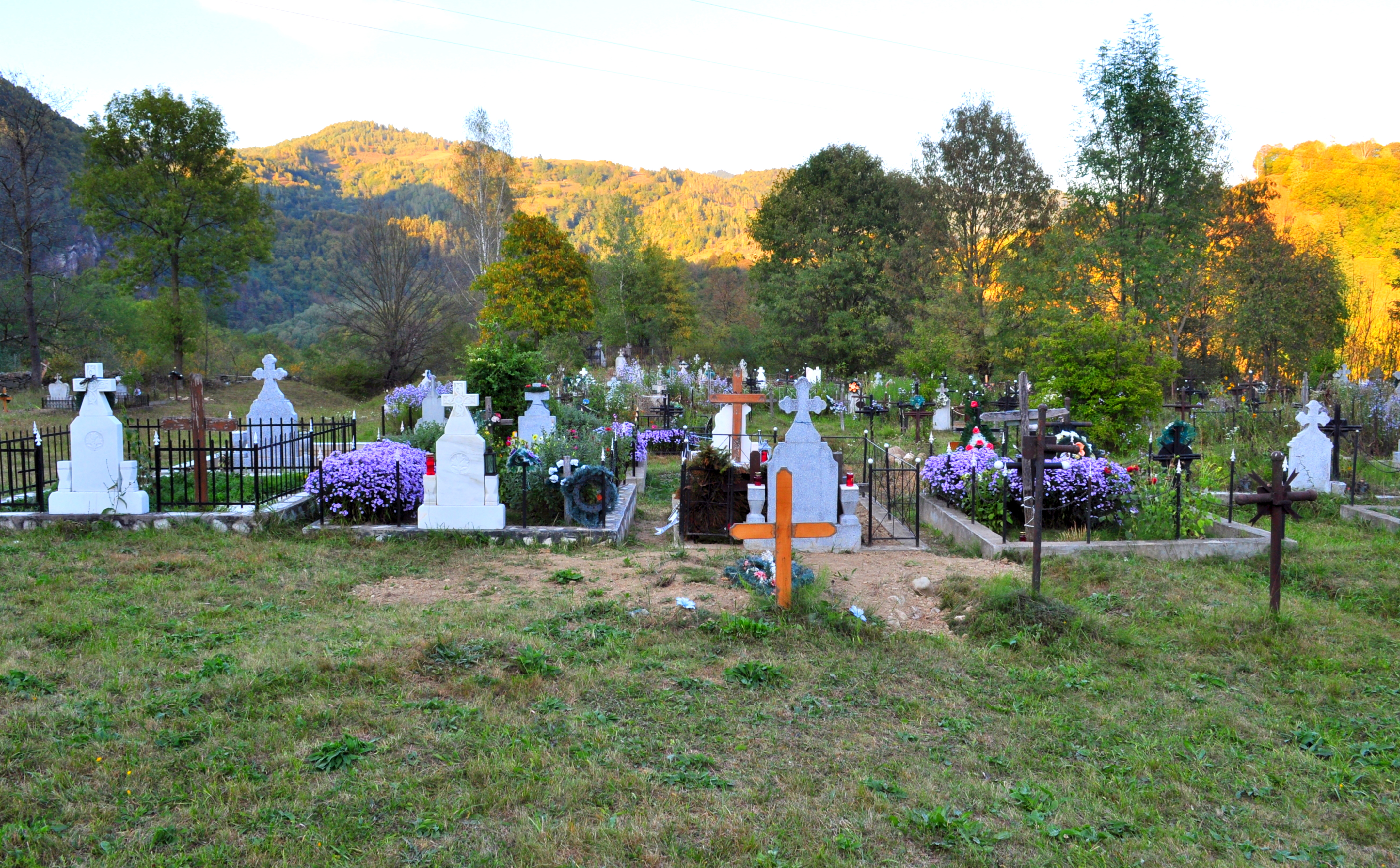
Cimitirul și împrejurimile
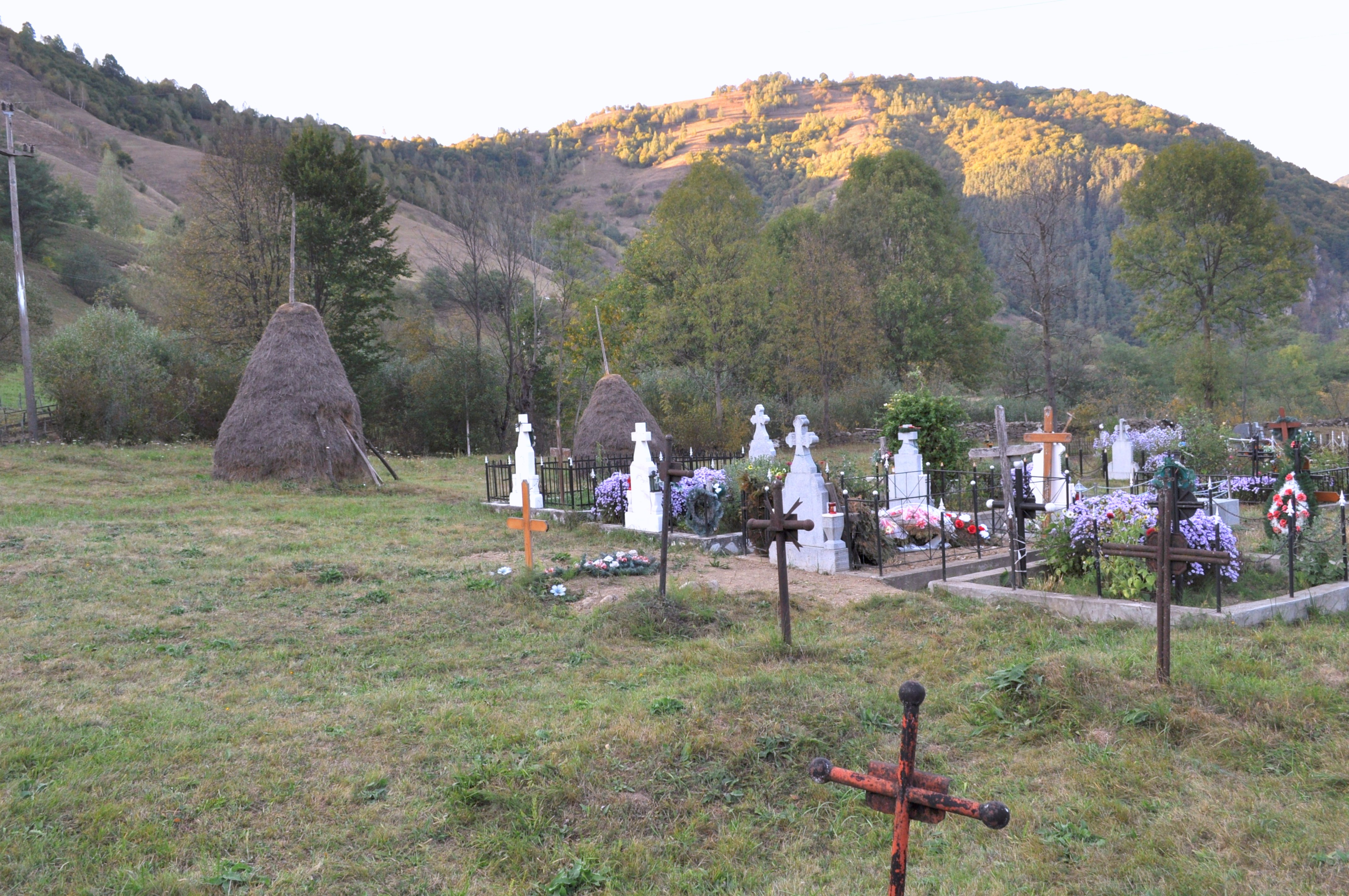
Cimitirul și împrejurimile

## Imagini din interior

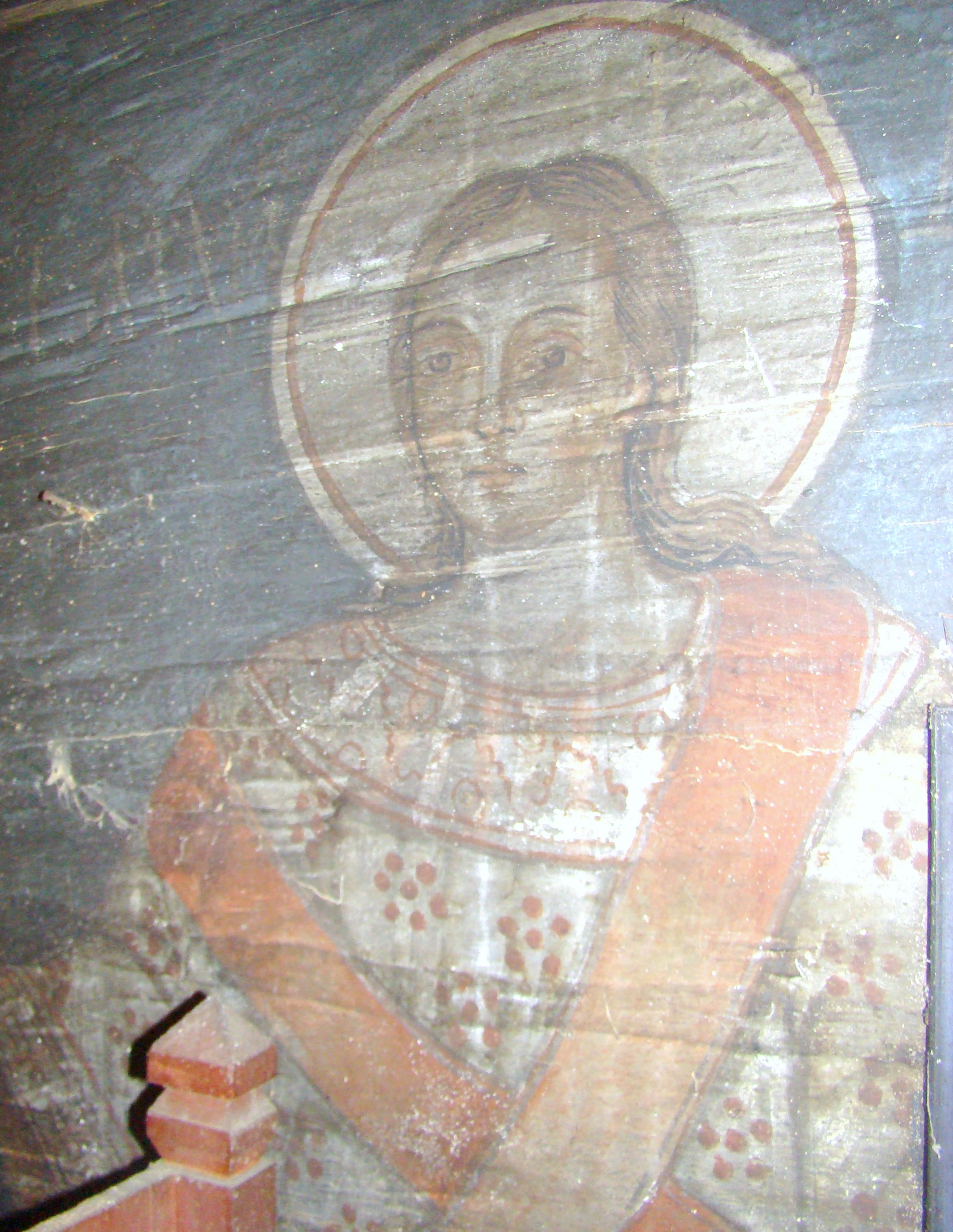
Pictura parietală (detaliu)
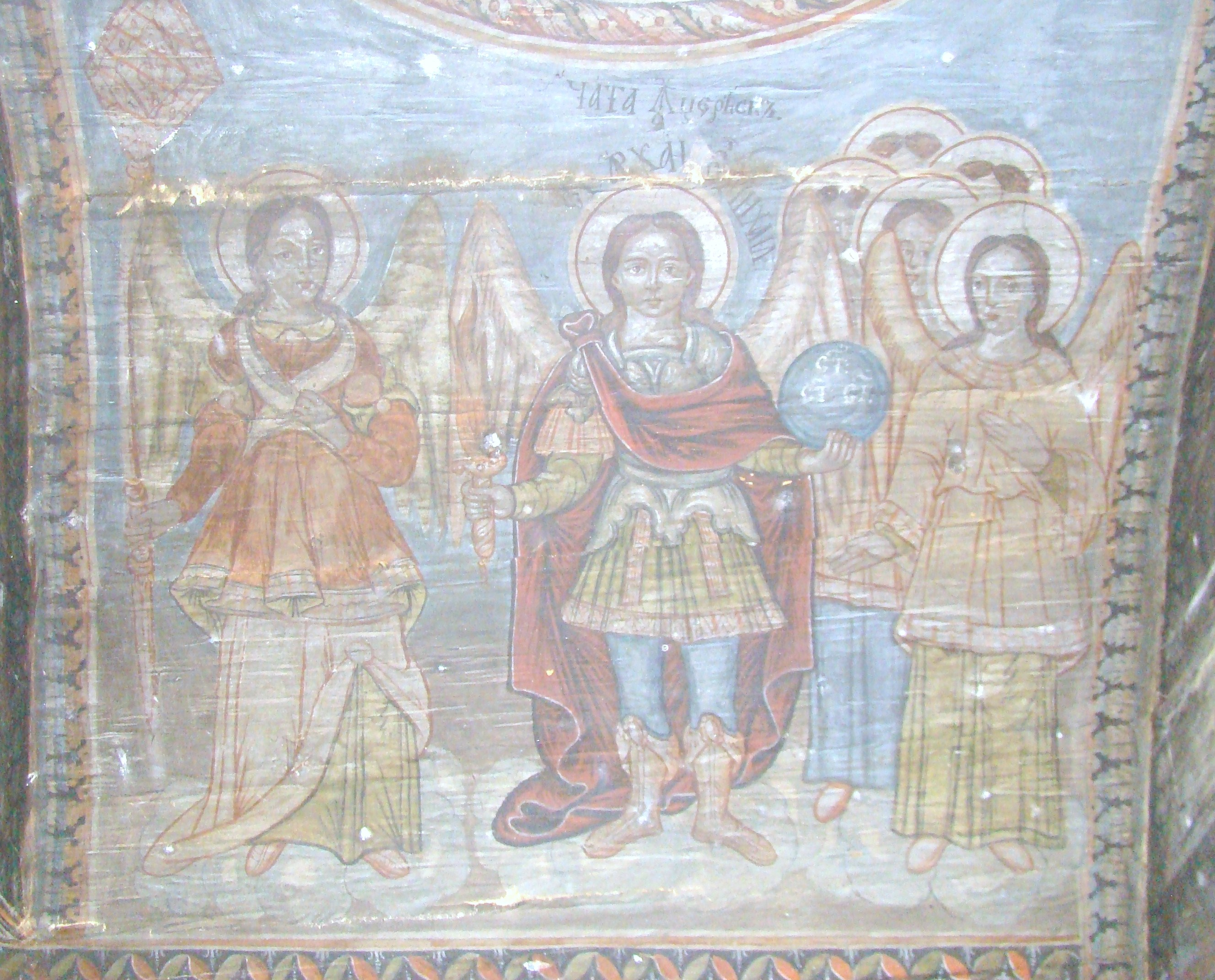
Bolta altarului: ceată de îngeri
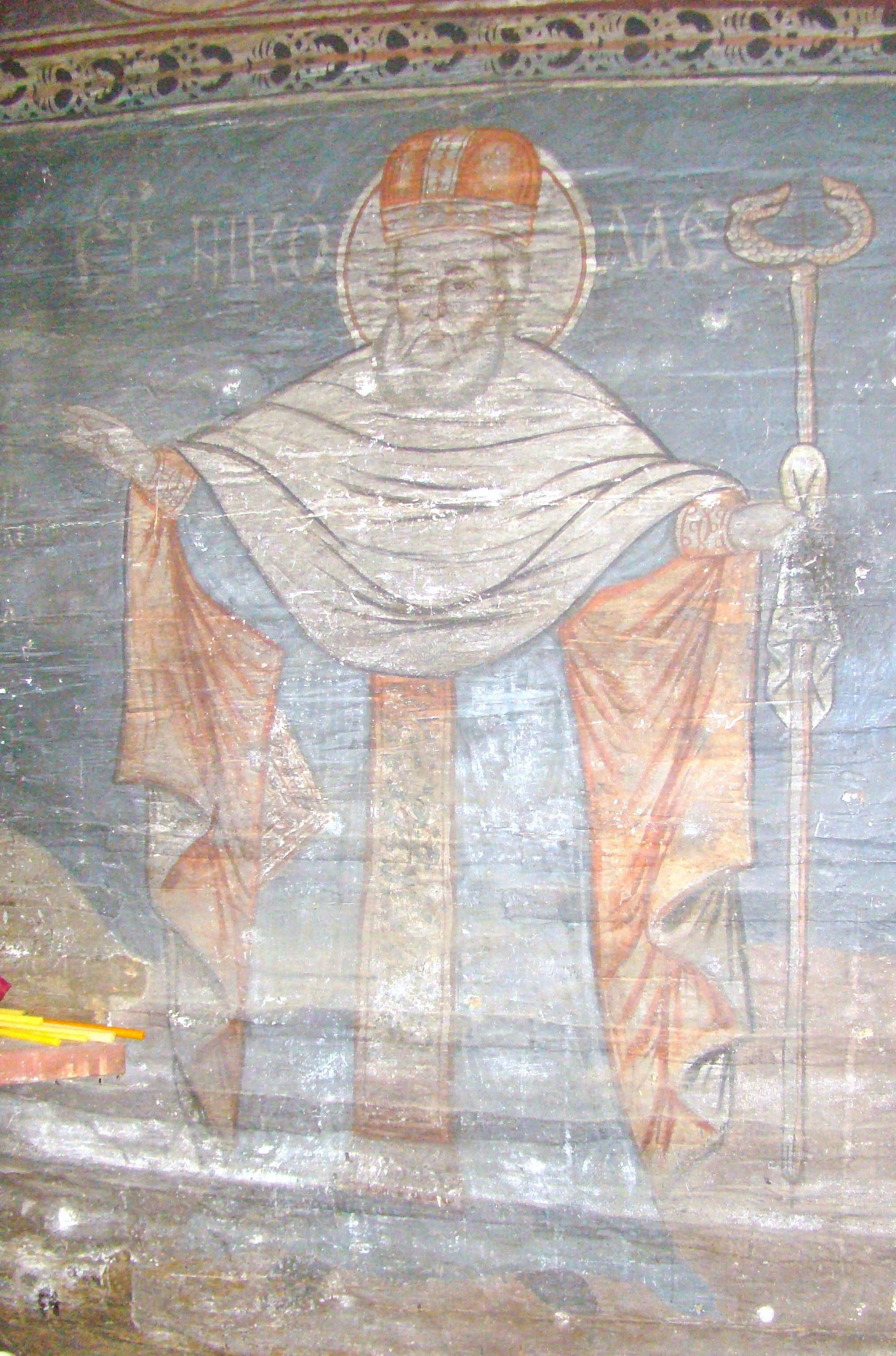
Altar: Sfântul Ierarh Nicolae
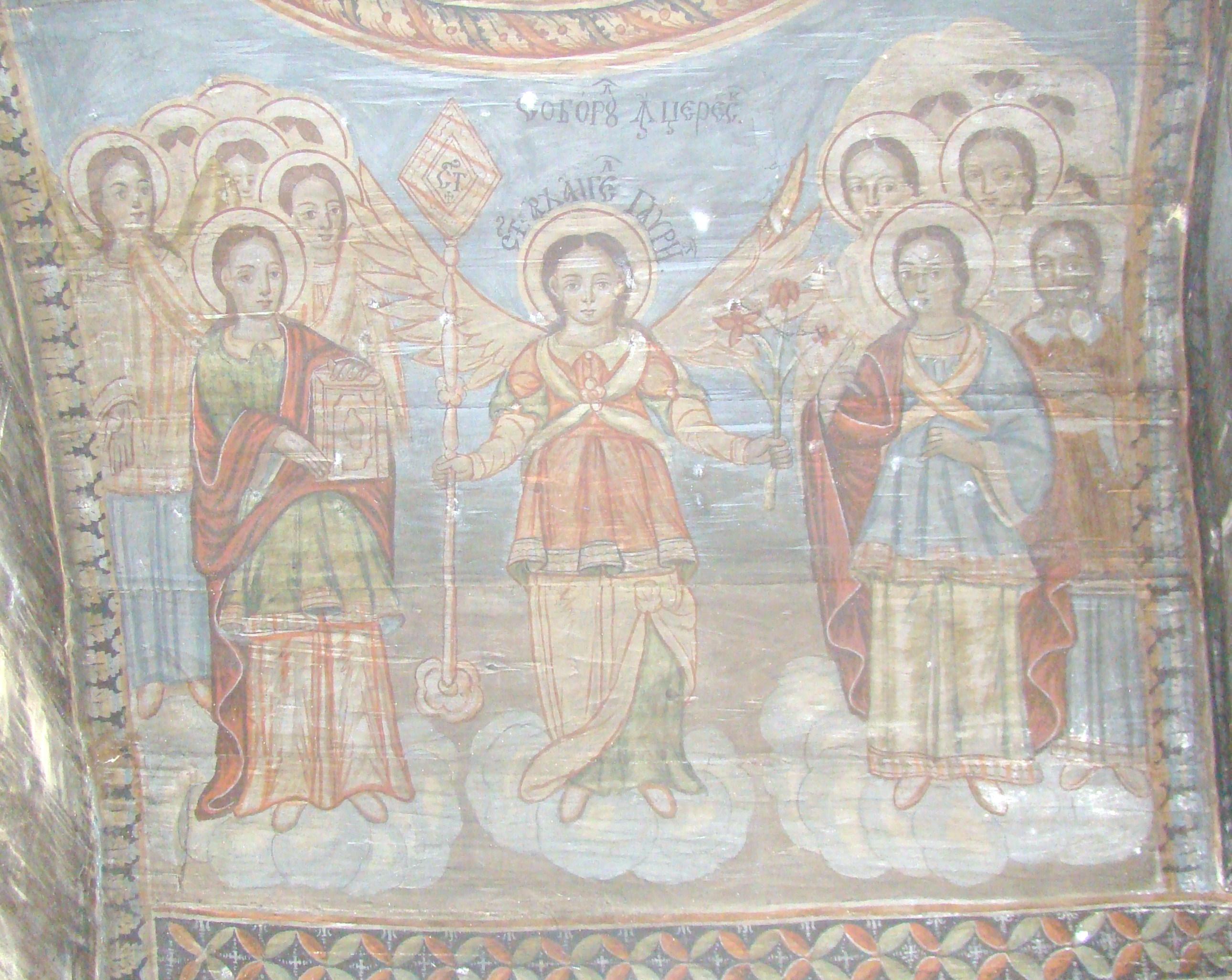
Bolta altarului: ceată de îngeri
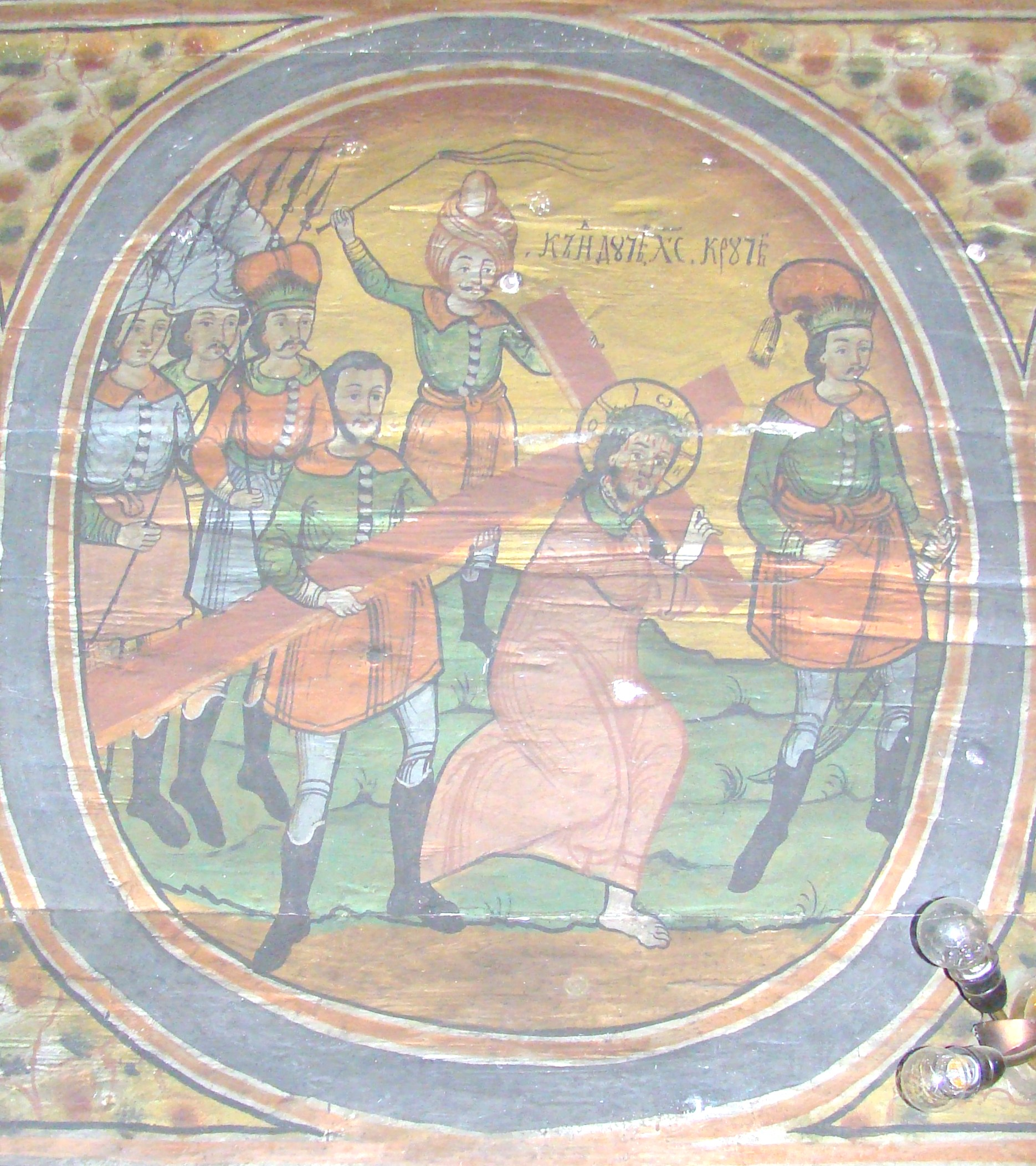
Iisus purtând crucea
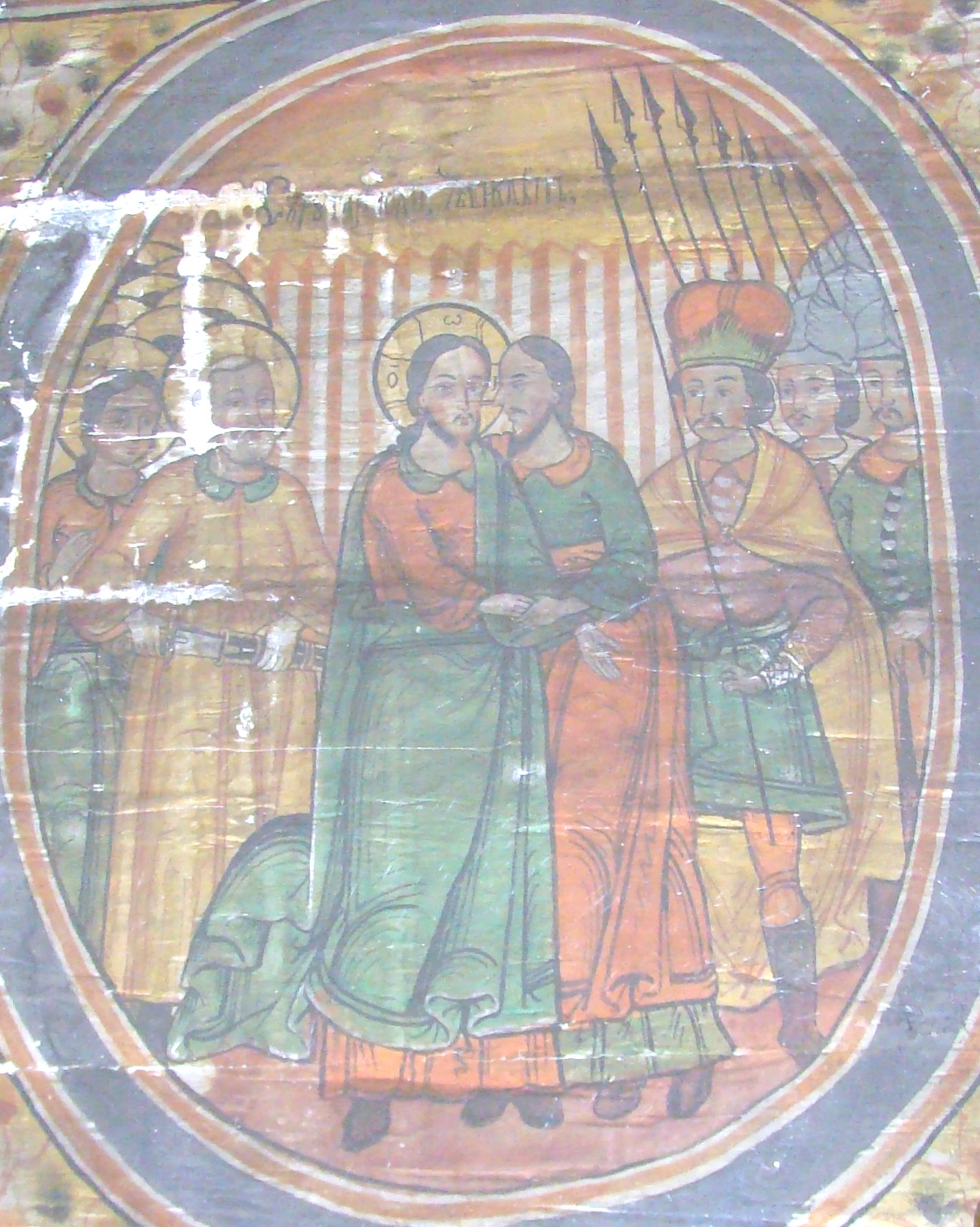
Sărutul lui Iuda
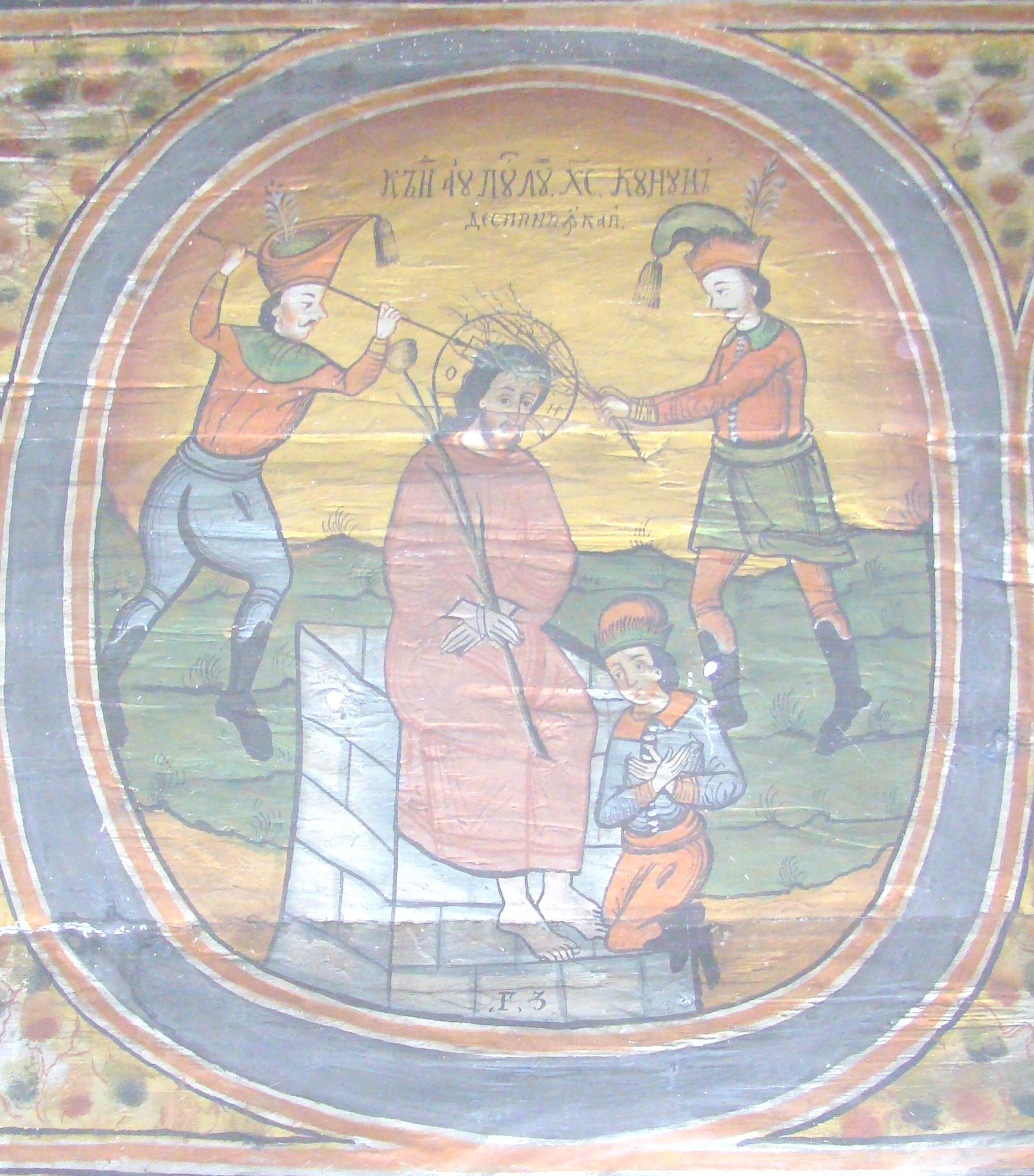
Când i-au pus lui Iisus cununa de spini
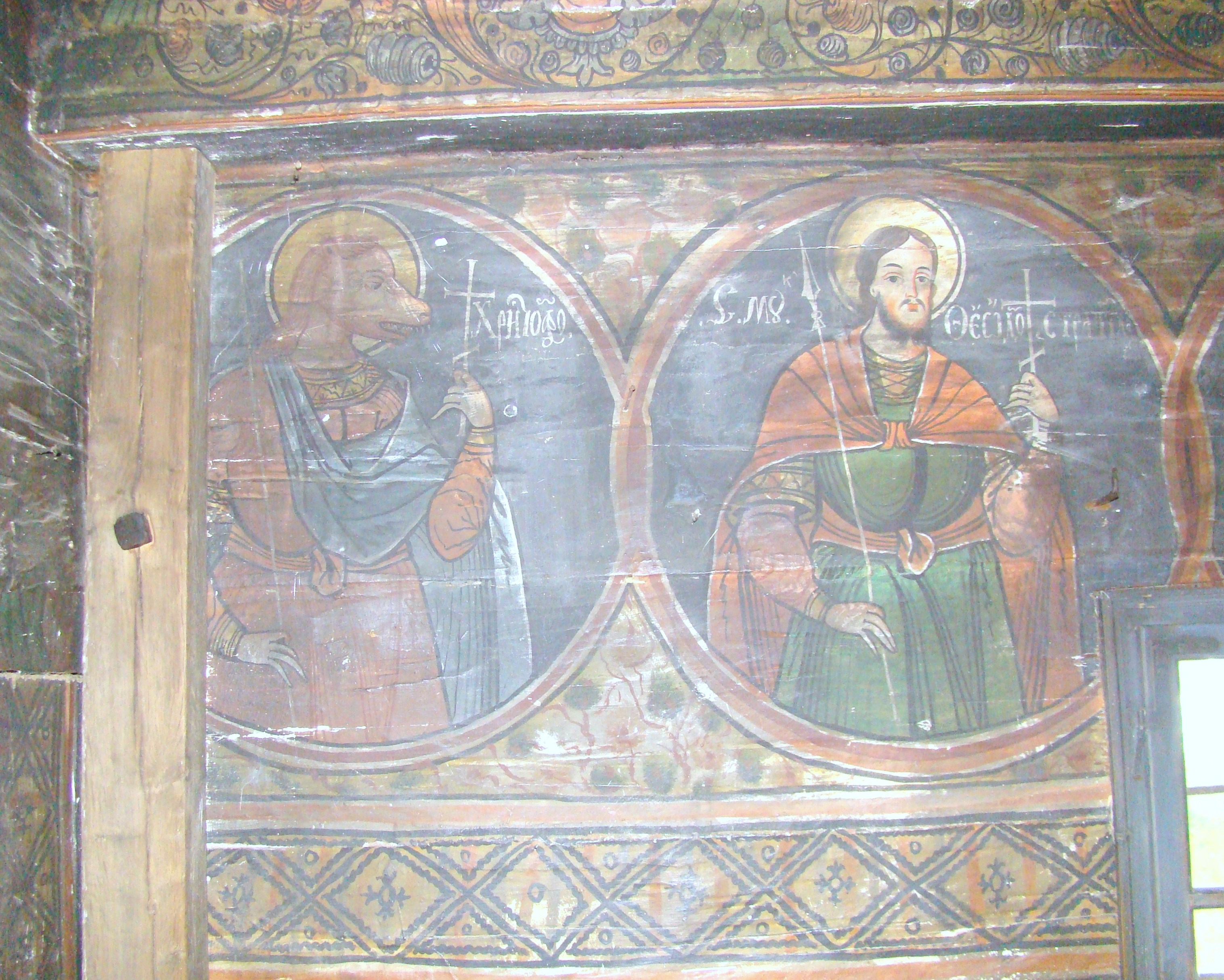
Sfântul Cristofor cu cap de câine
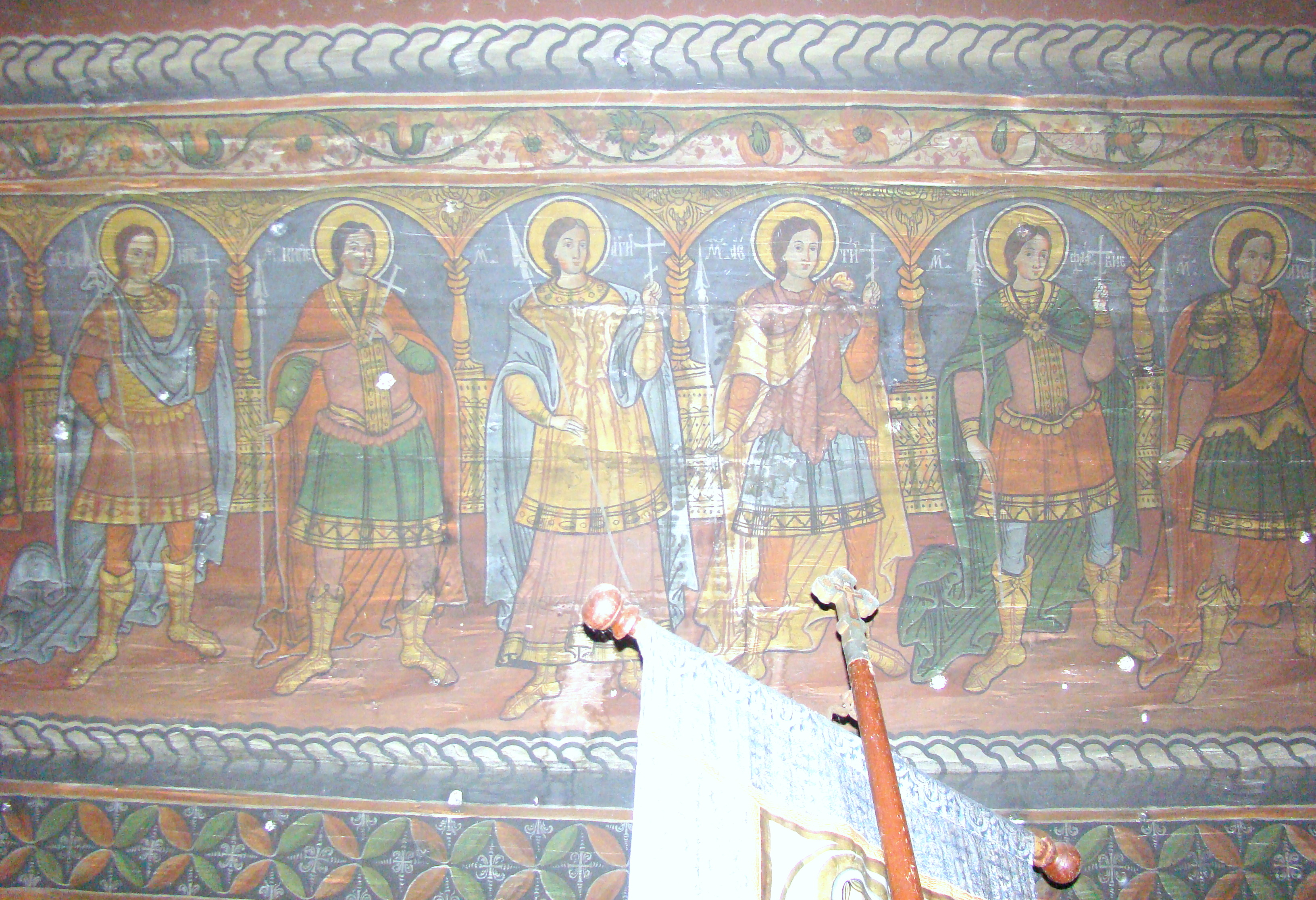
Naos: friza sfinților militari
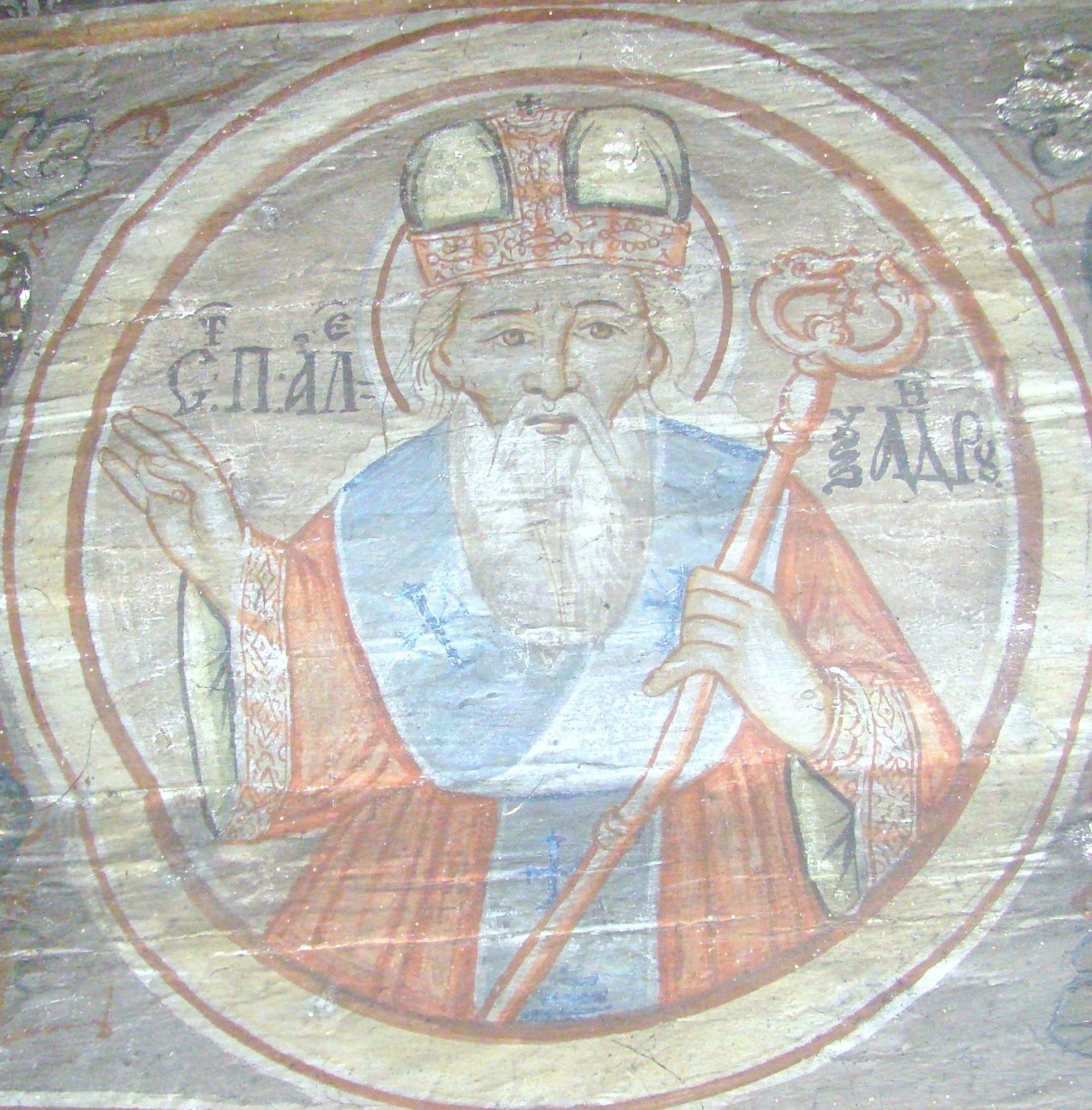
Medalioane cu sfinți în absida altarului
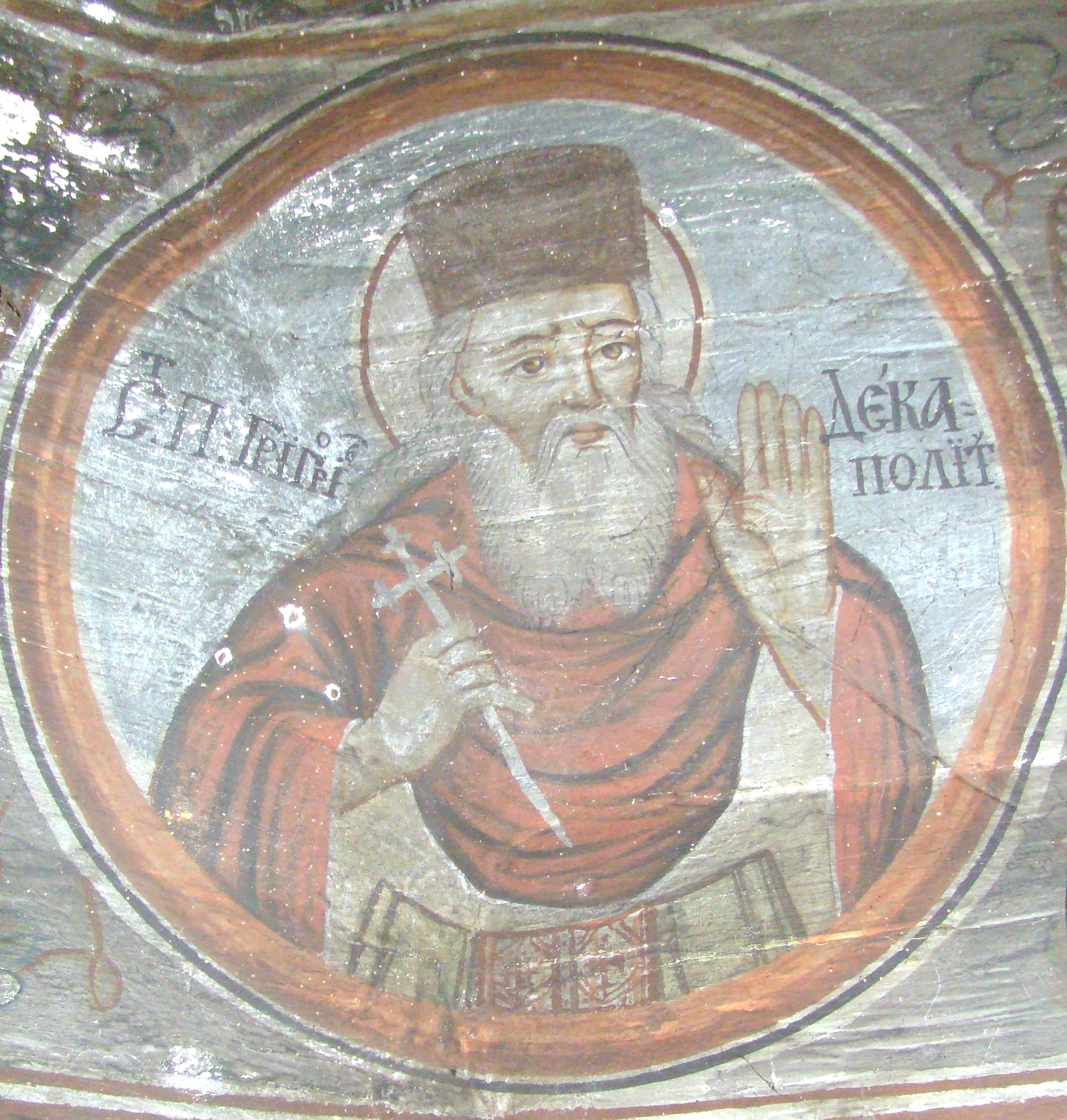
Medalioane cu sfinți în absida altarului
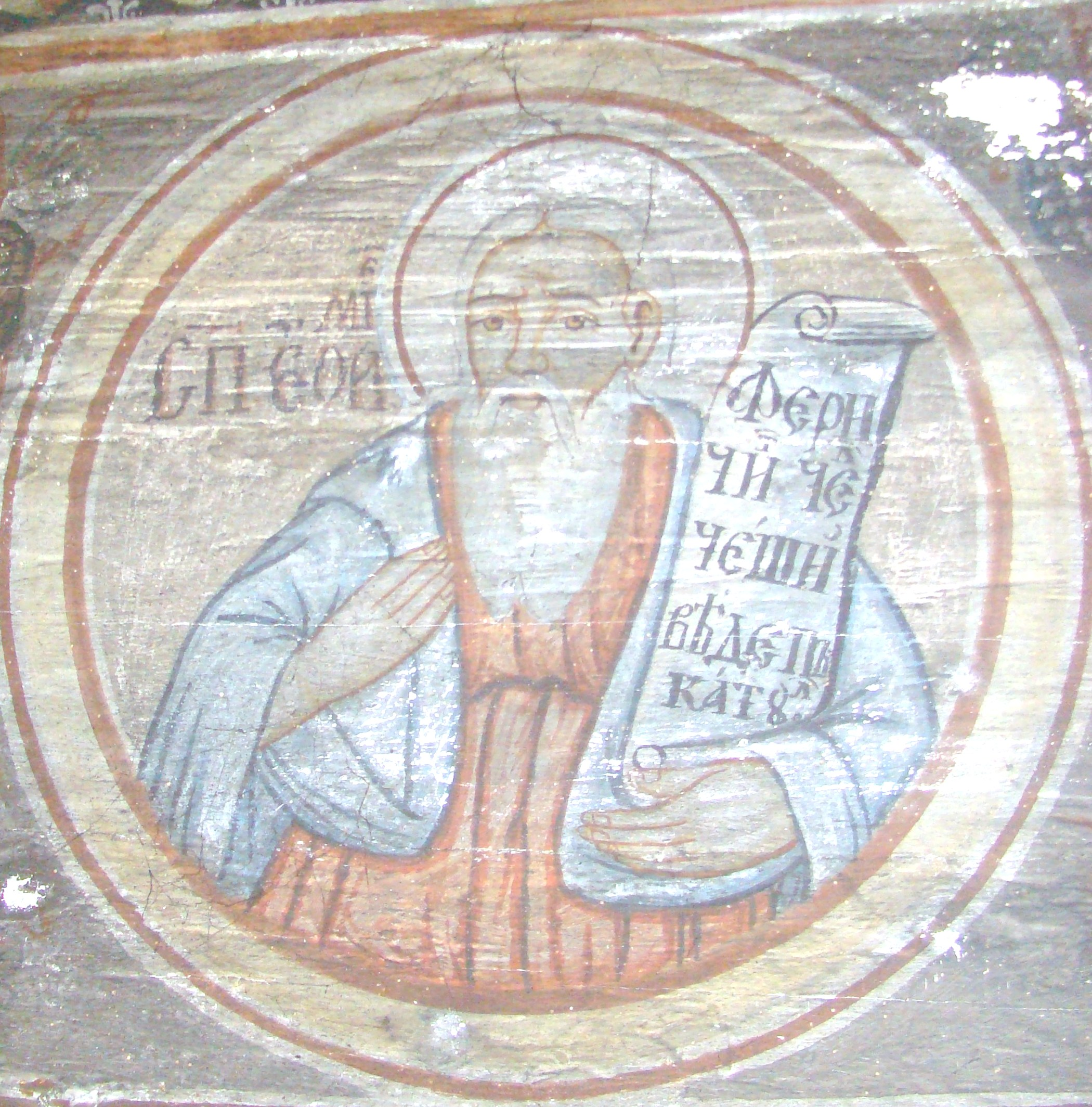
Chip de prooroc
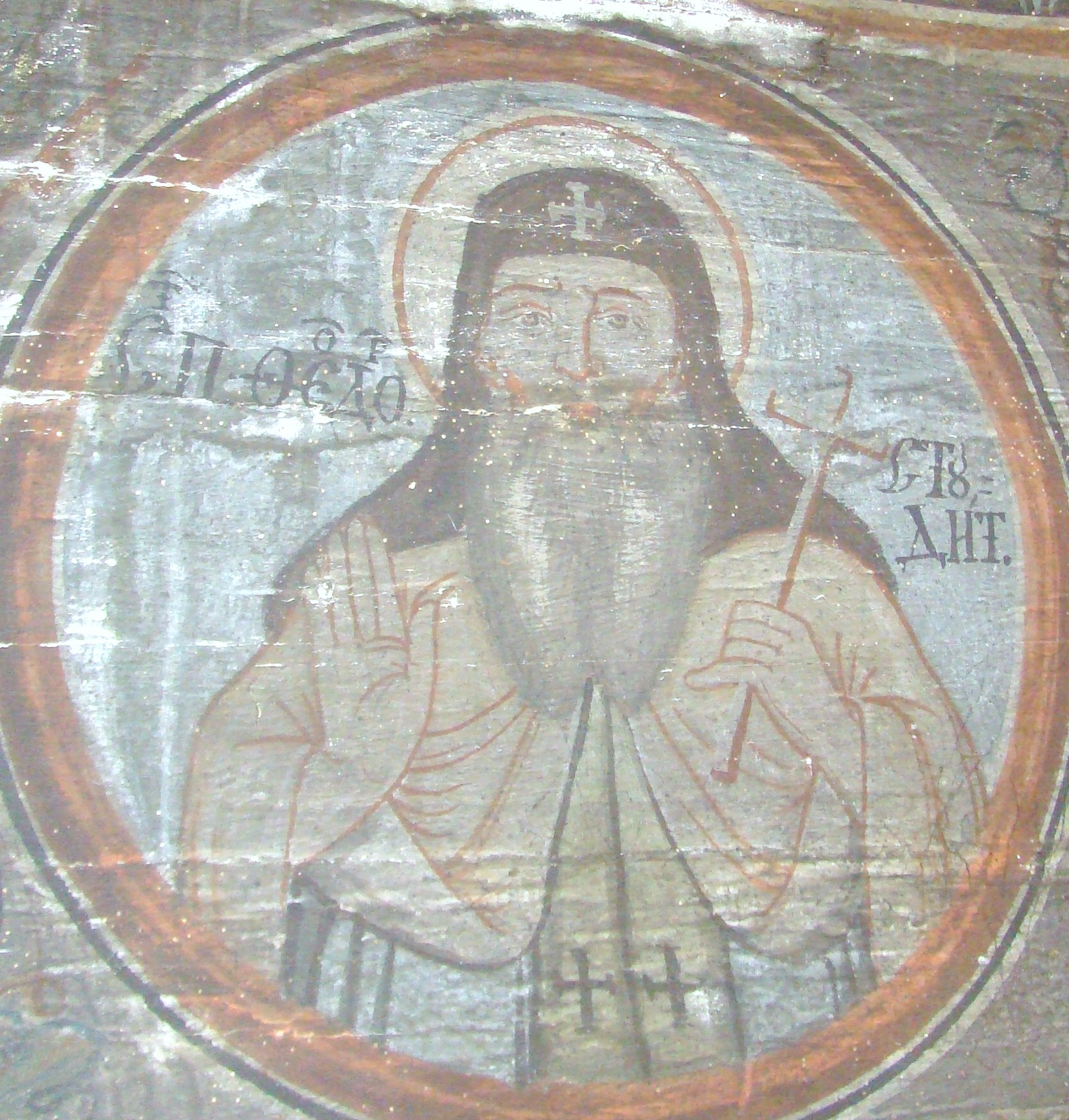
Medalioane cu sfinți în absida altarului
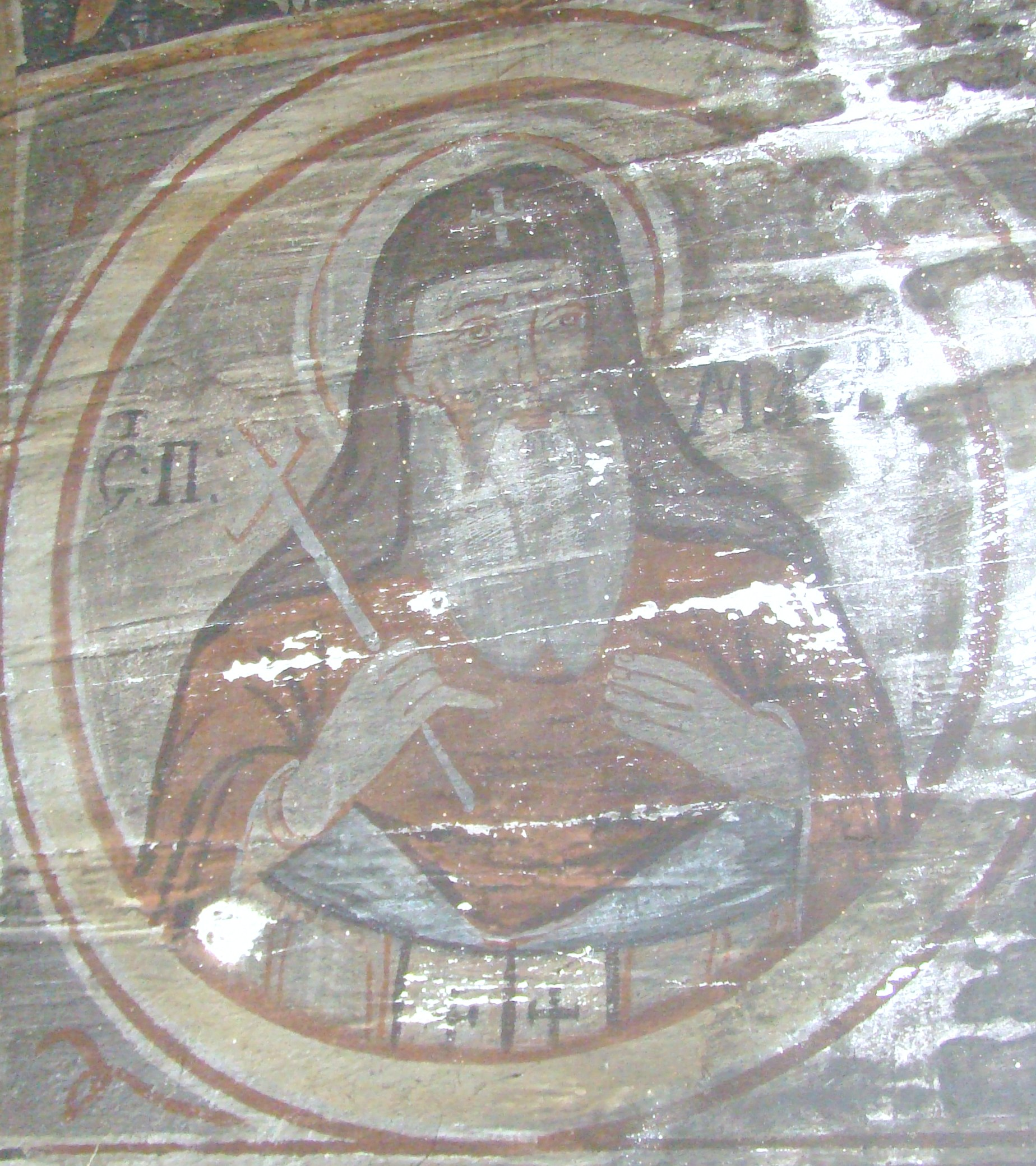
Medalioane cu sfinți în absida altarului
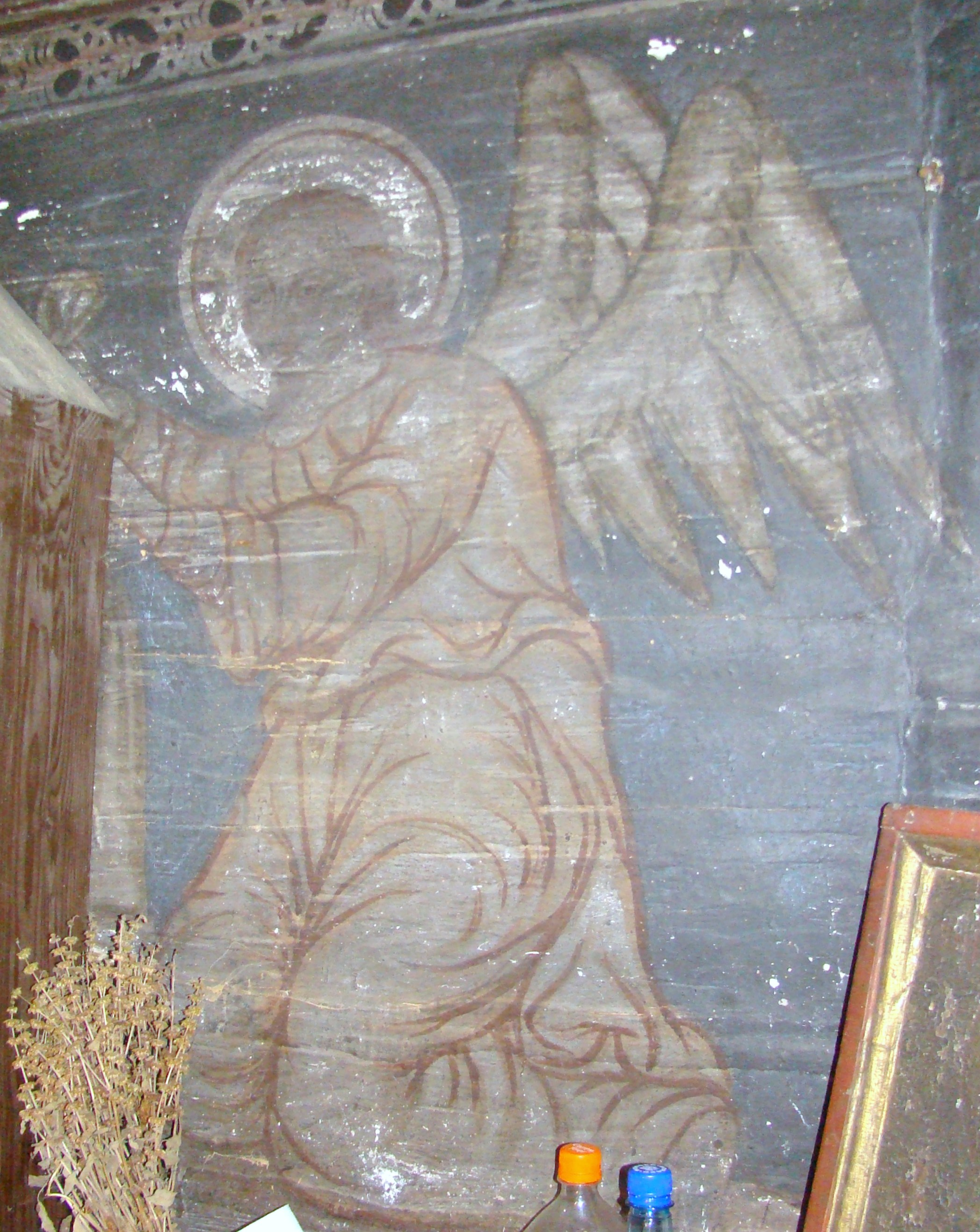
Arhanghel
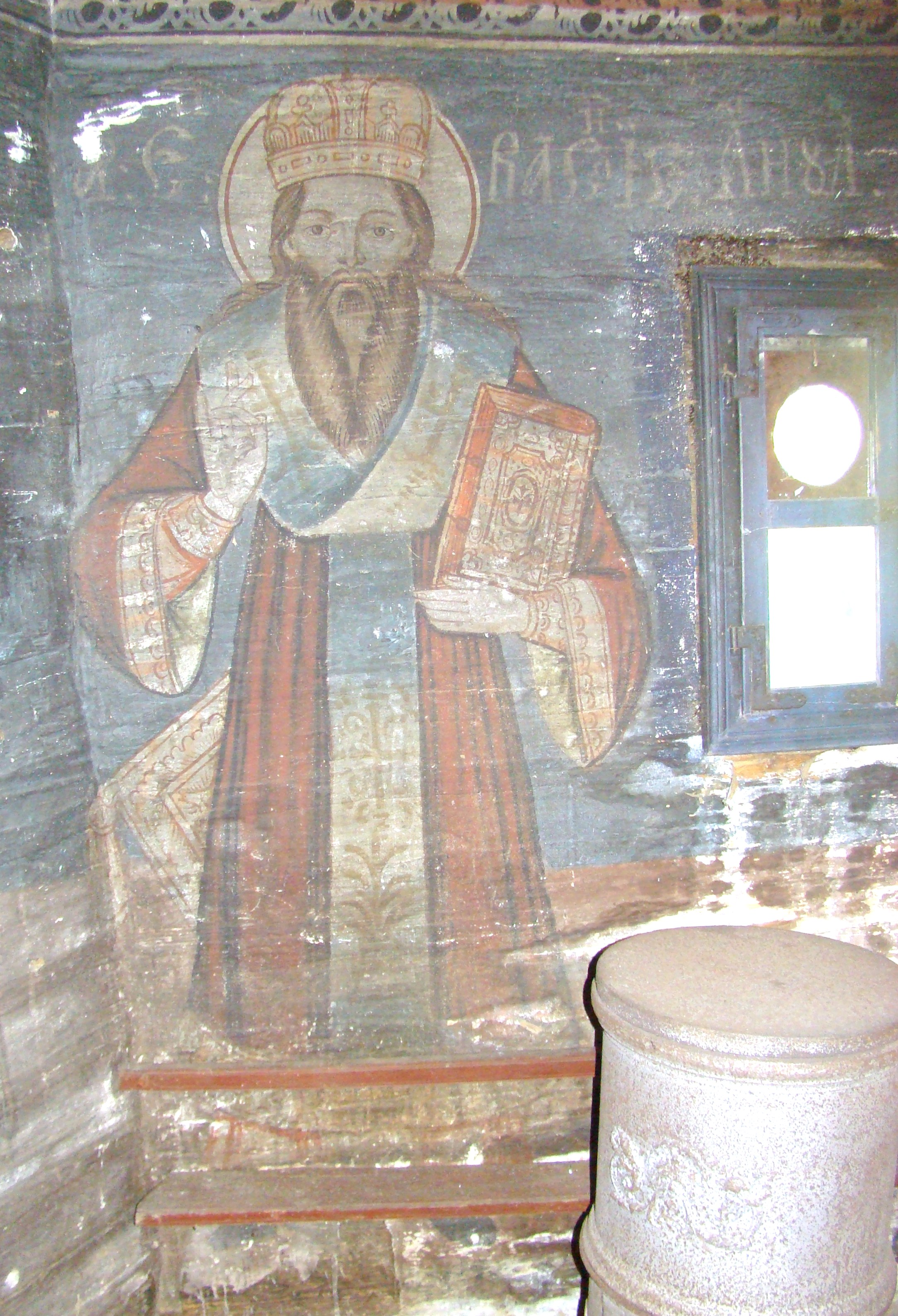
Altar: Sfinții Părinți
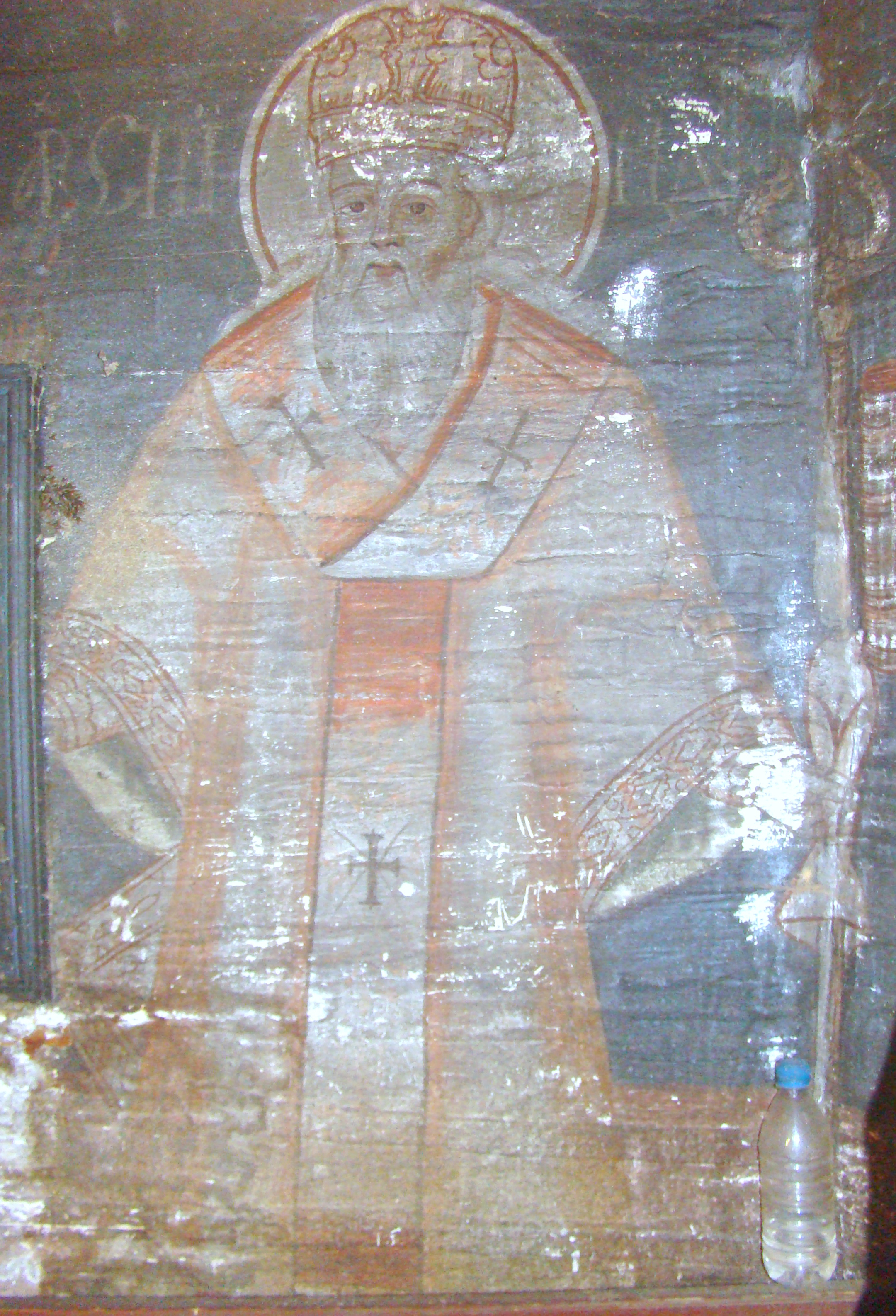
Altar: Sfinții Părinți
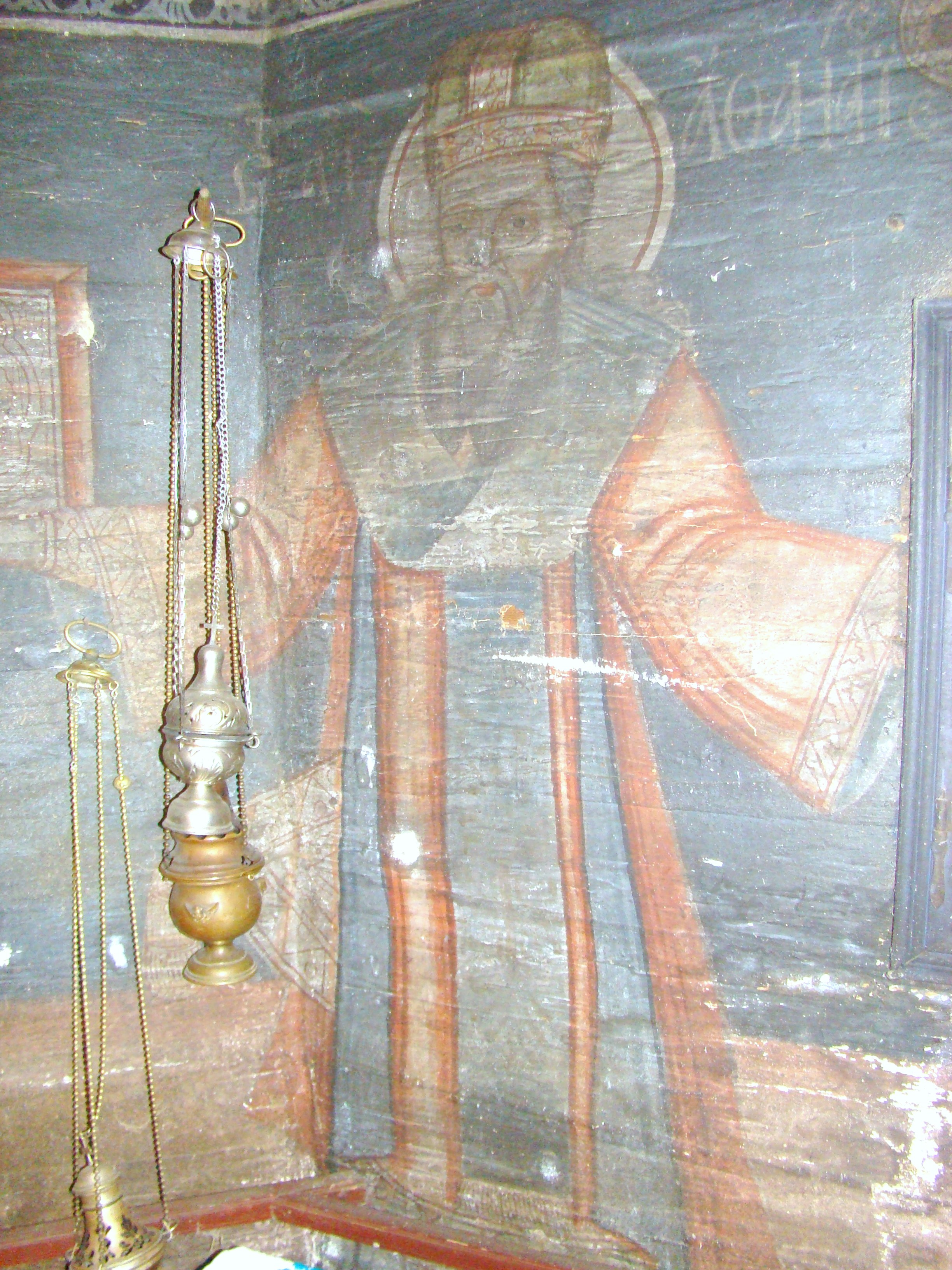
Altar: Sfinții Părinți
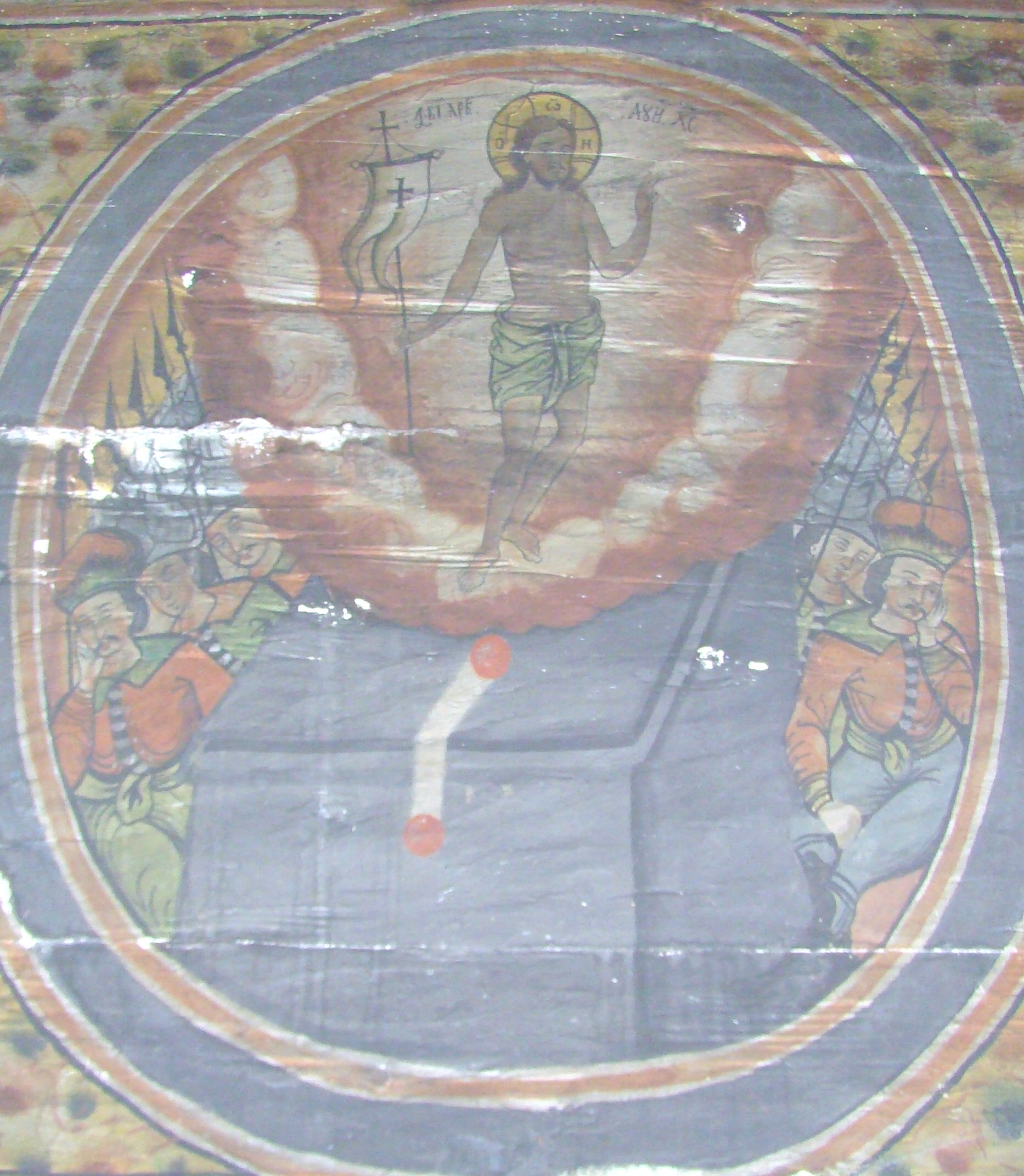
Învierea Domnului
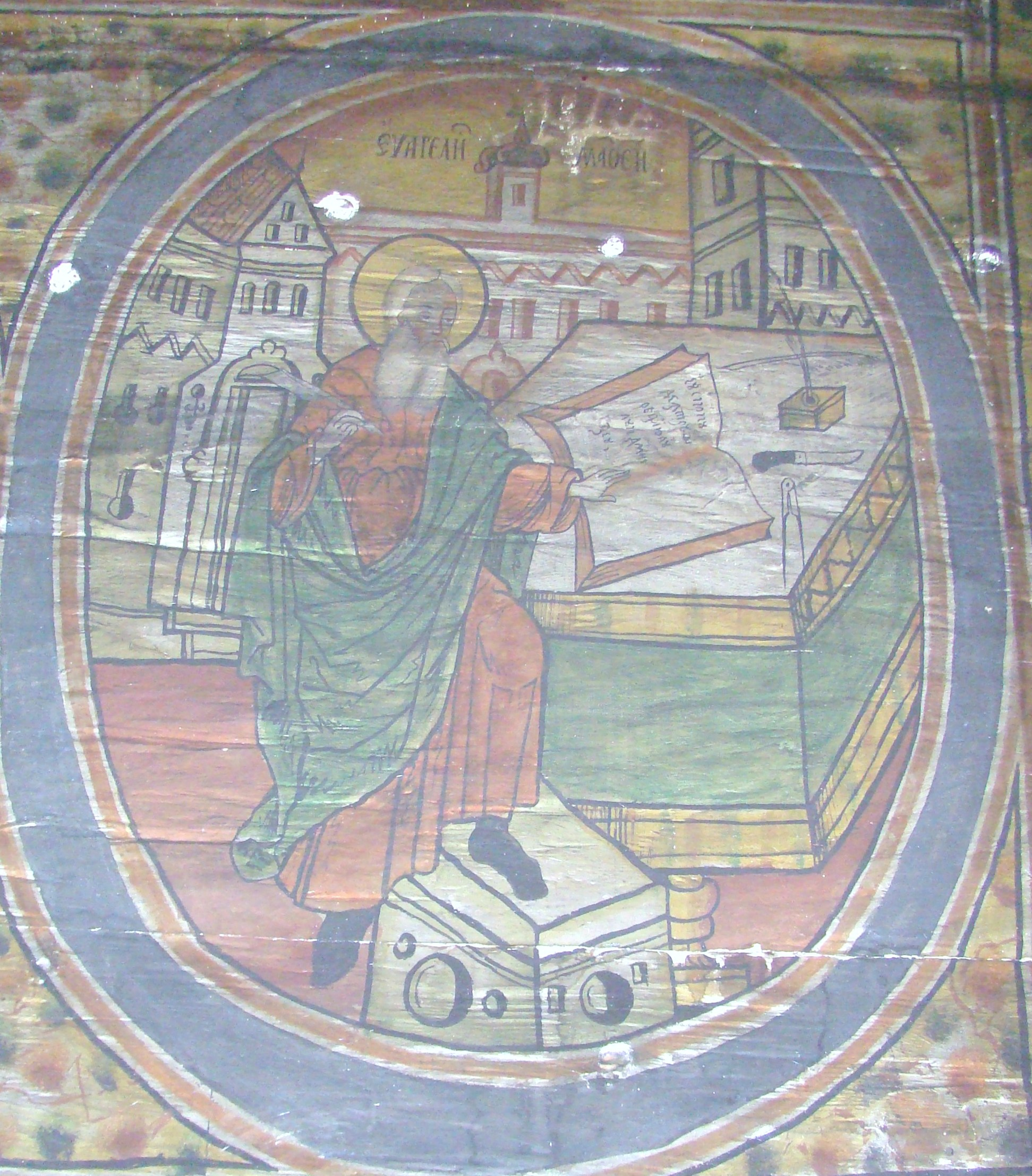
Evanghelistul Marcu
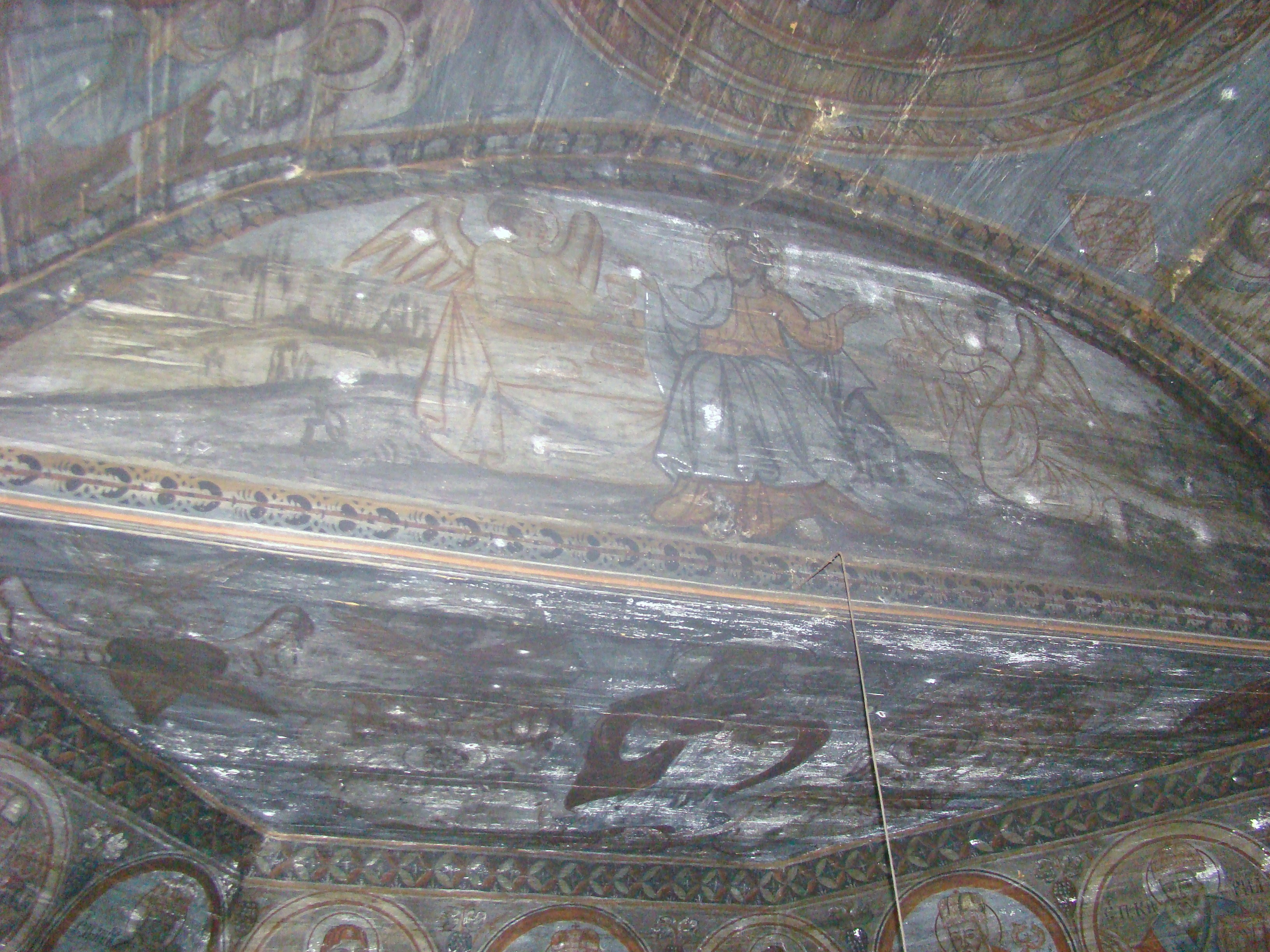
Altar: Mântuitorul înconjurat de arhangheli
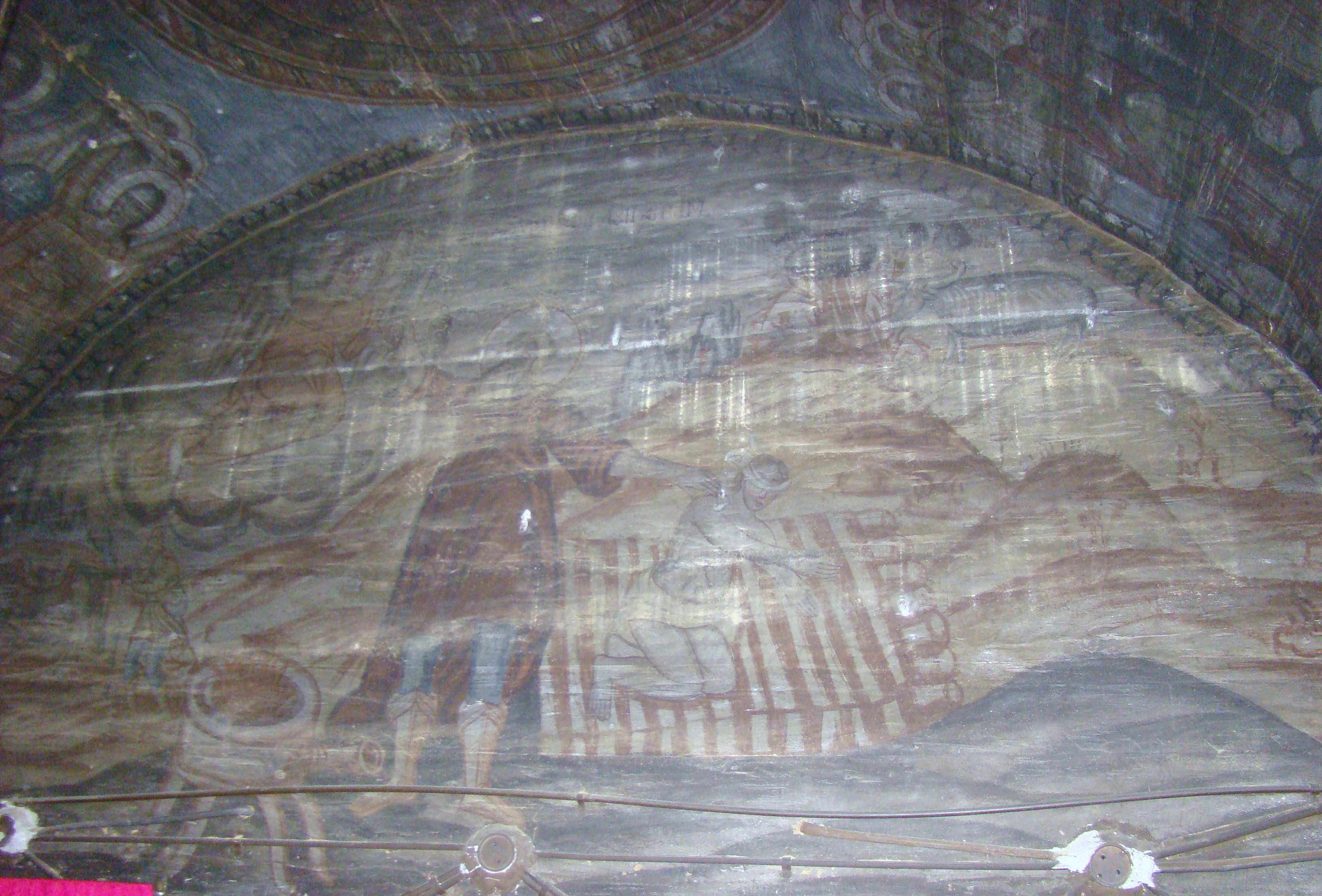
Jertfa lui Avraam
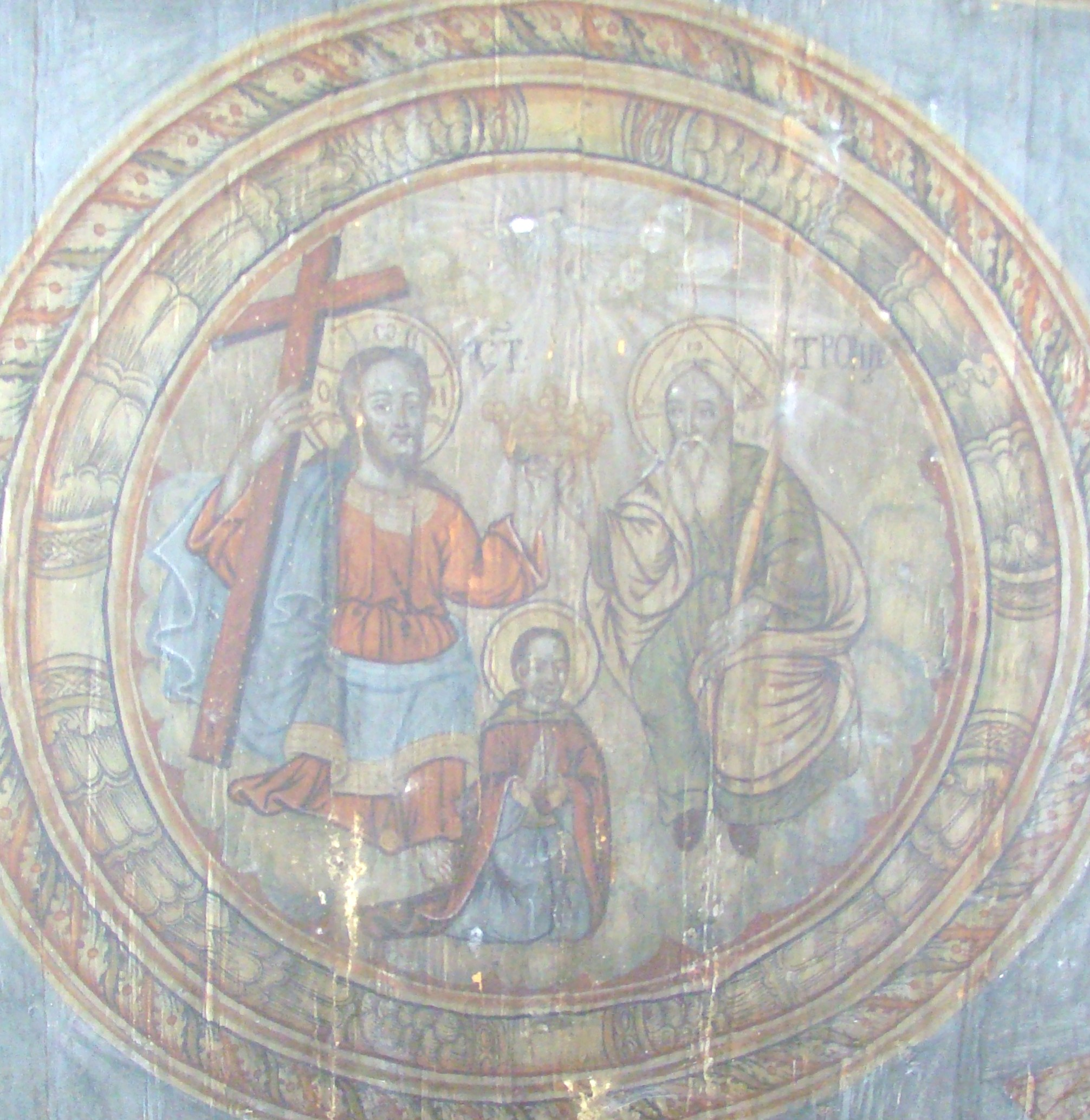
Sfânta Treime încoronând-o pe Fecioara Maria. Bolta altarului
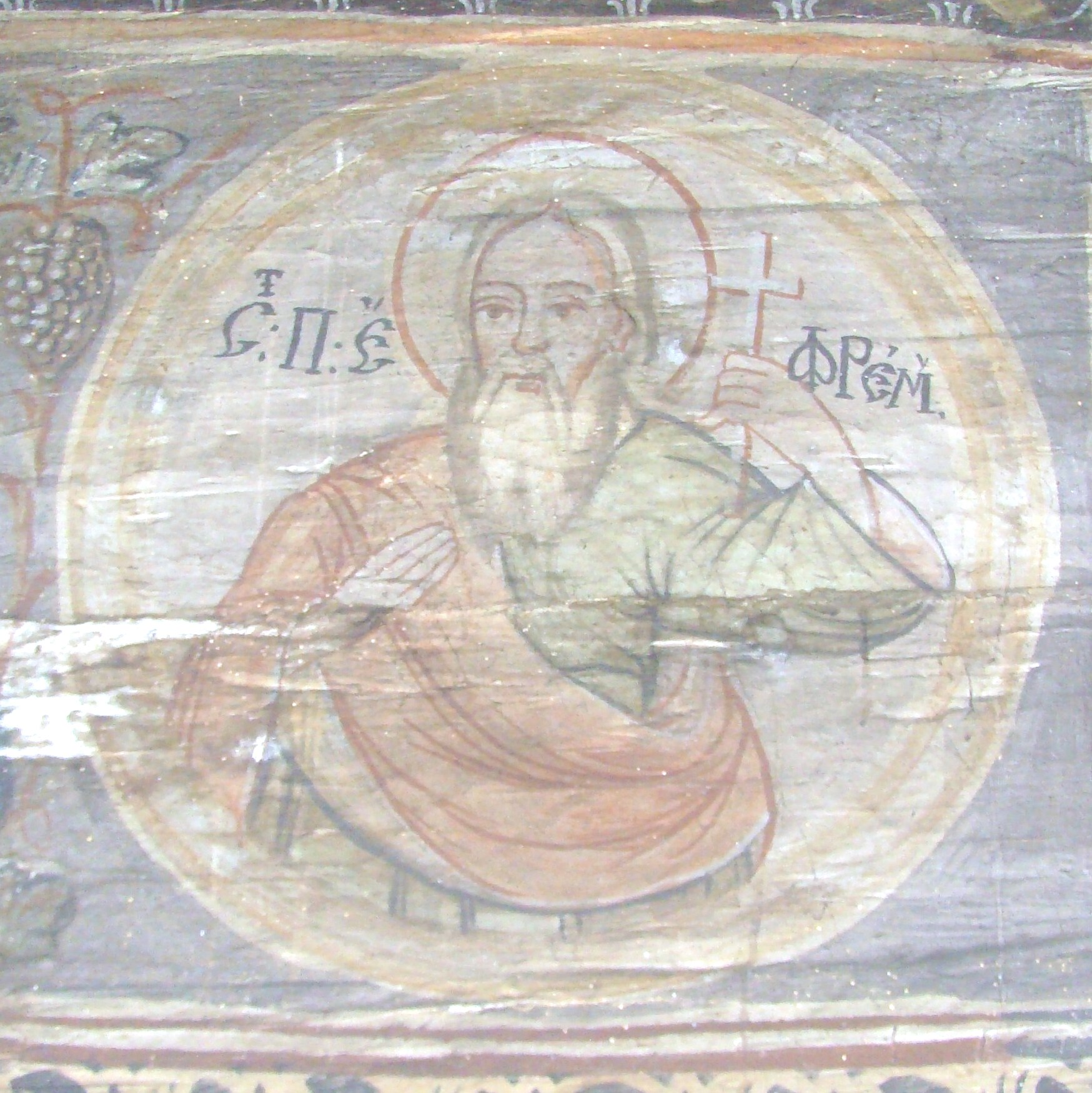
Medalioane cu sfinți în absida altarului
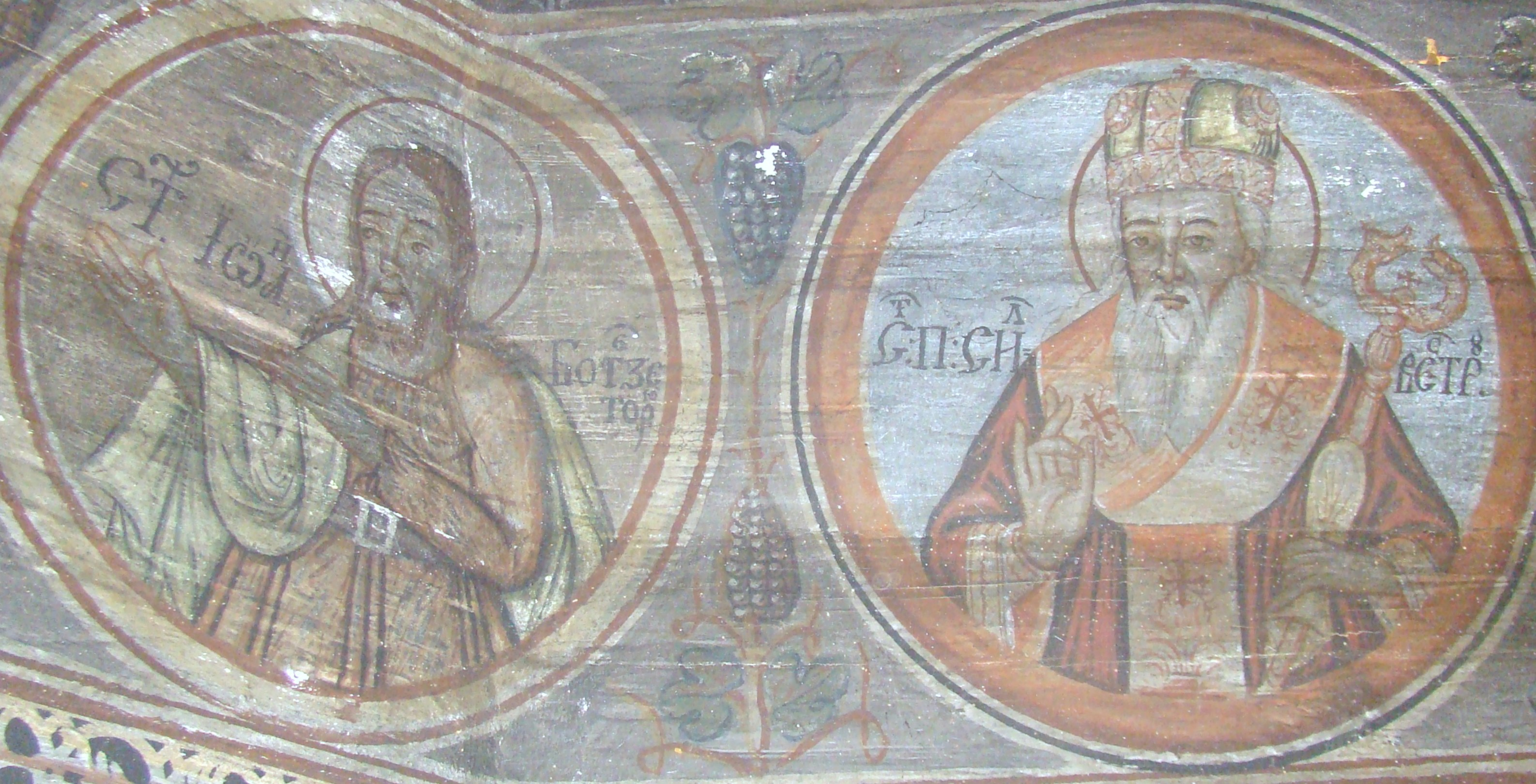
Medalioane cu sfinți în absida altarului
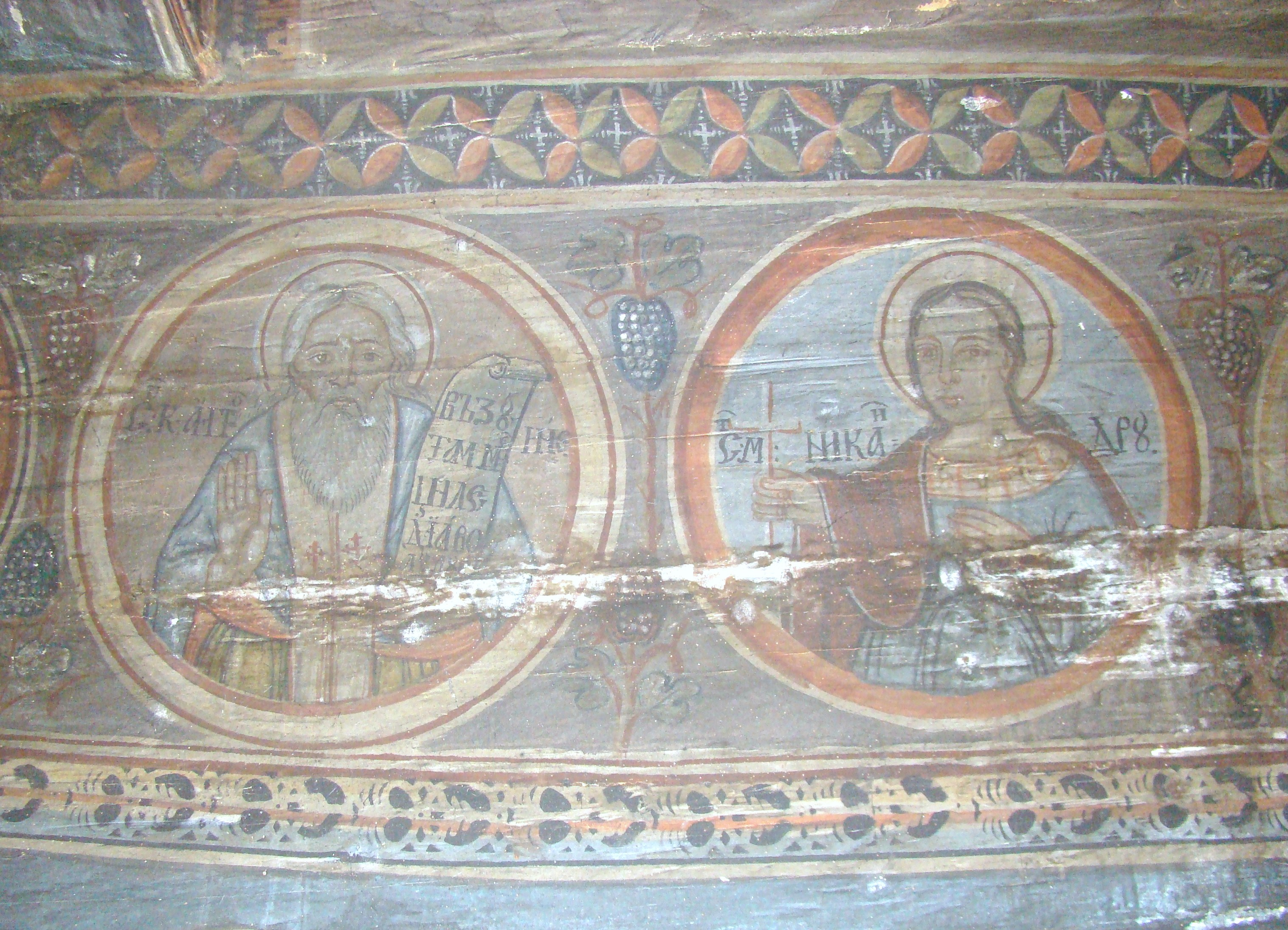
Medalioane cu sfinți în absida altarului
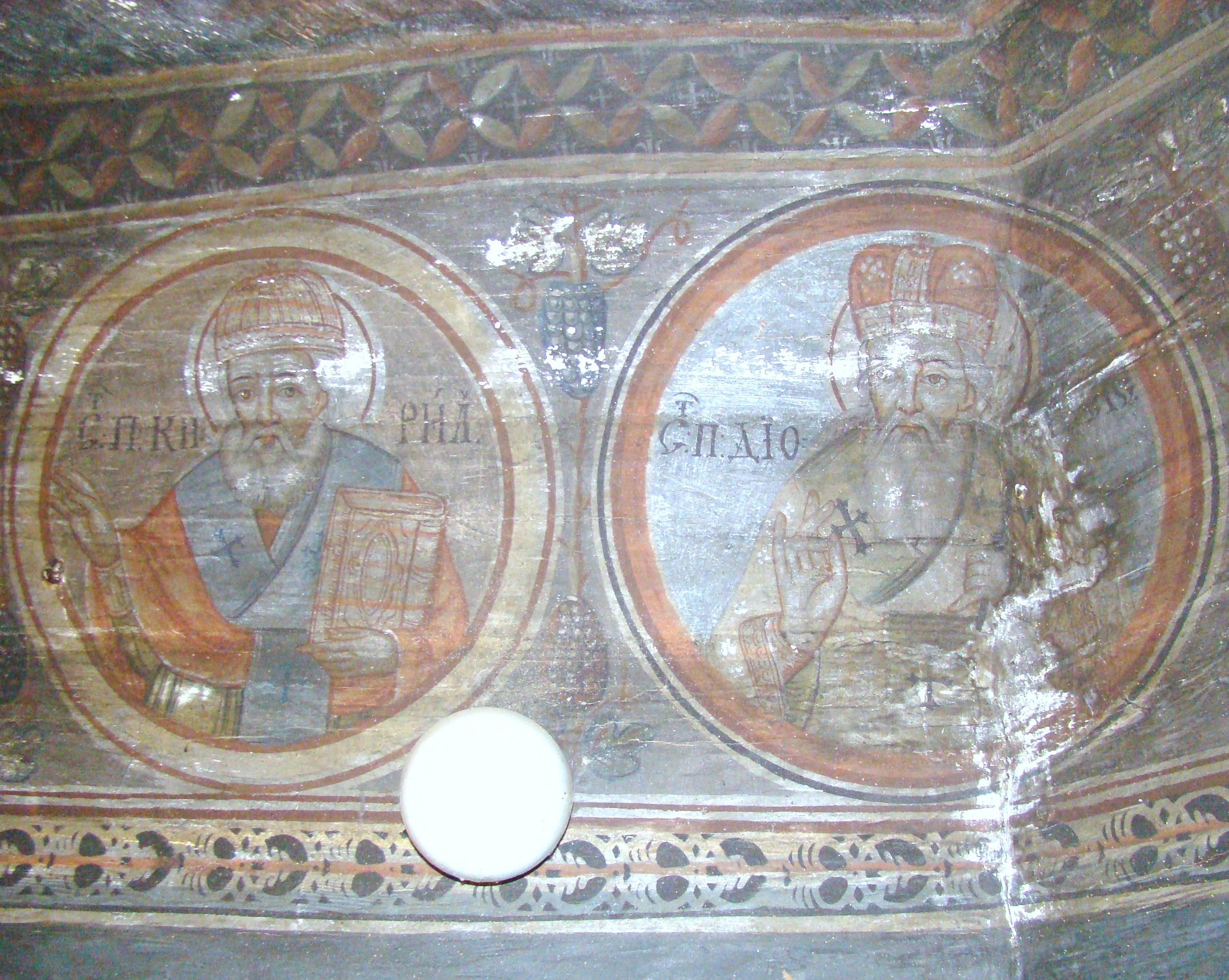
Medalioane cu sfinți în absida altarului
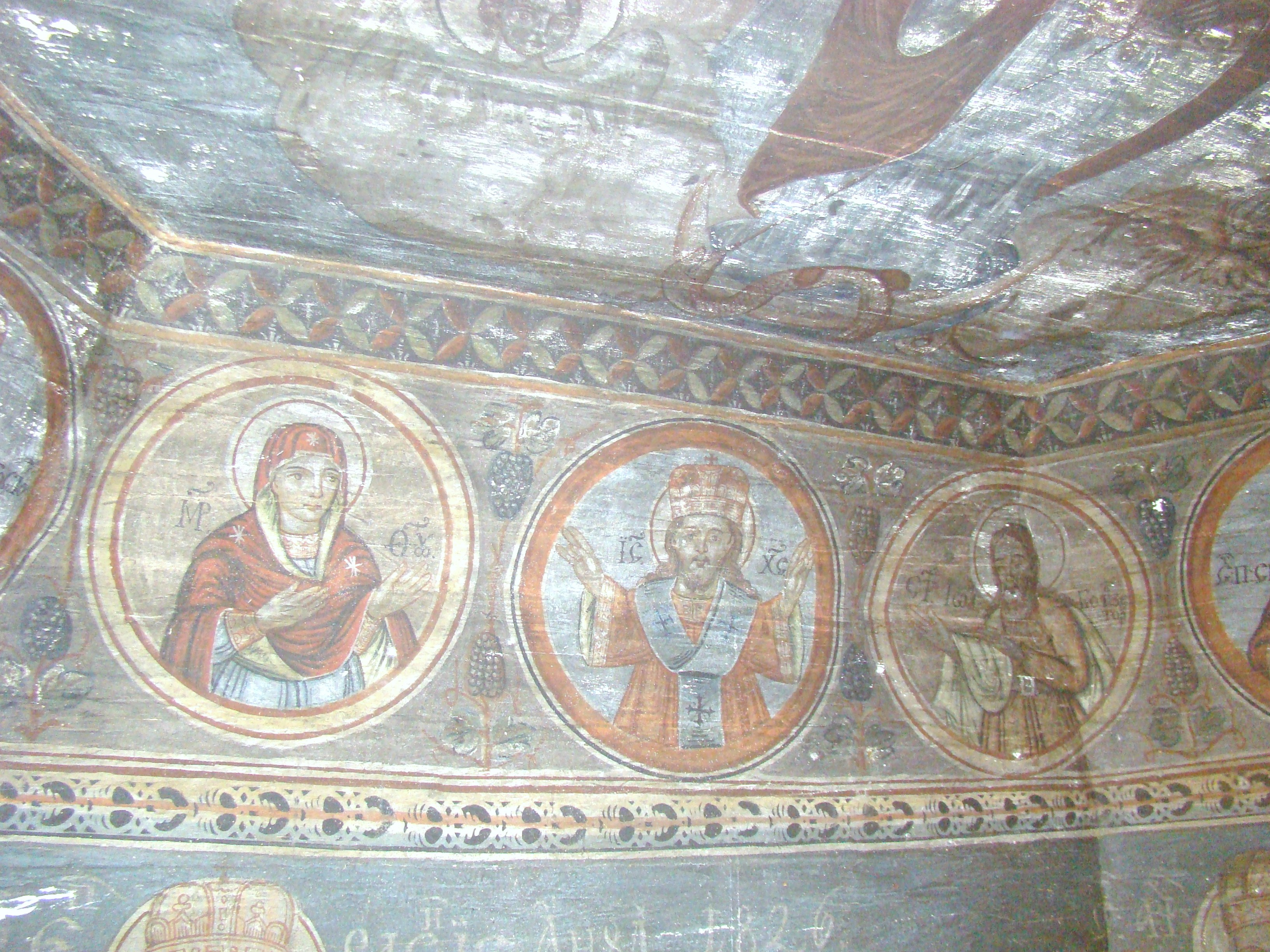
Medalioane cu sfinți în absida altarului
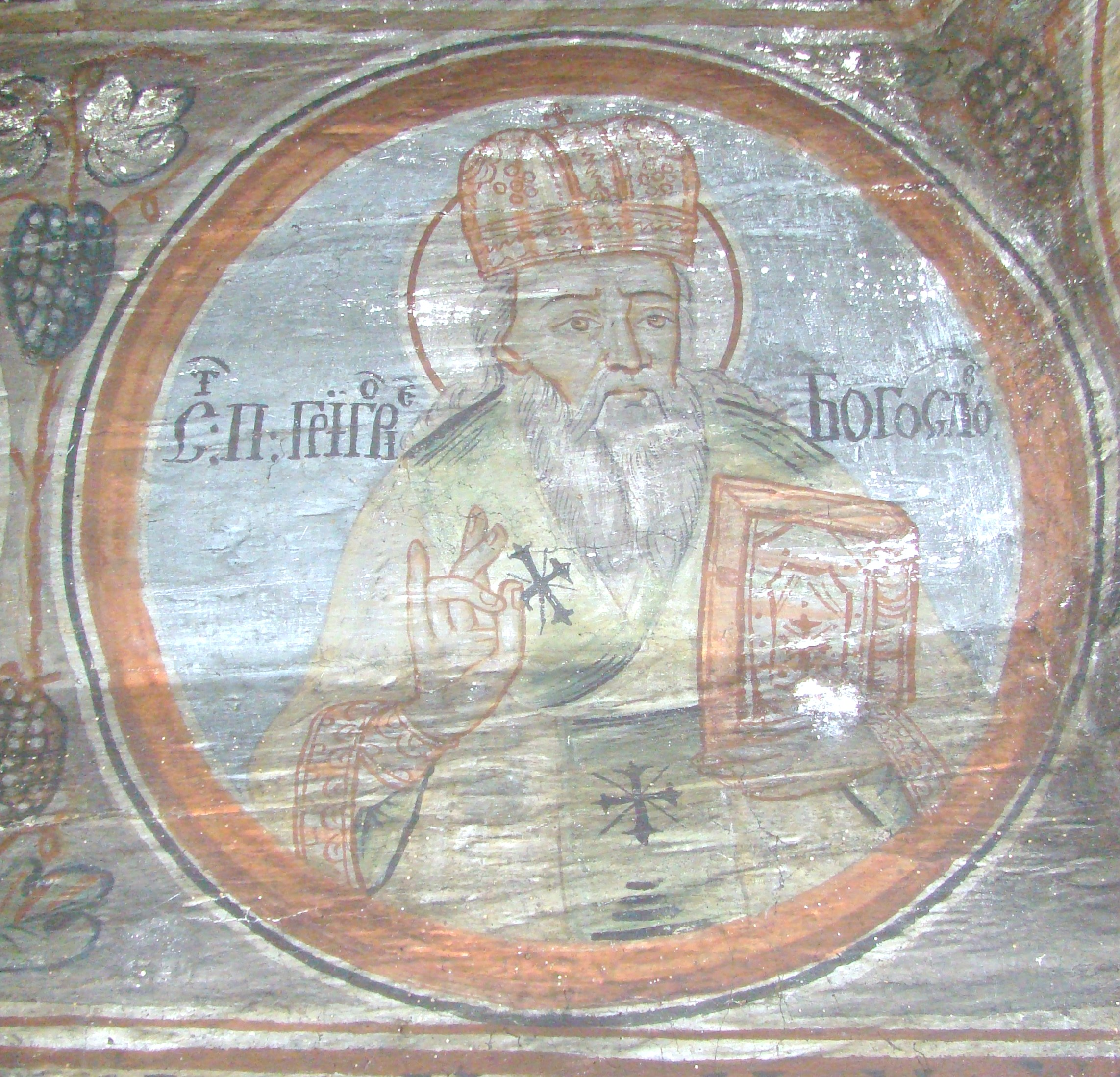
Medalioane cu sfinți în absida altarului
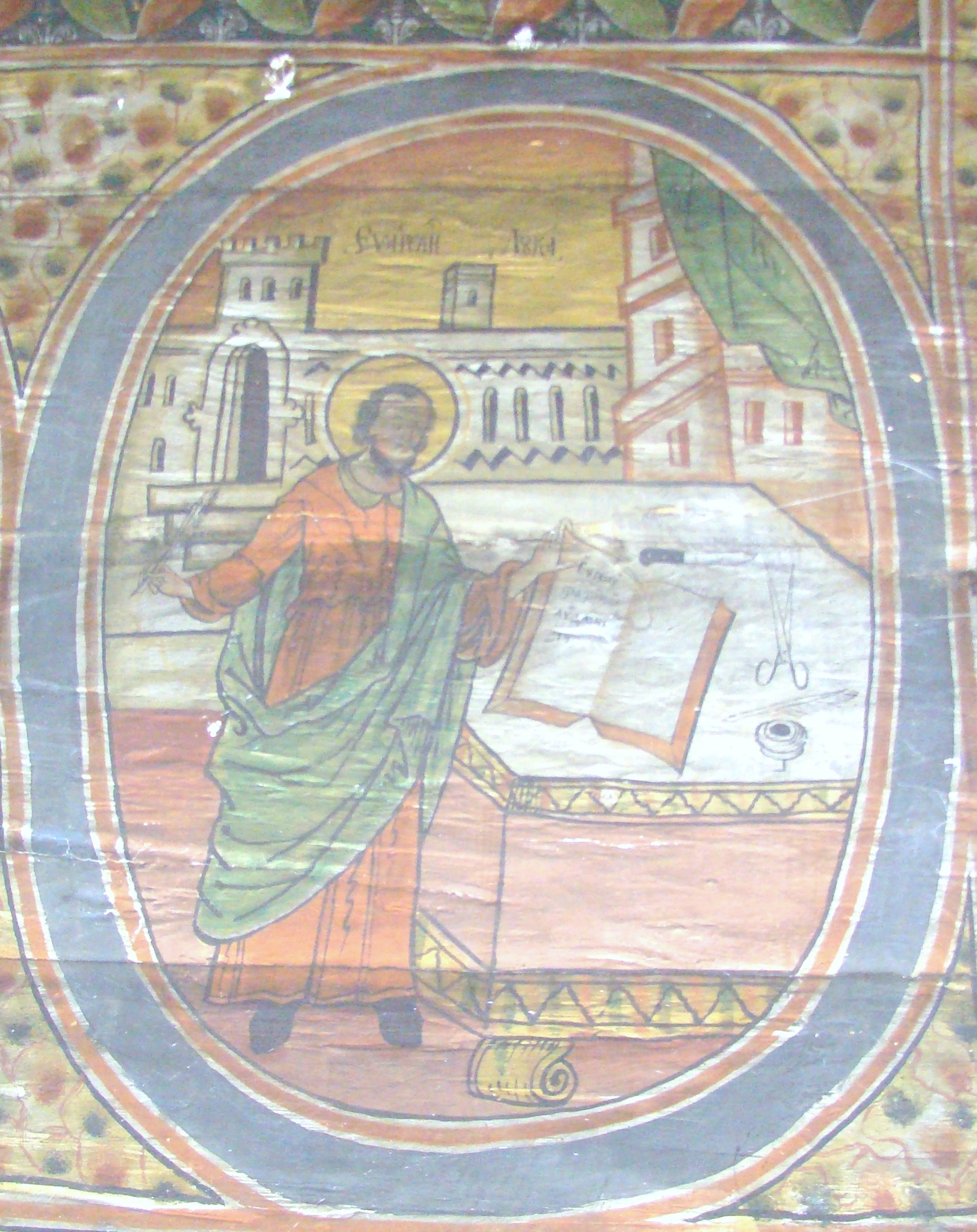
Evanghelistul Luca
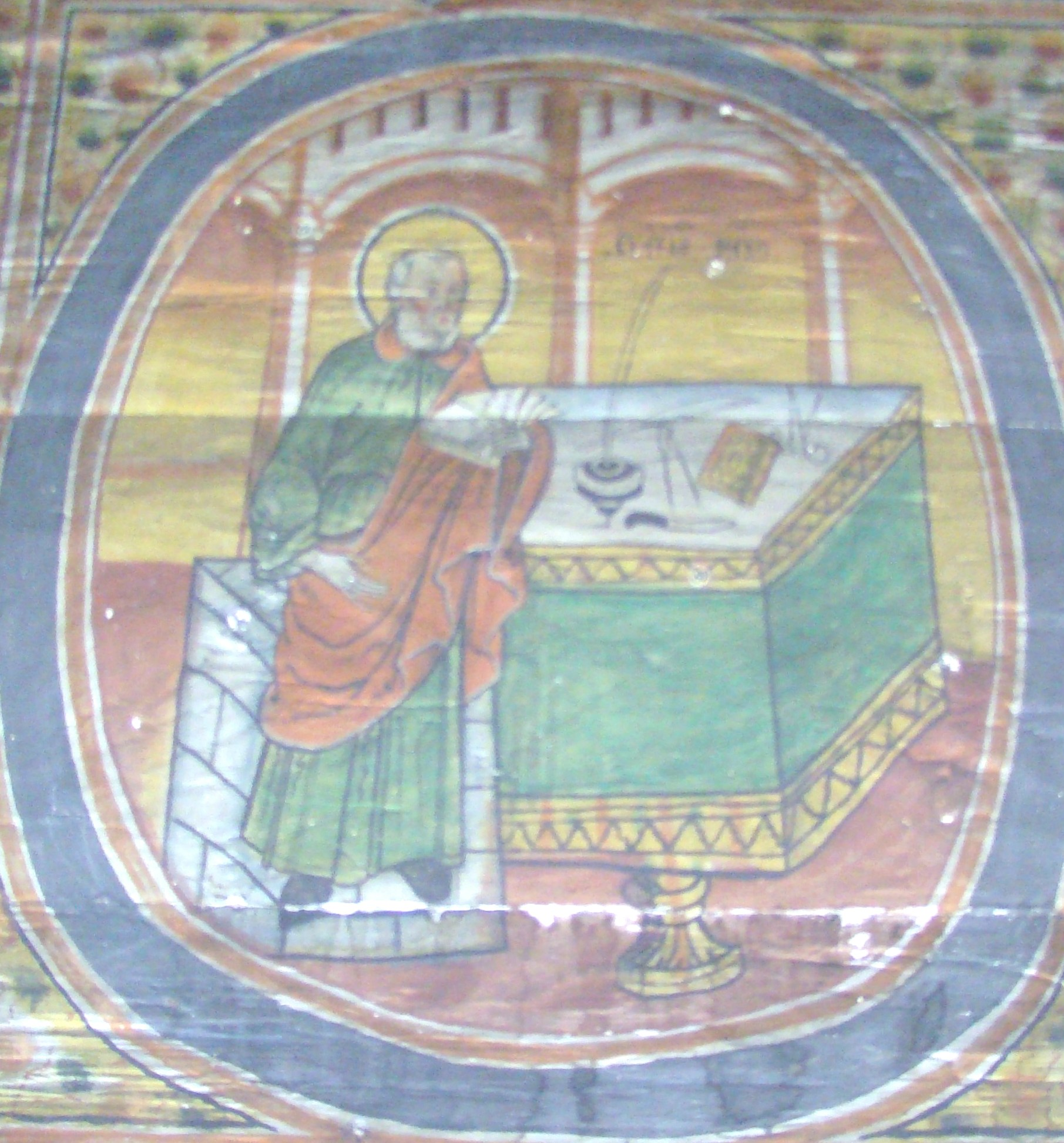
Evanghelistul Matei
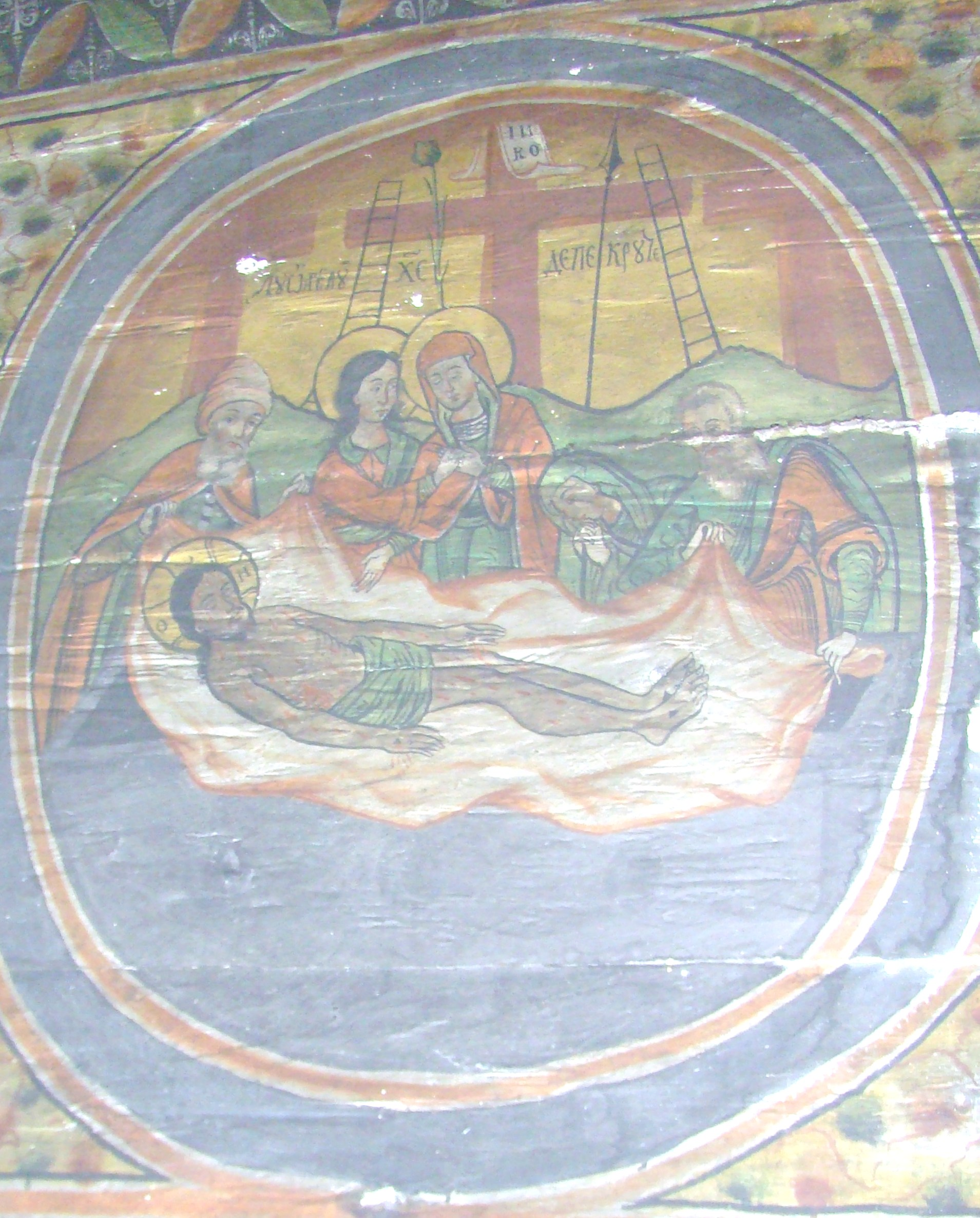
Luarea lui Iisus de pe cruce
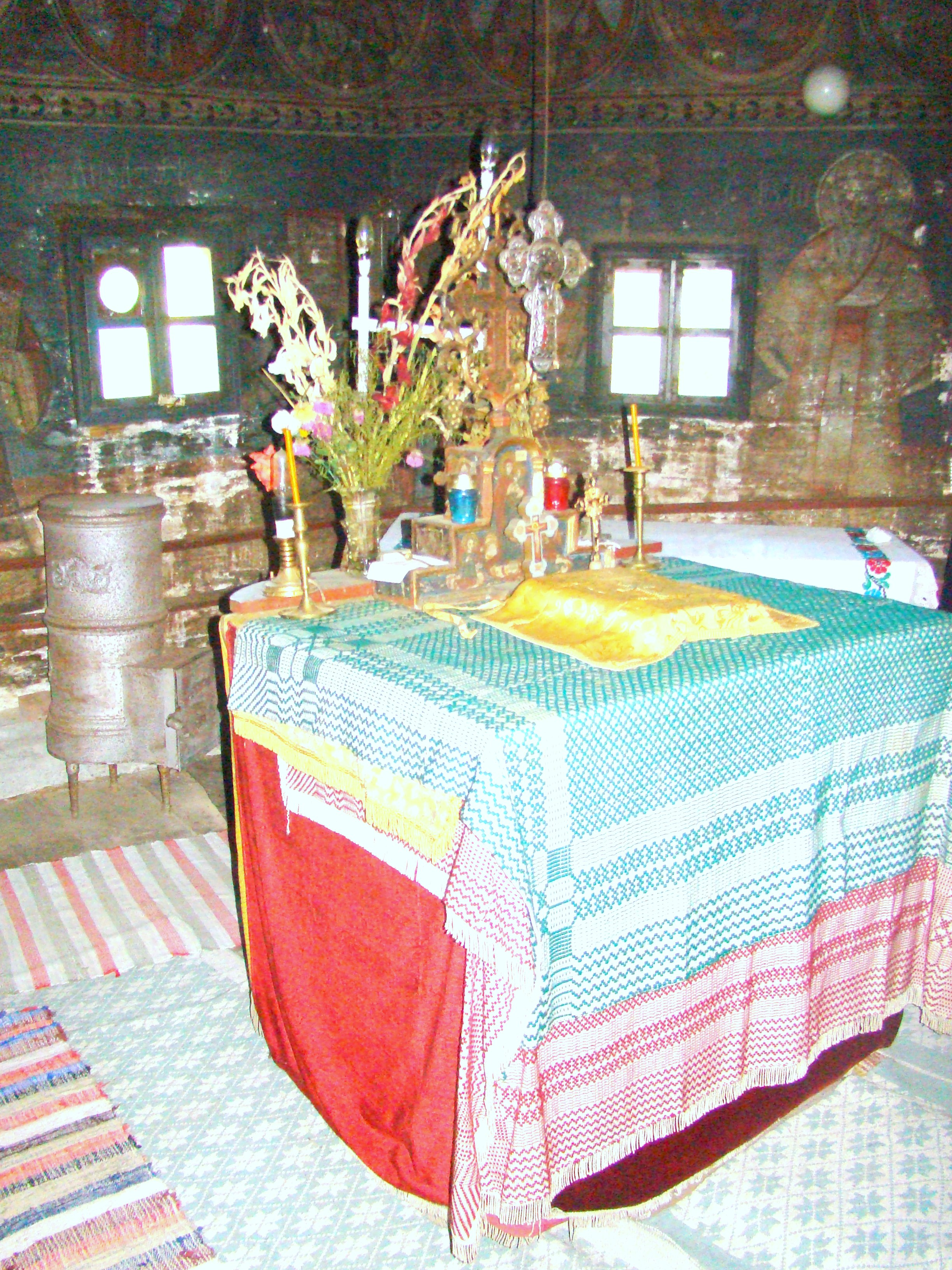
Masa altarului
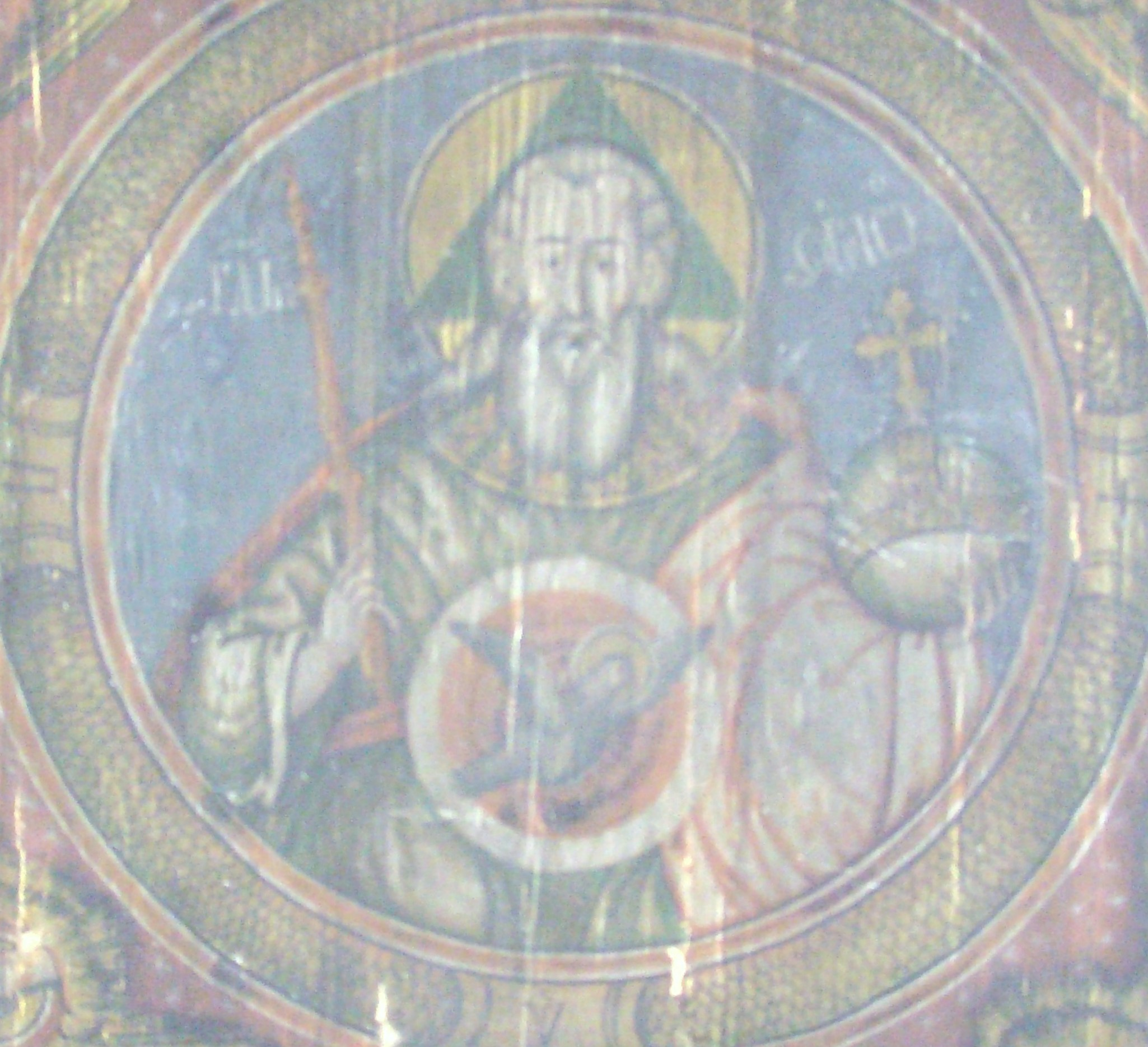
Tatăl savaot
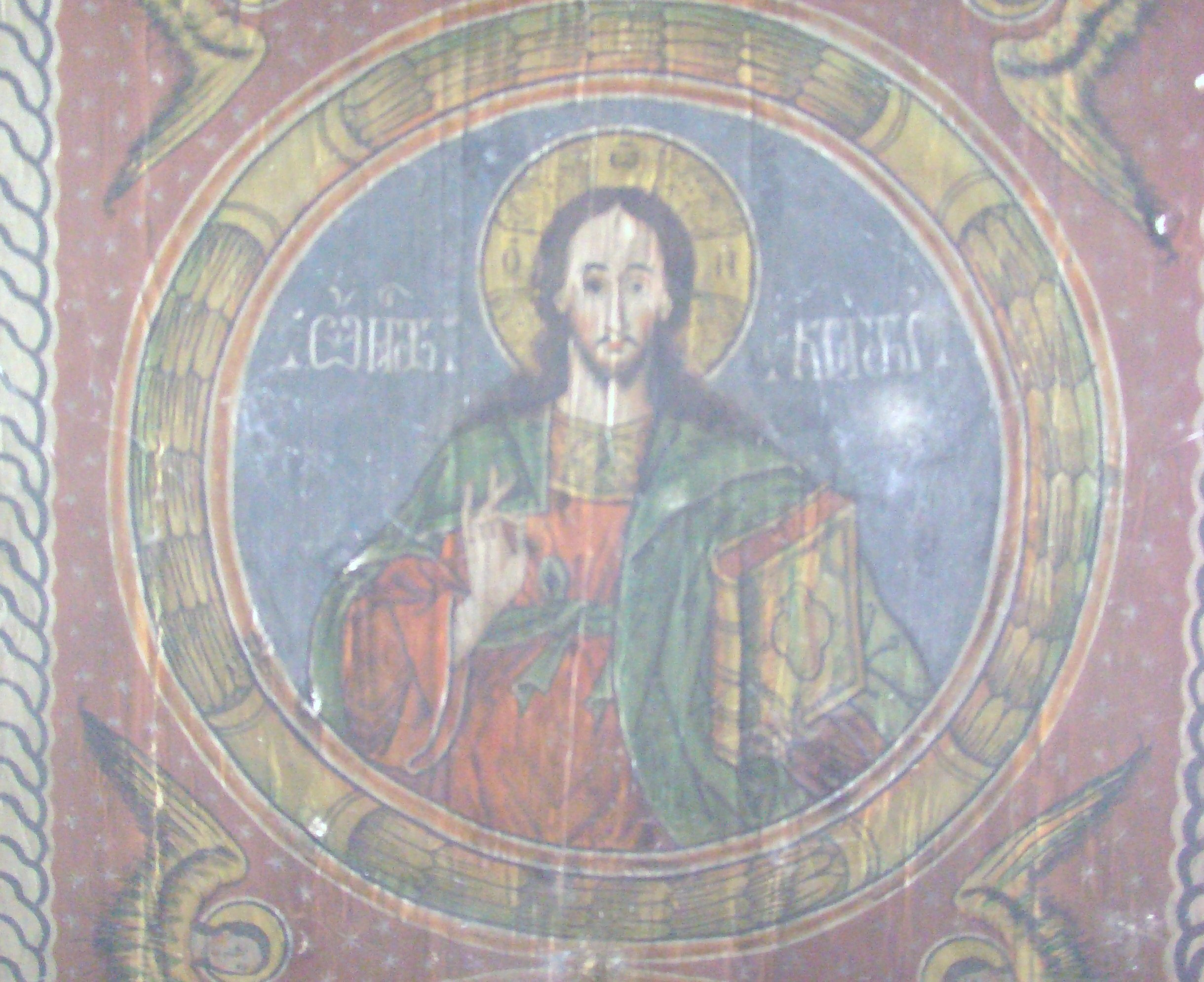
Isus Hristos
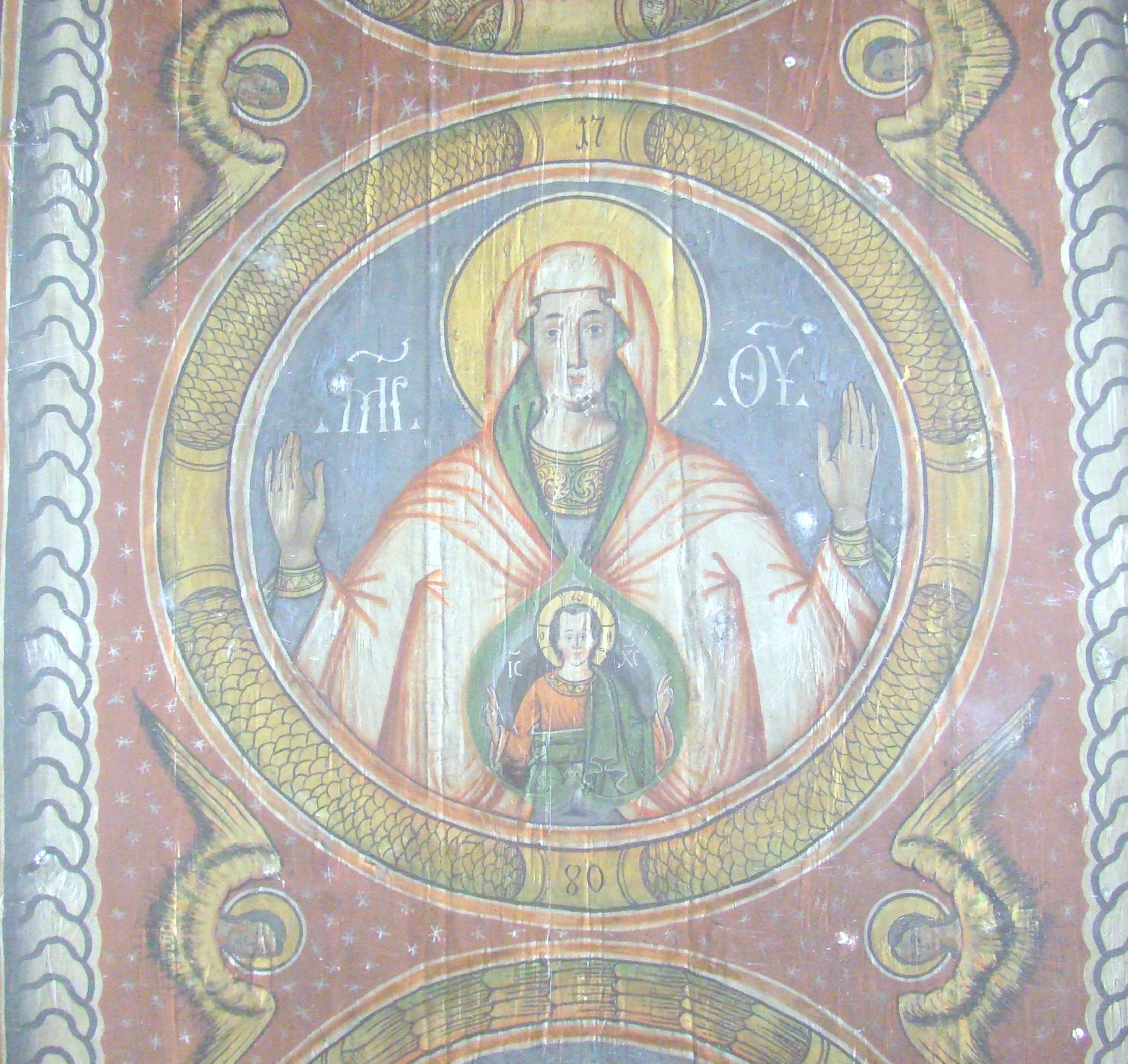
Maria cu Pruncul
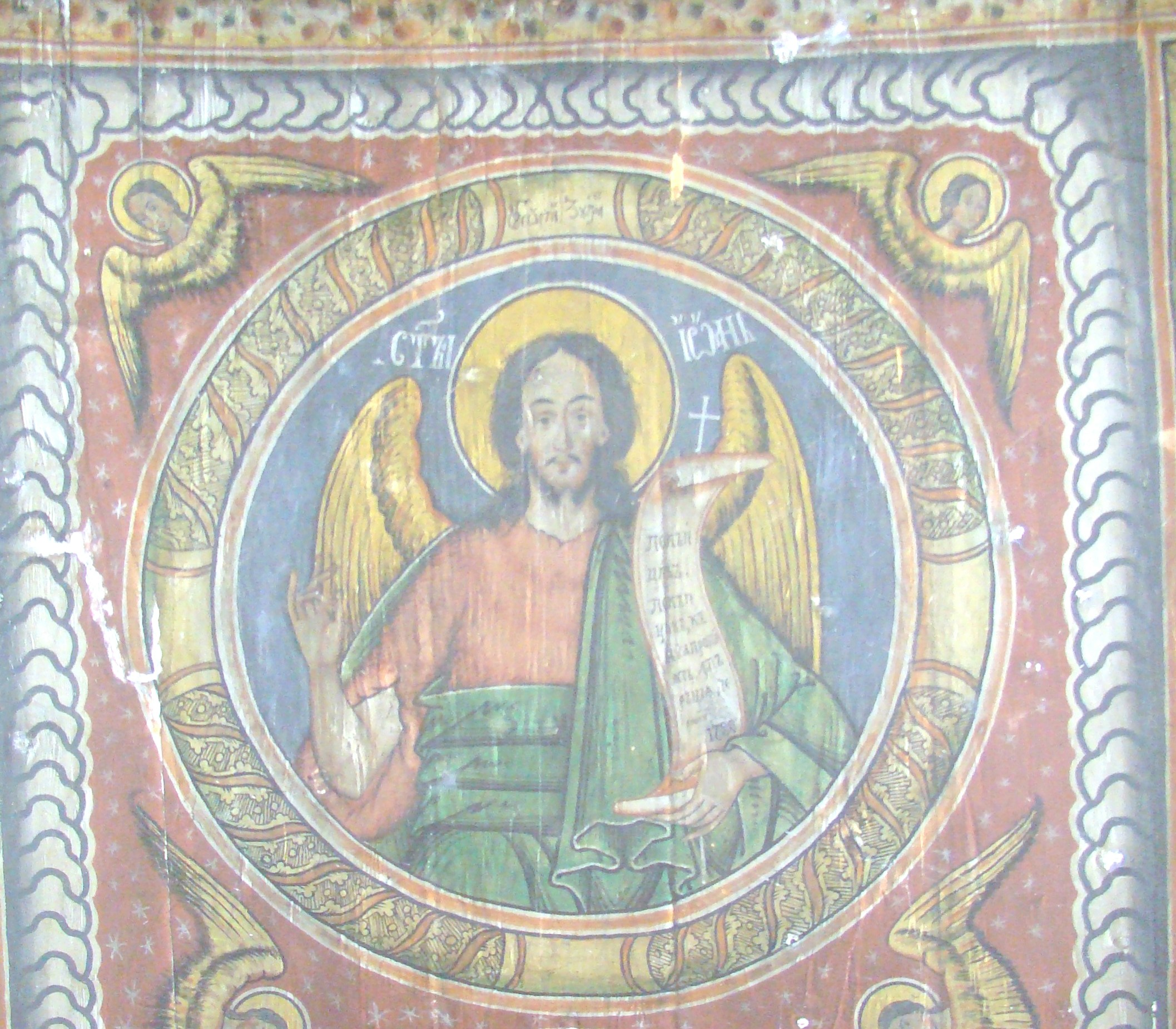
Sfântul Ioan
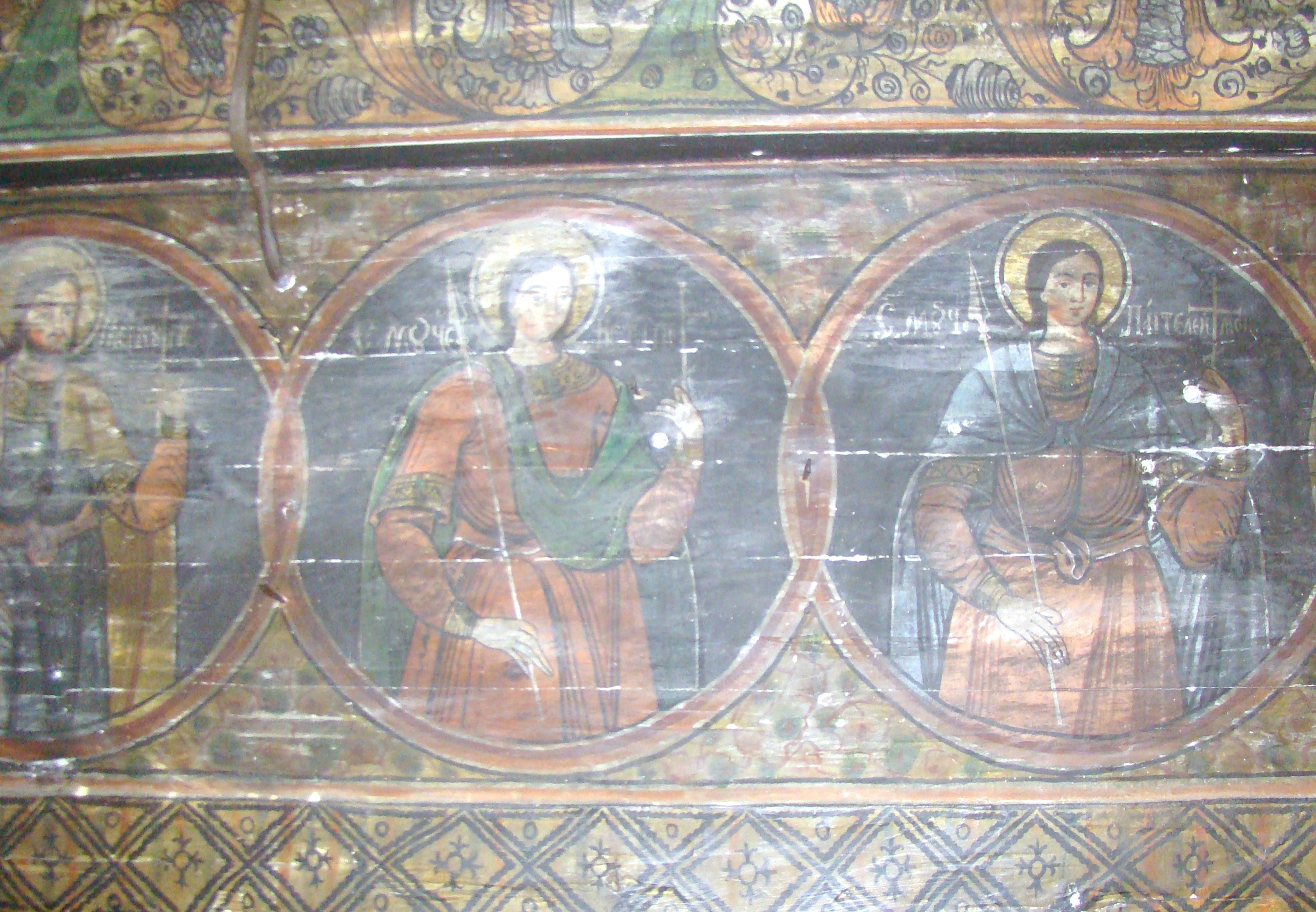
Sfinți mucenici
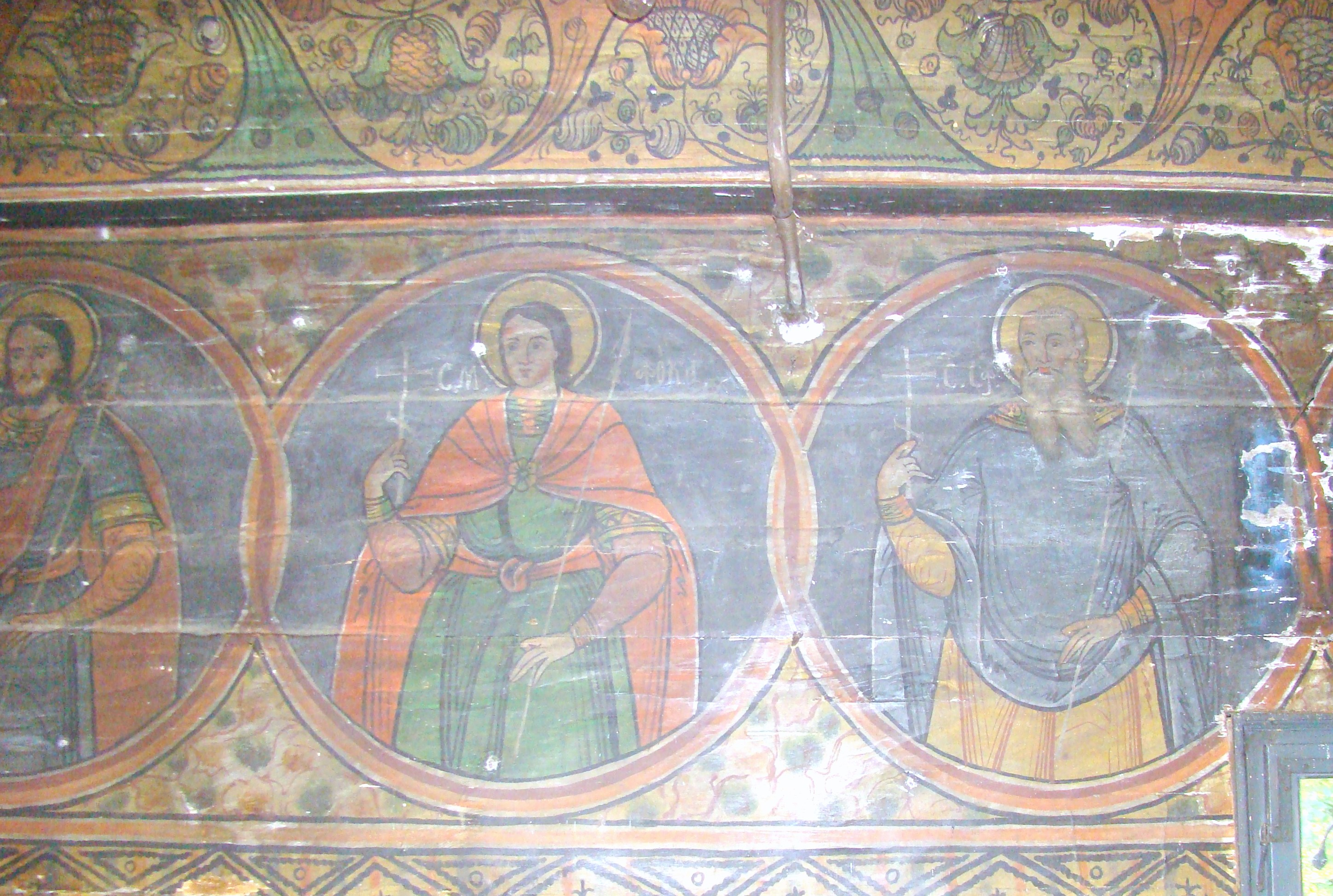
Sfinți mucenici
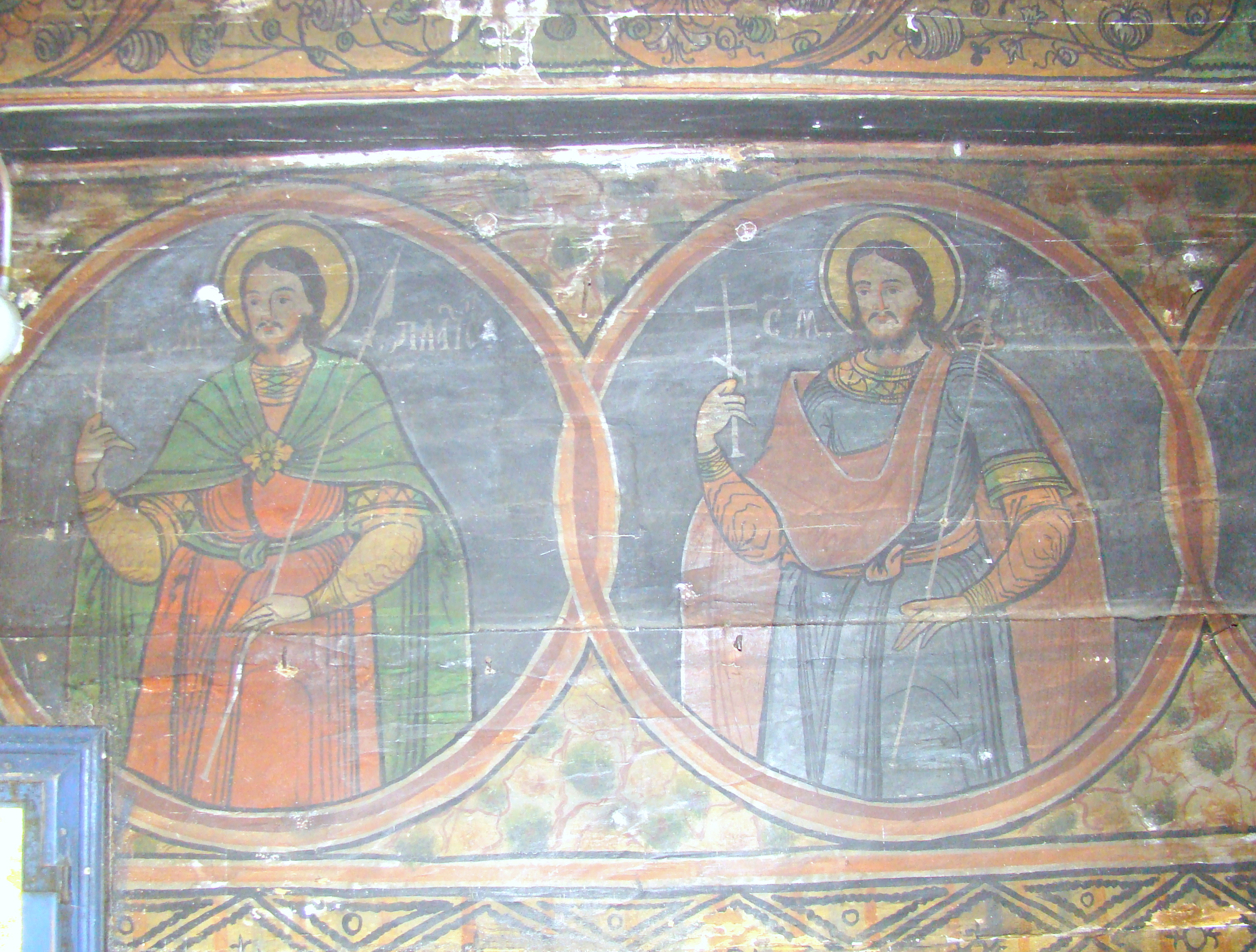
Sfinți mucenici
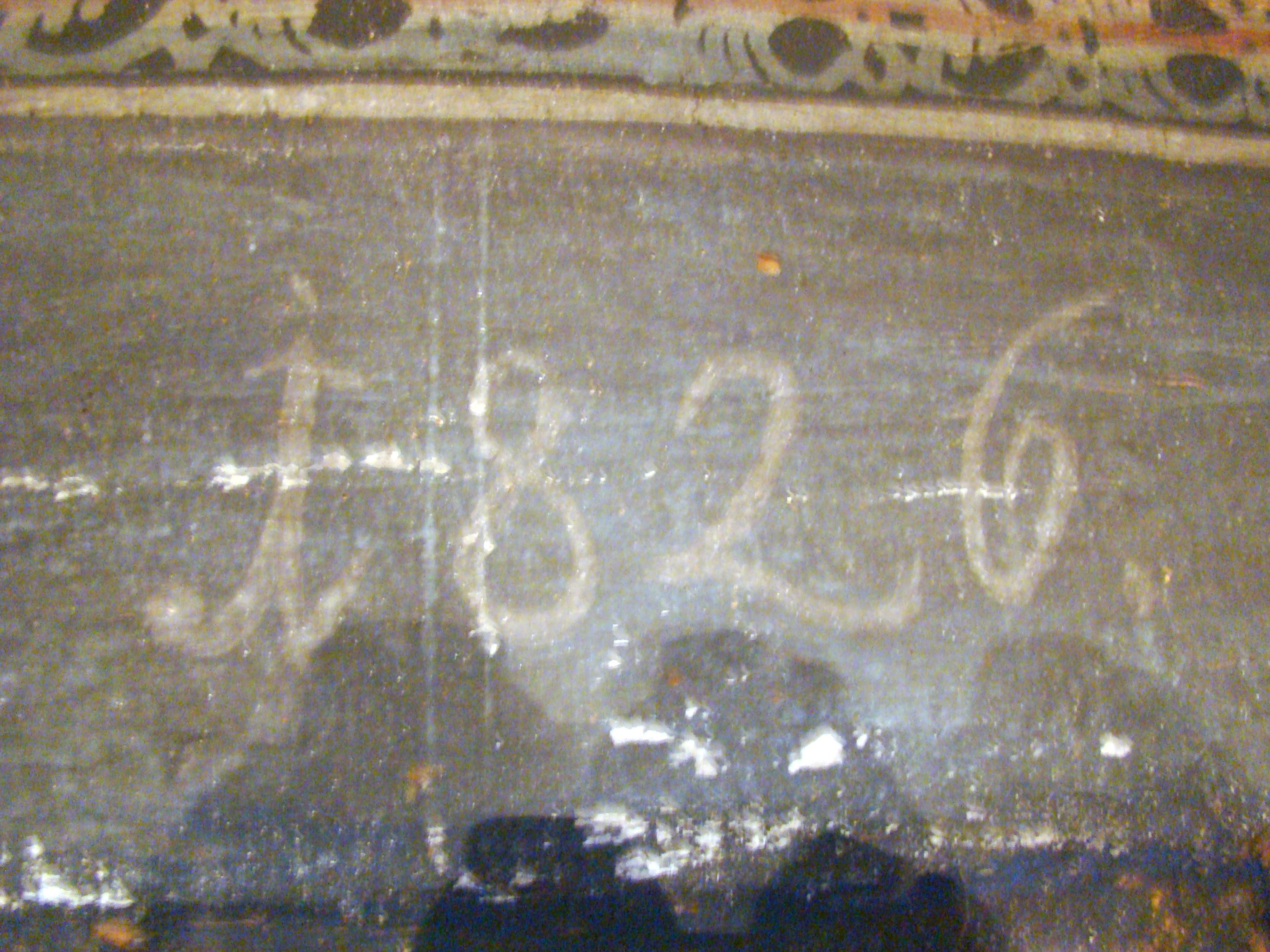
Anul realizării picturii altarului
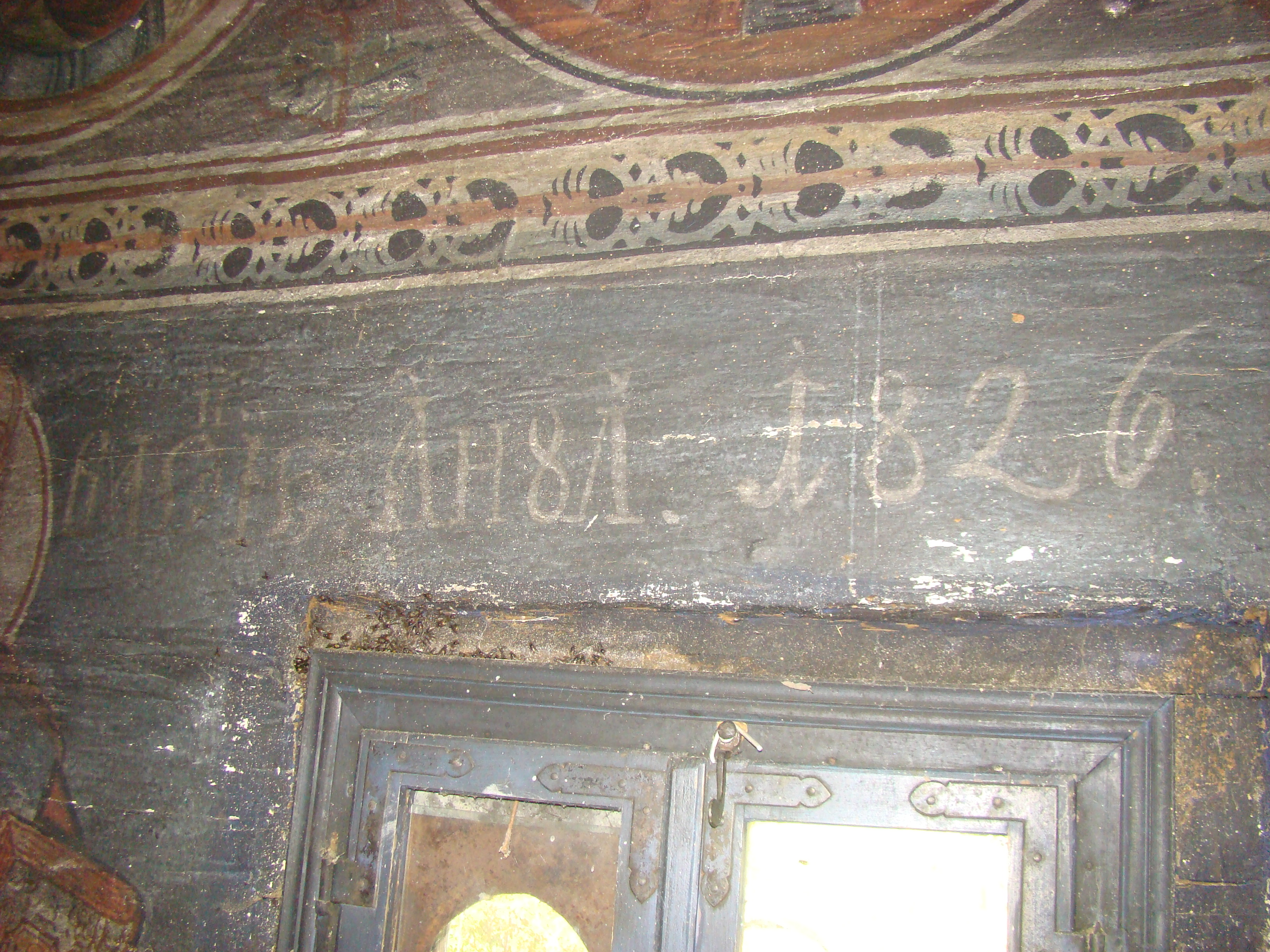
Inscripția care datează pictura altarului
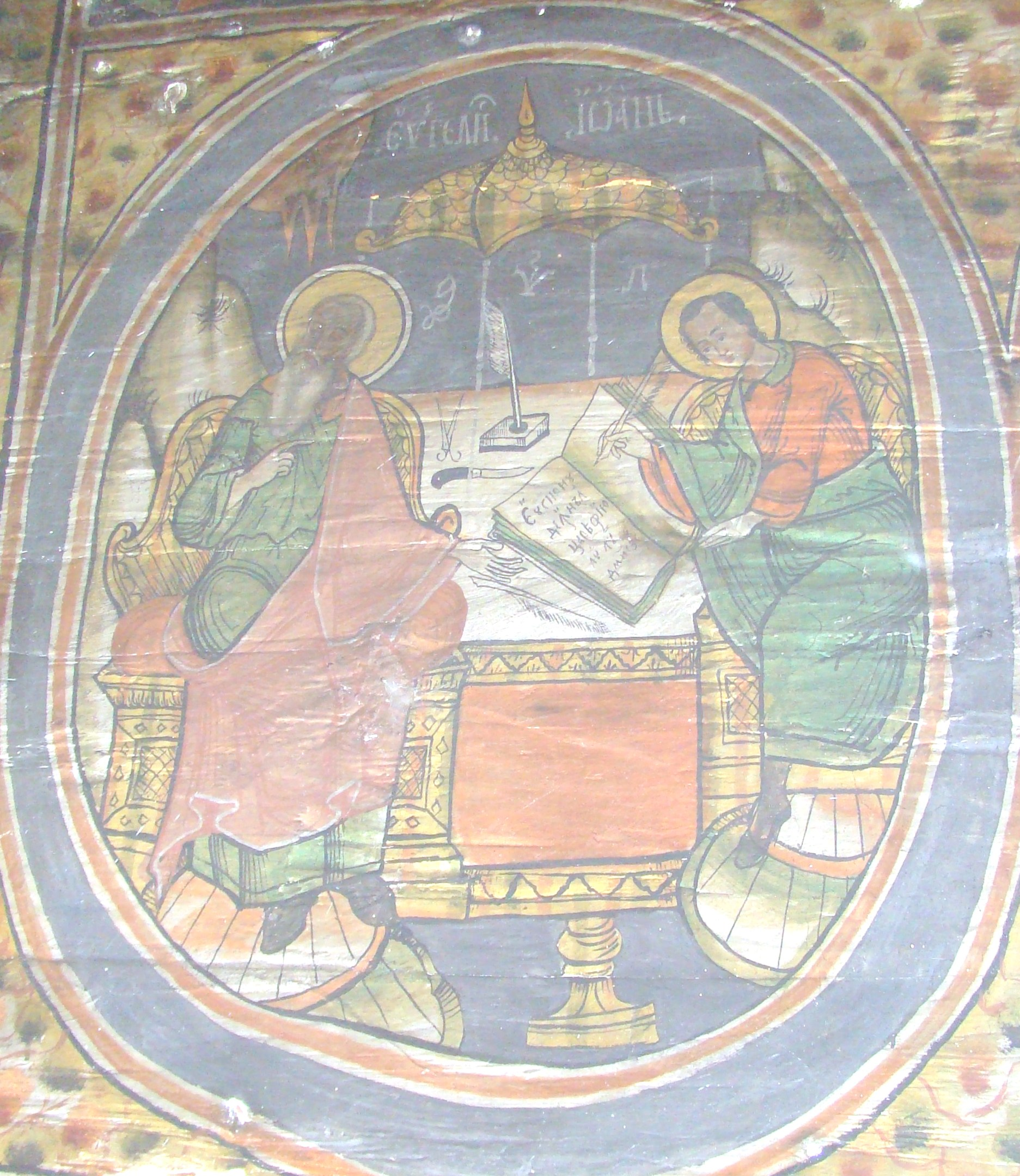
Evanghelistul Ioan
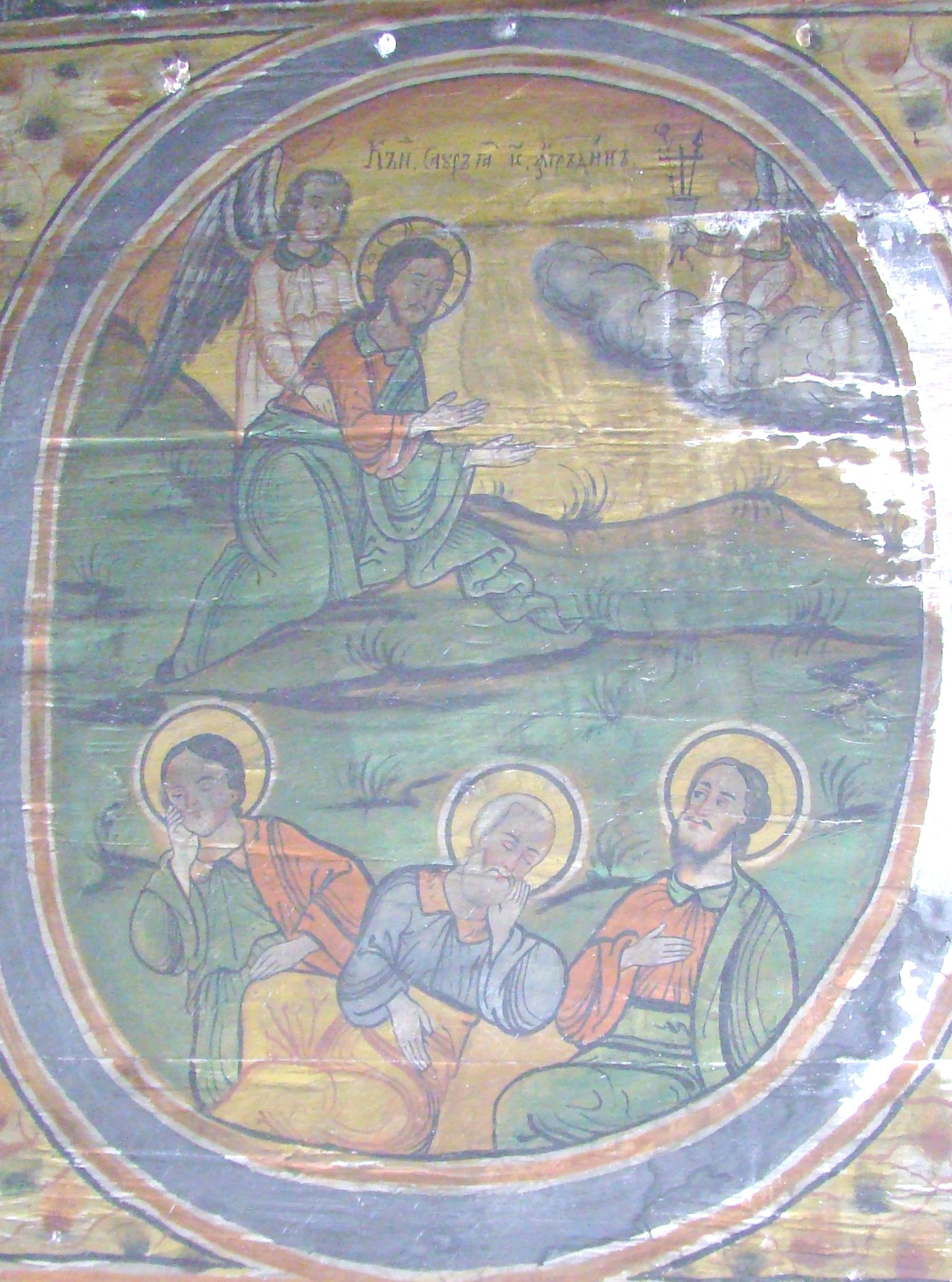
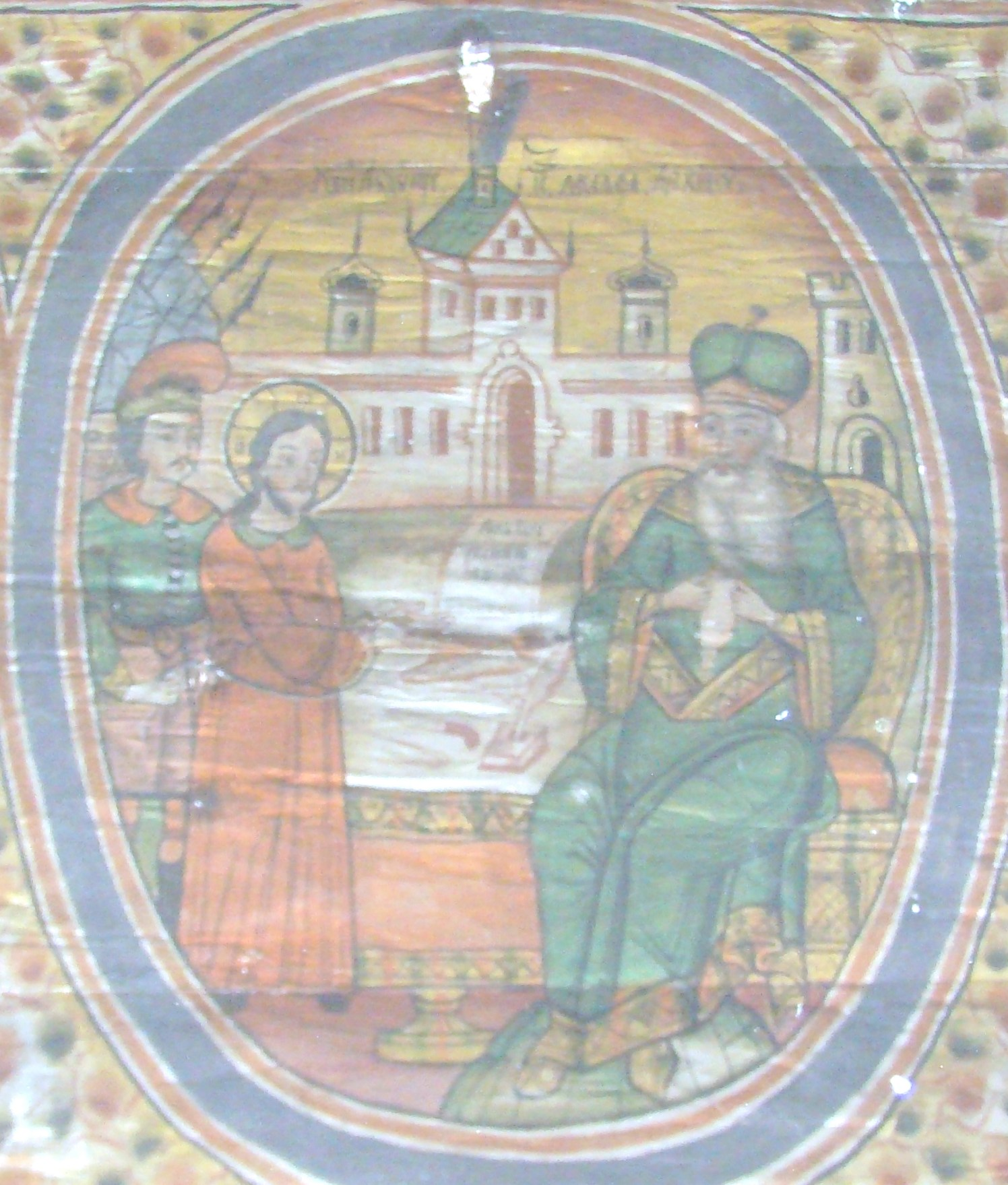
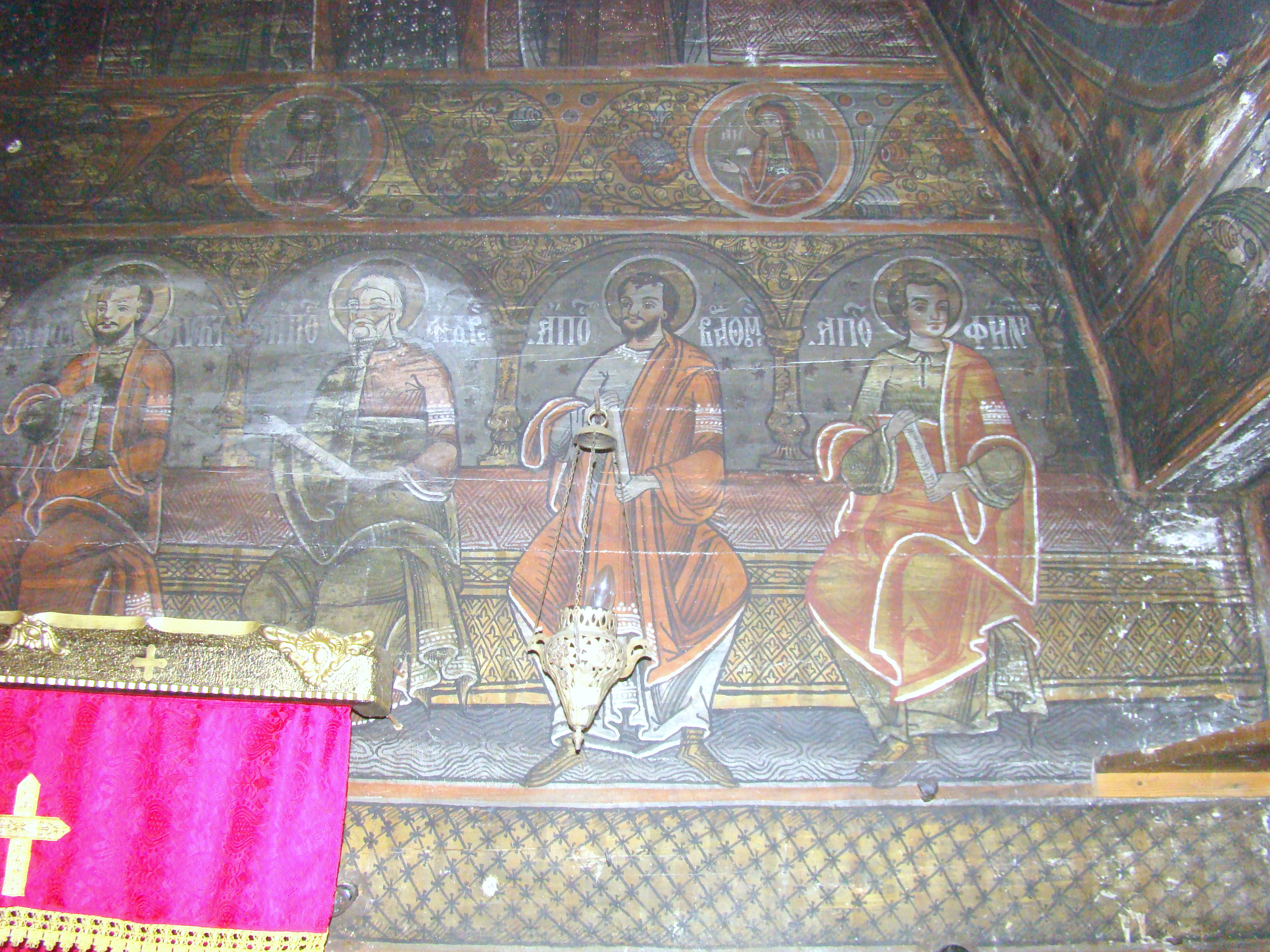
Pictura tâmplei (detaliu)
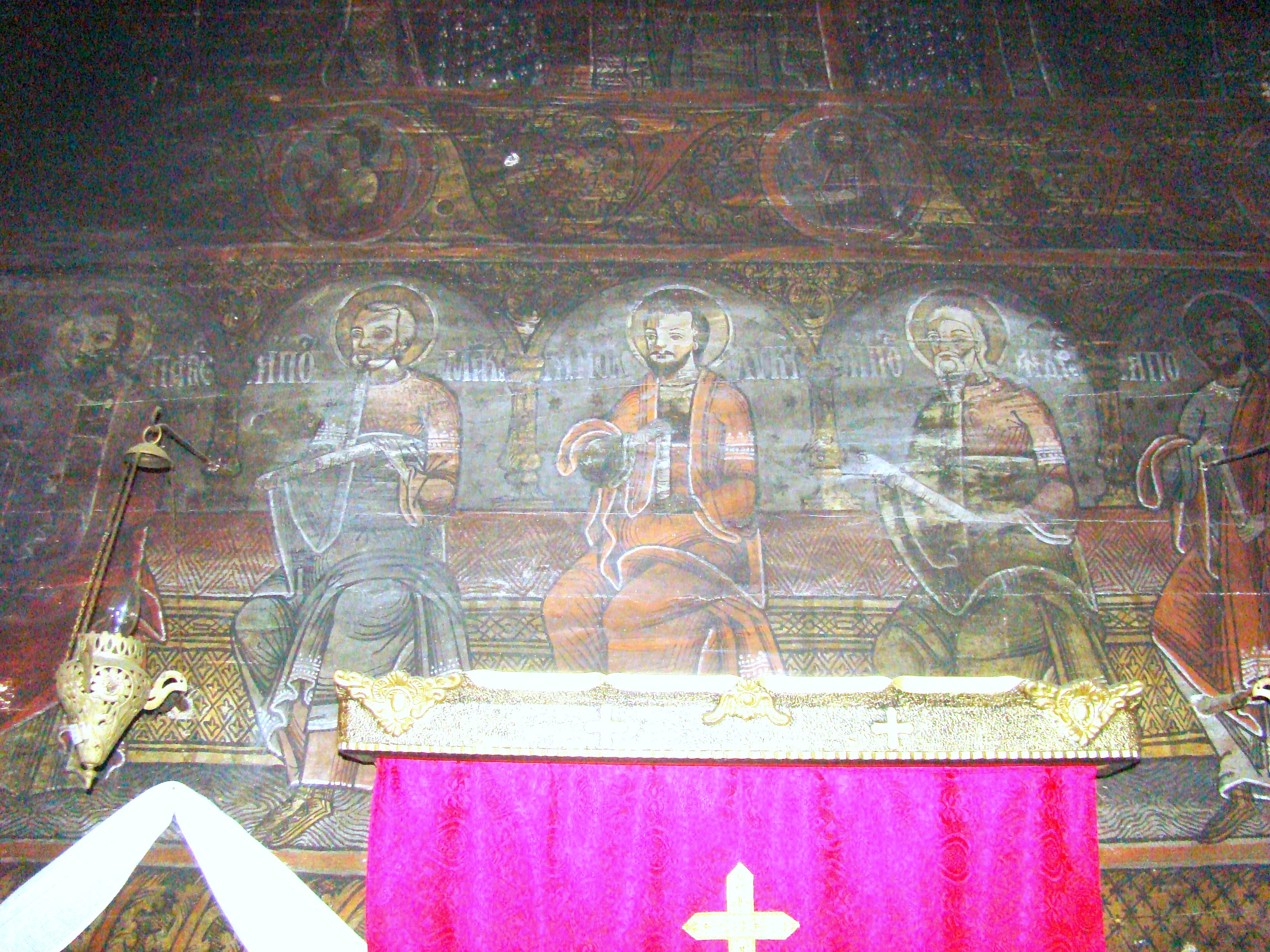
Pictura tâmplei (detaliu)
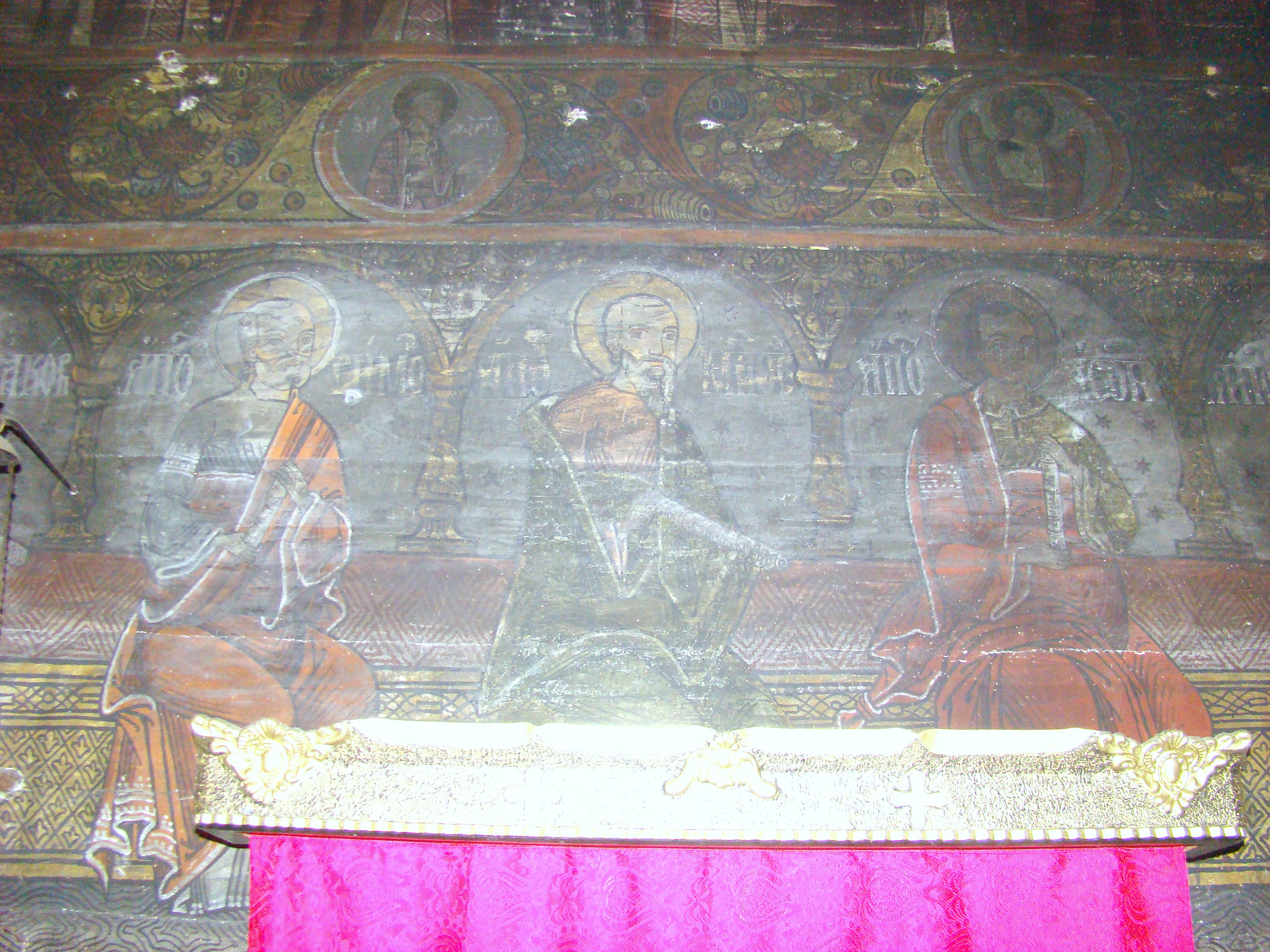
Pictura tâmplei (detaliu)
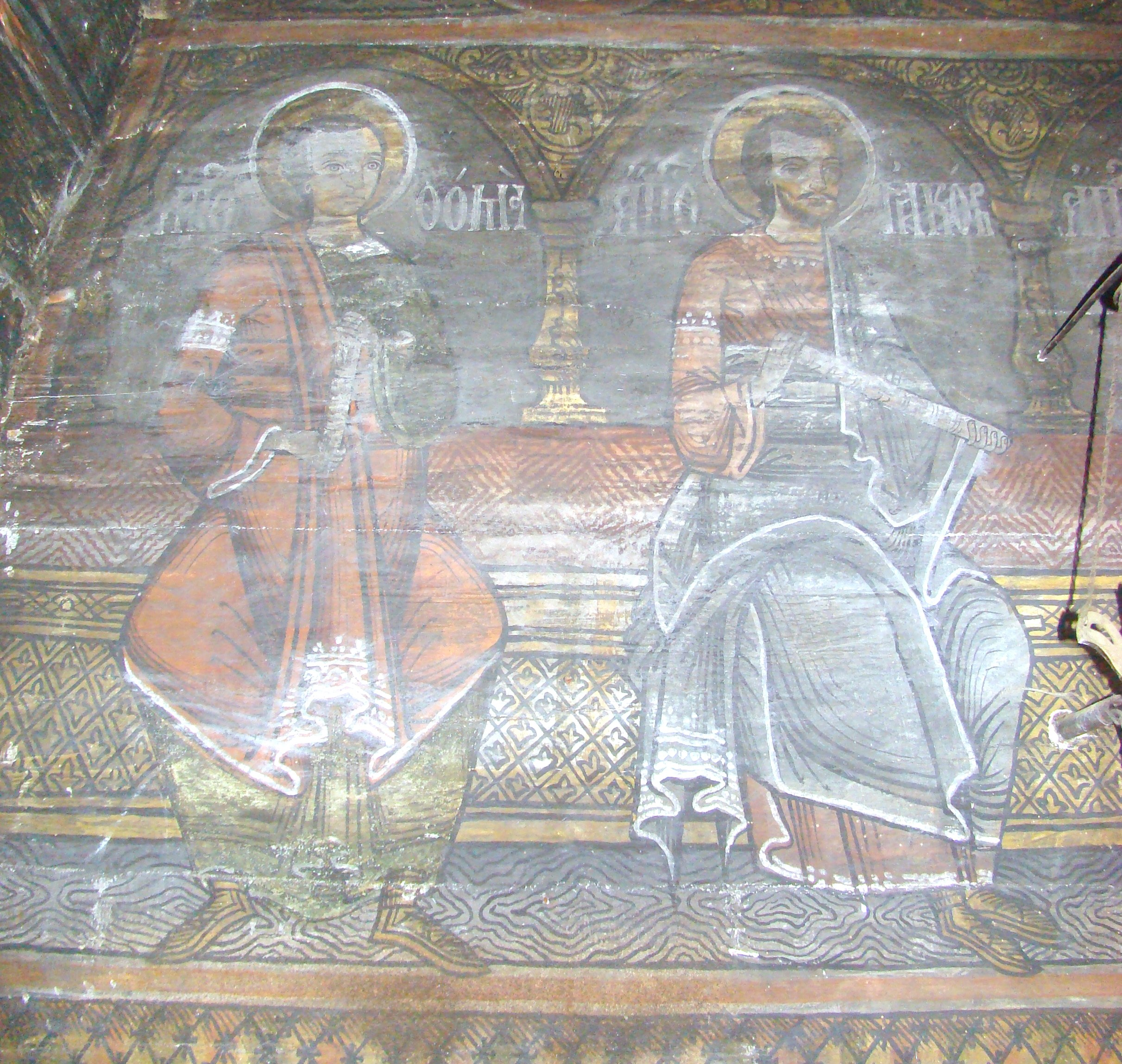
Pictura tâmplei (detaliu)
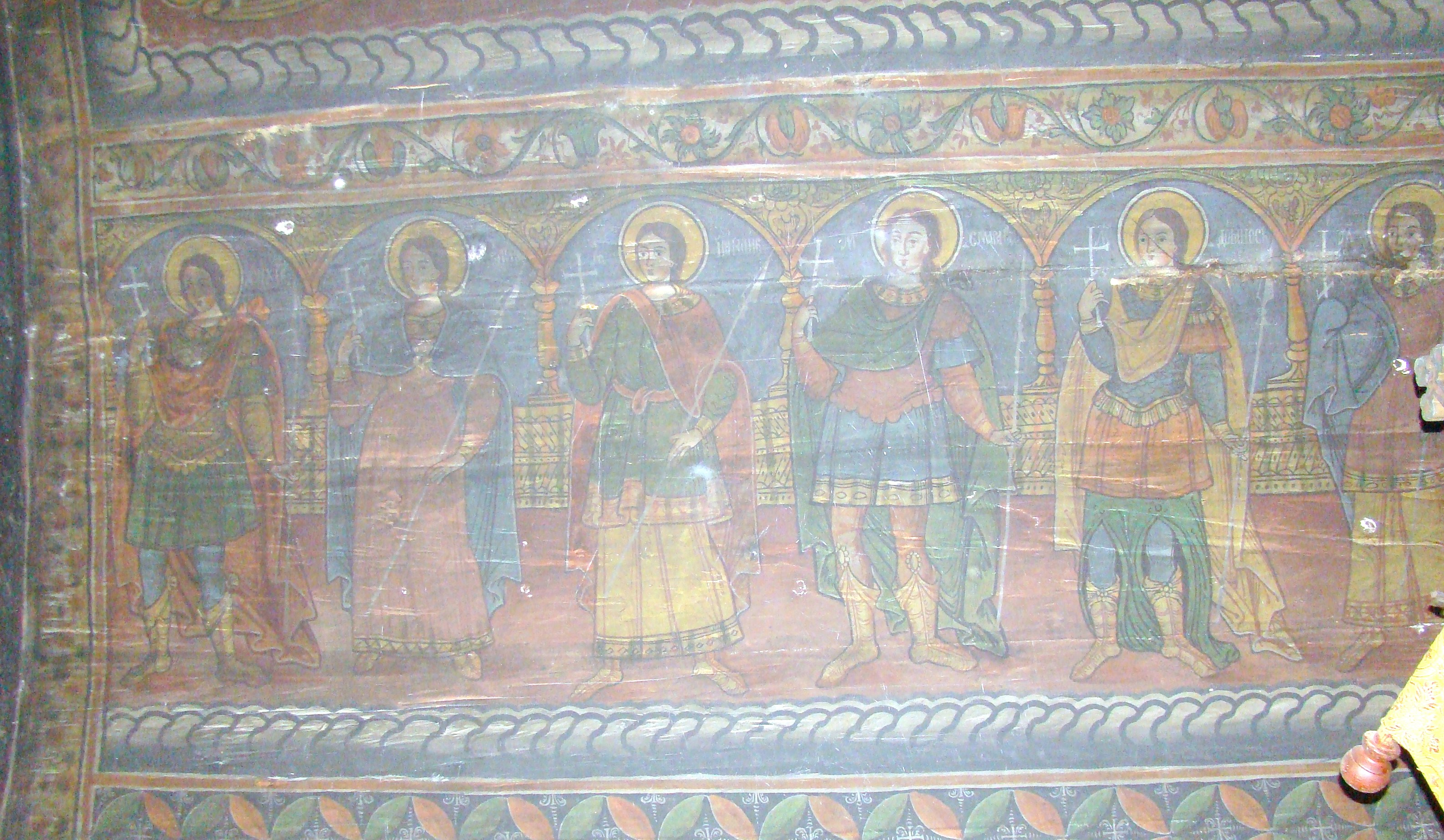
O parte din friza sfinților militari
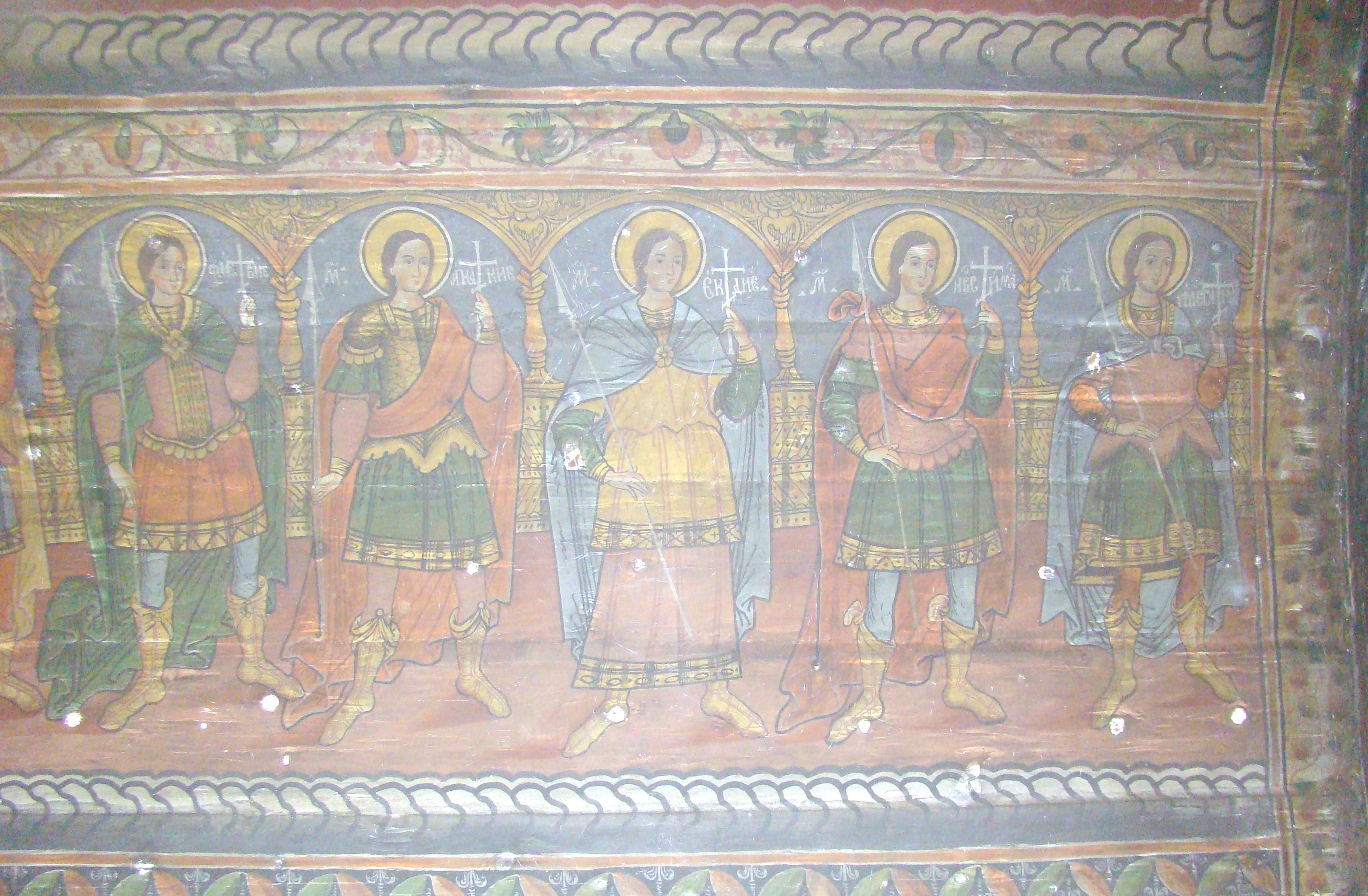
O parte din friza sfinților militari
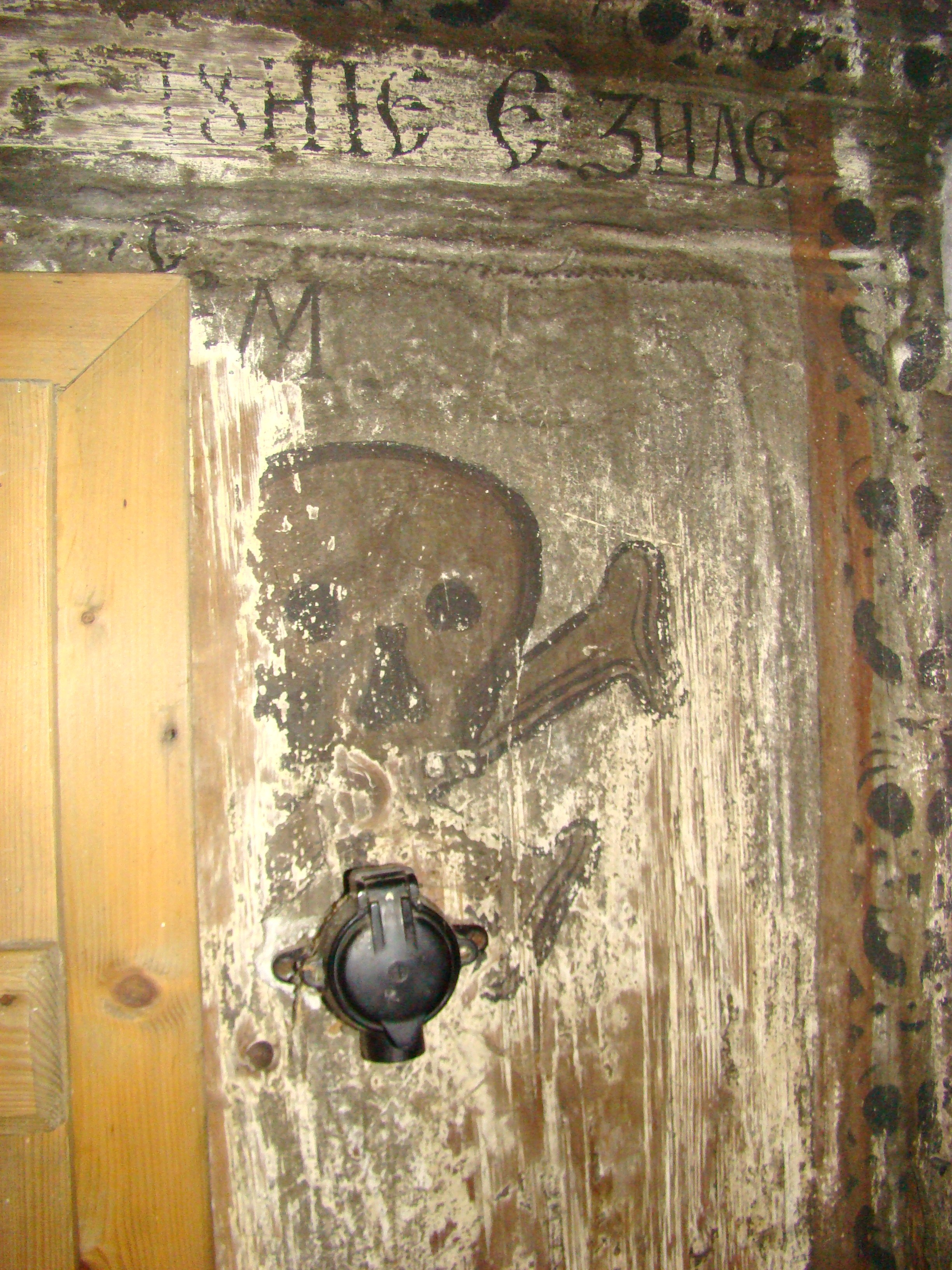
Pronaos: simbolul morții pentru aducere aminte de ceasul din urmă
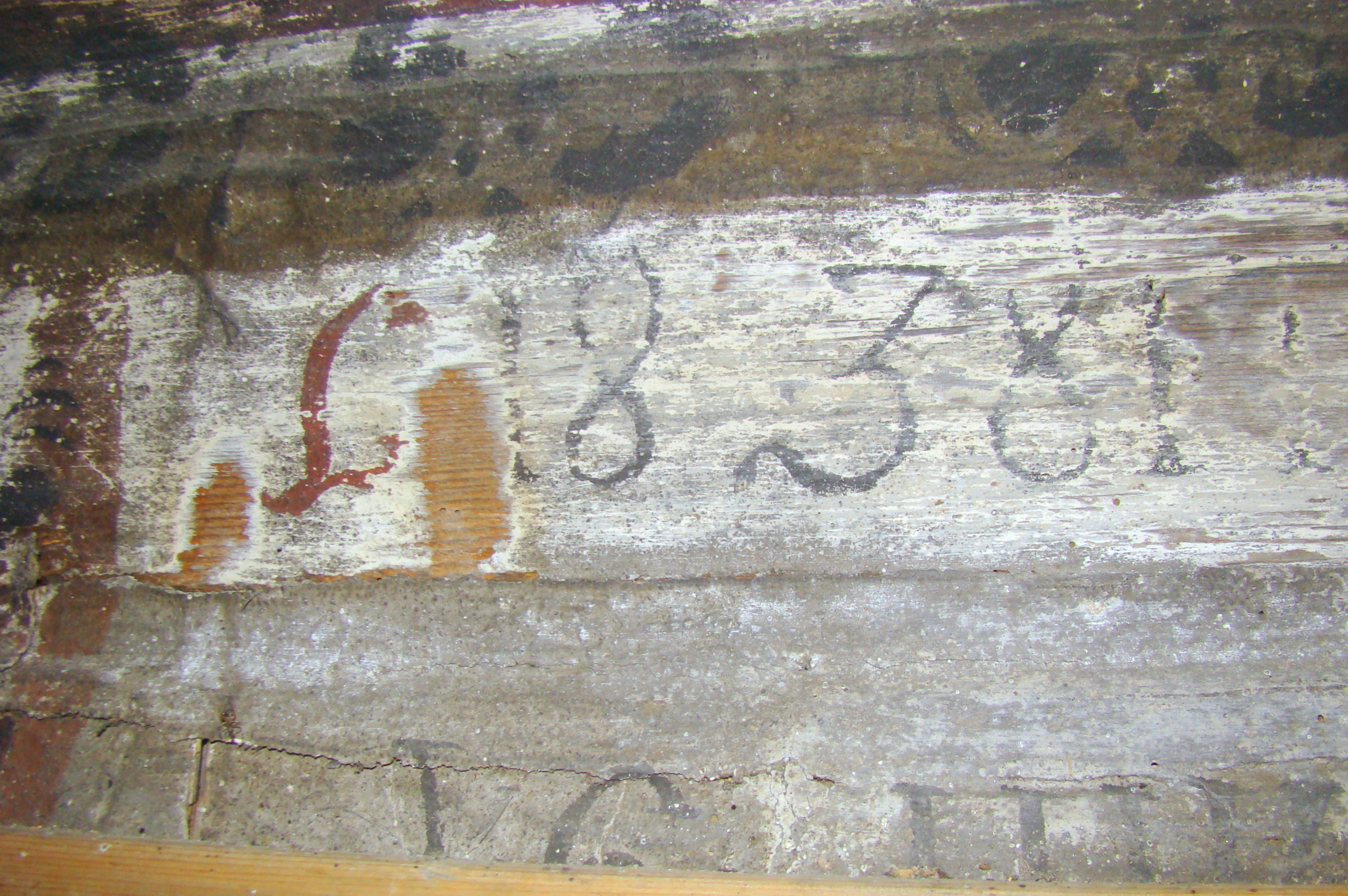
Inscripție în pronaos
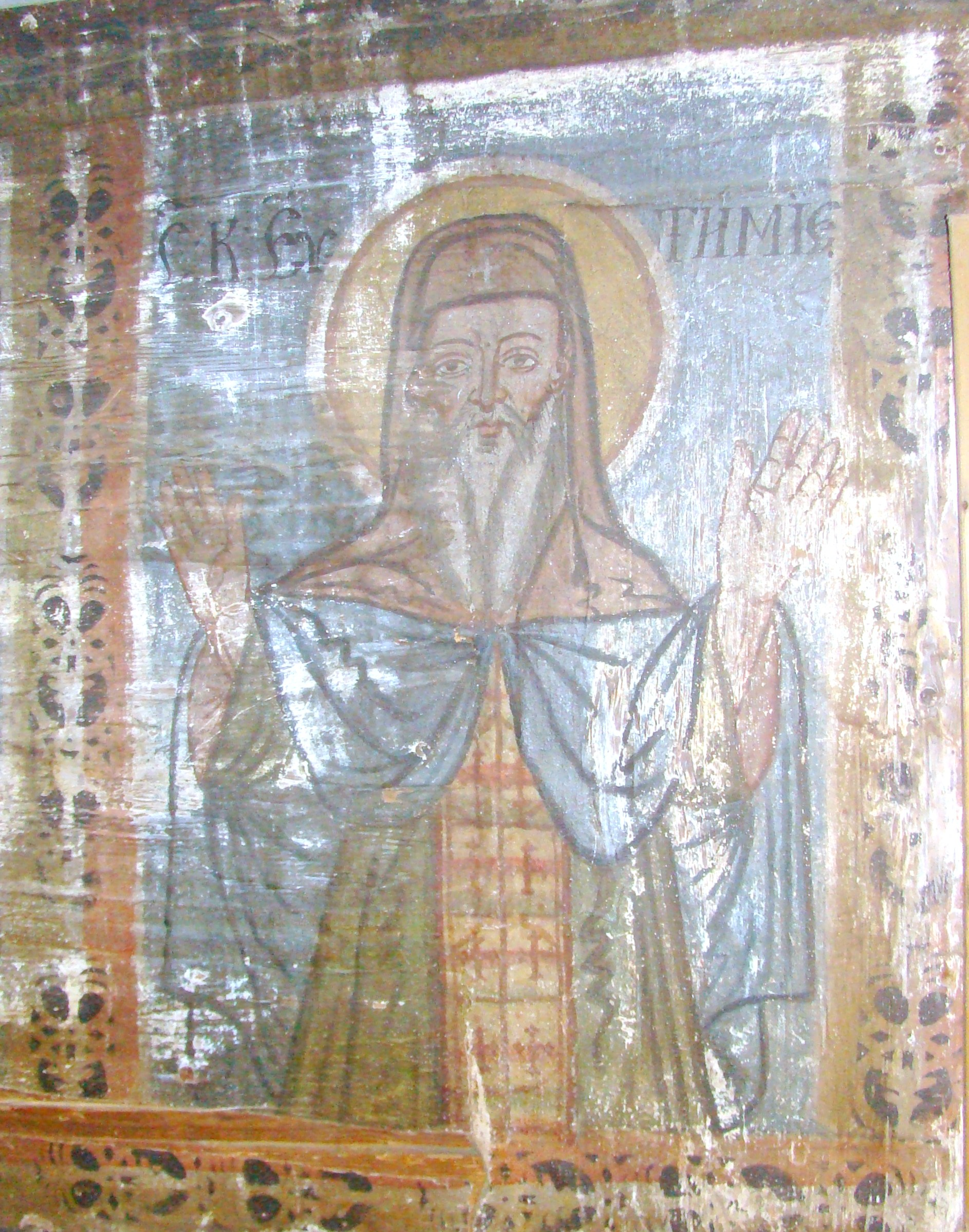
Pronaos: Sfintele mucenițe
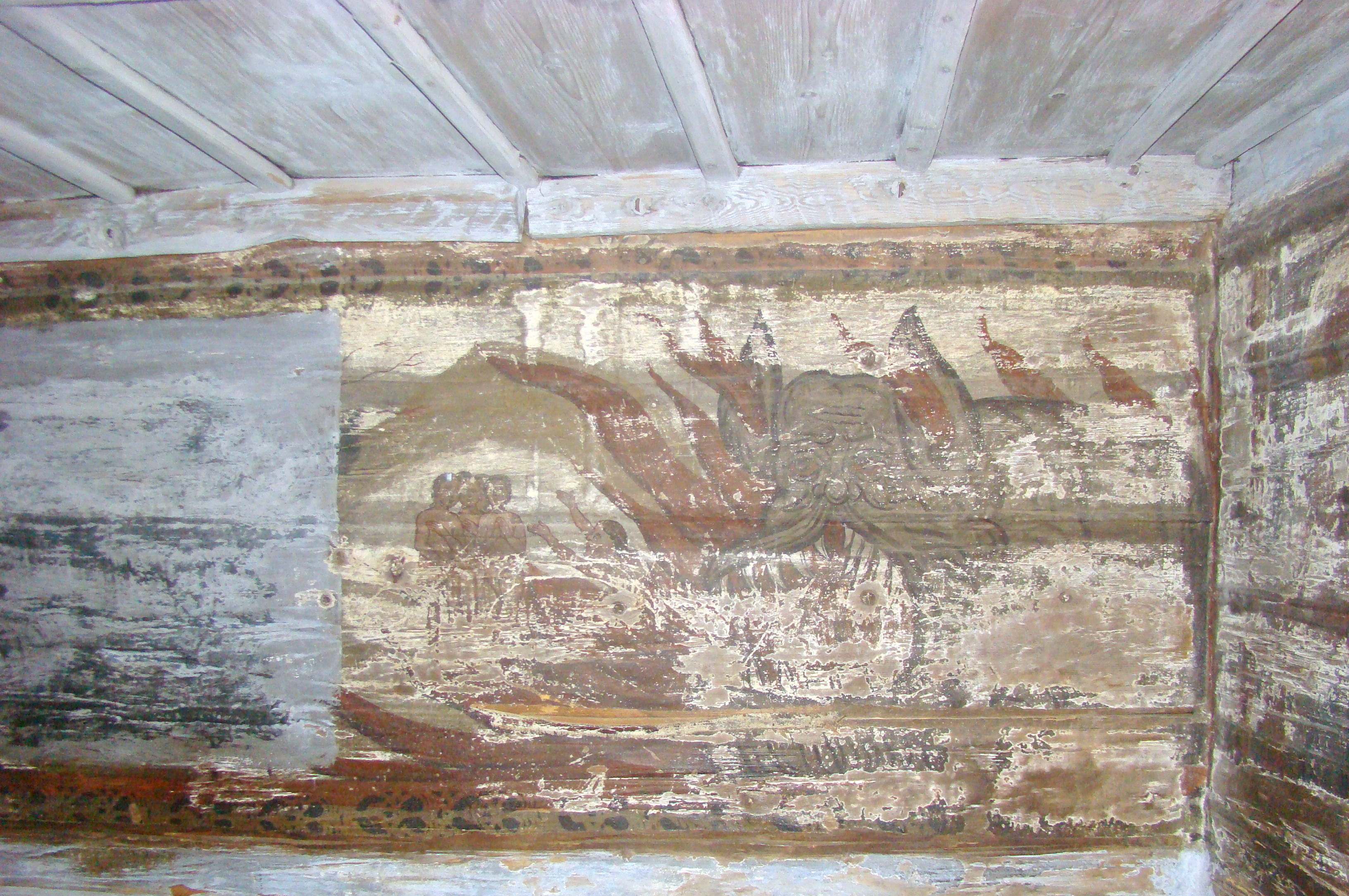
Pronaos (latura de vest): Reprezentarea Iadului
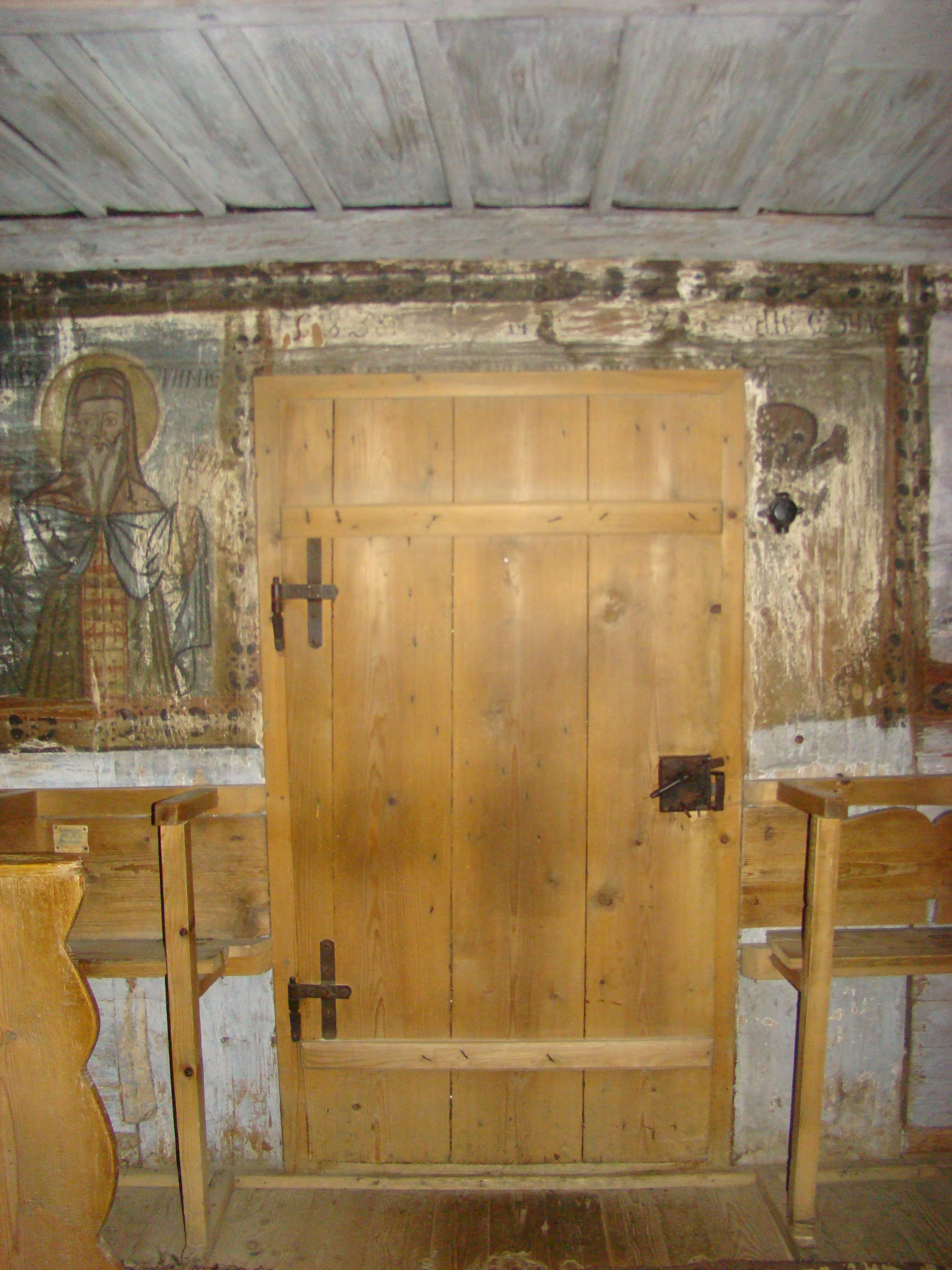
Pronaos: Sfintele mucenițe
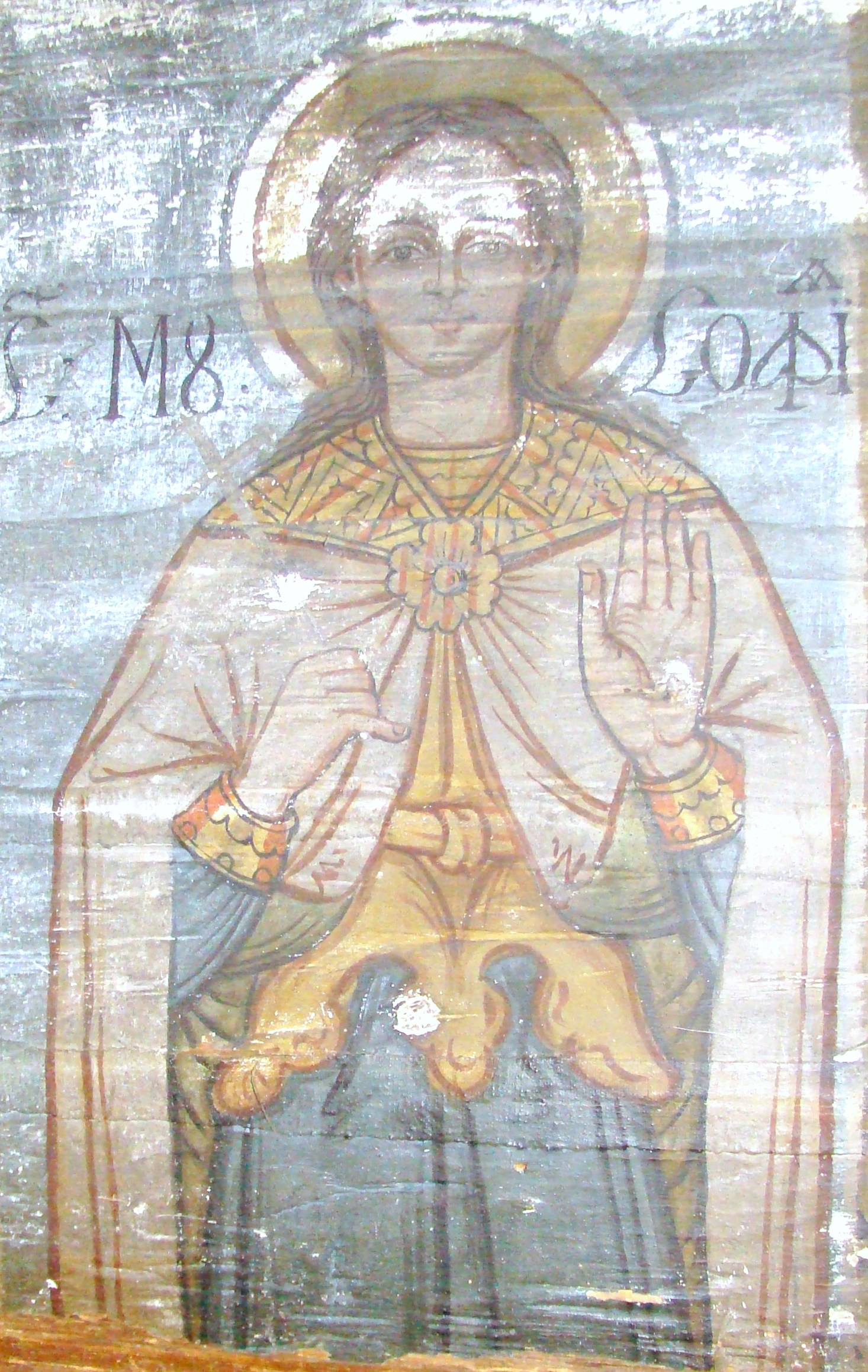
Pronaos: Sfintele mucenițe
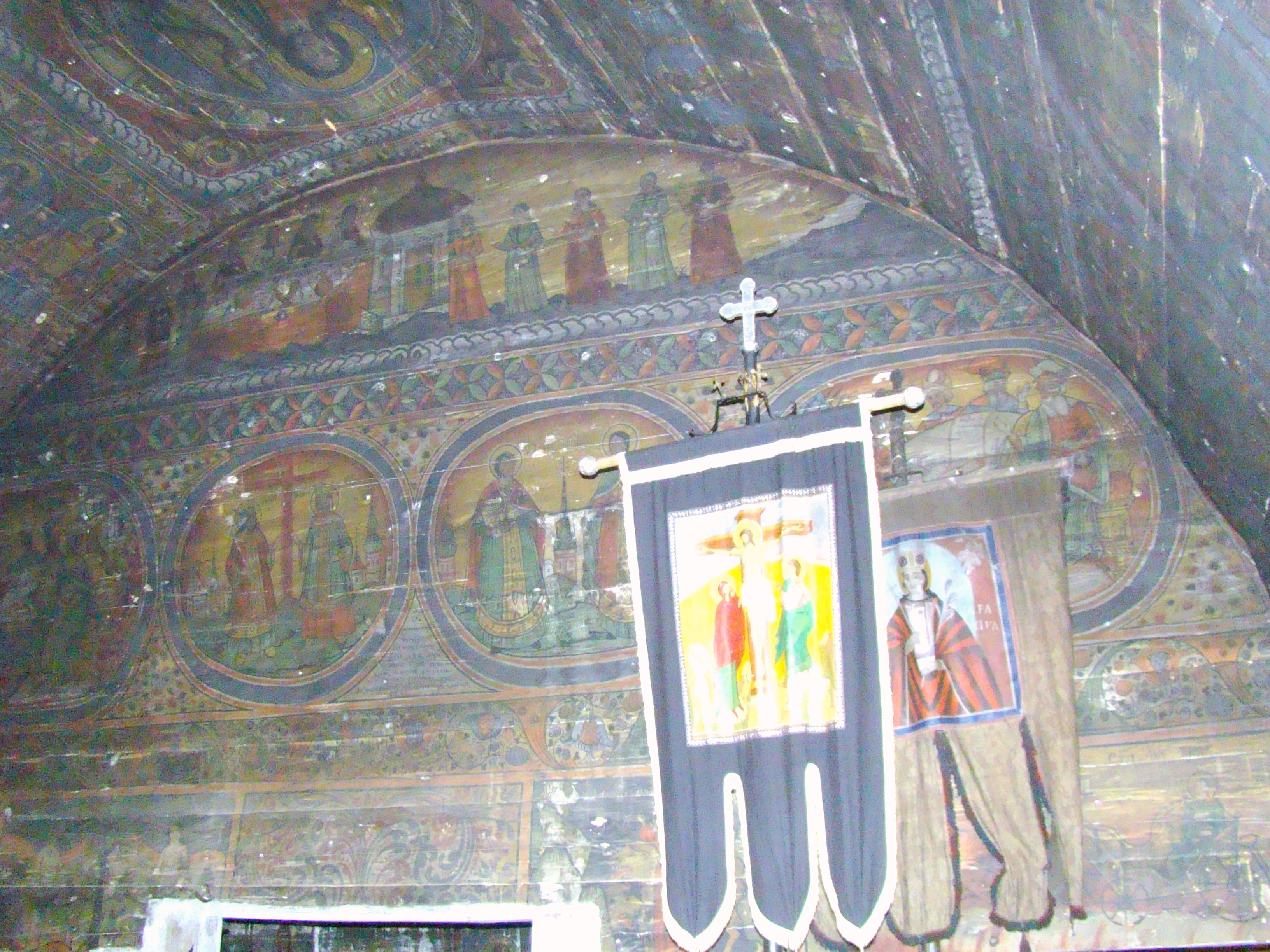
Timpanul de vest al naosului
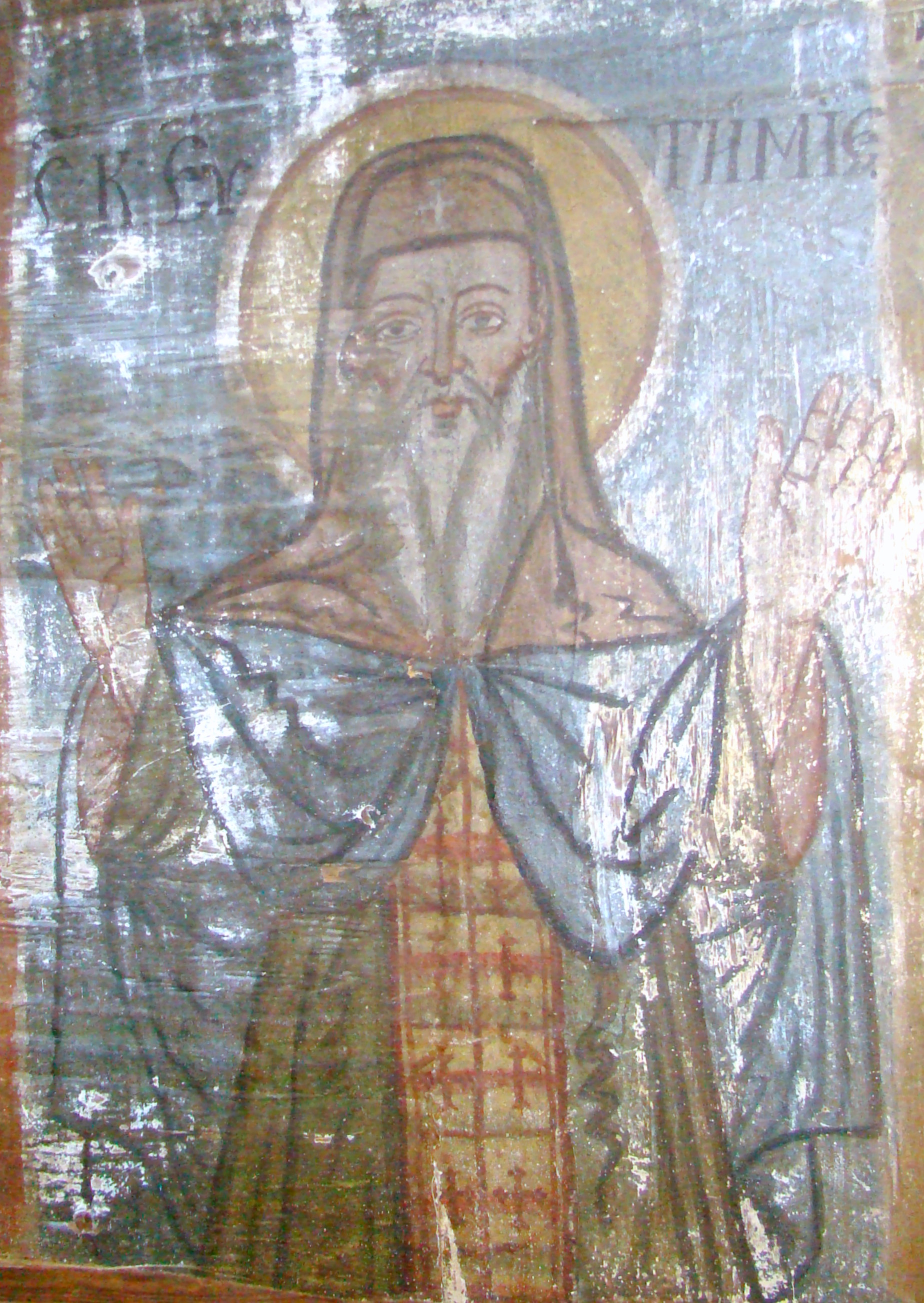
Pronaos: Sfintele mucenițe
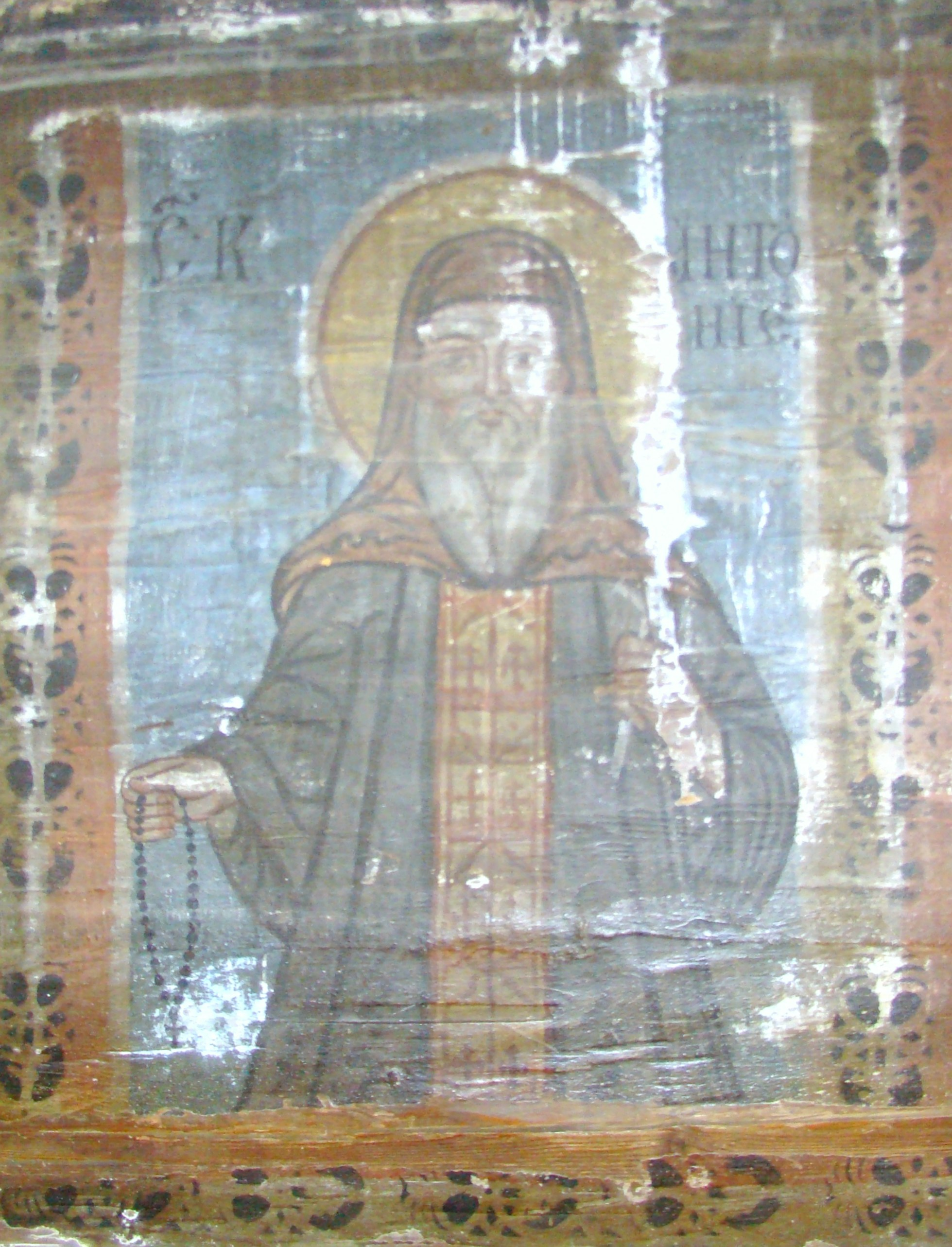
Pronaos: Sfintele mucenițe
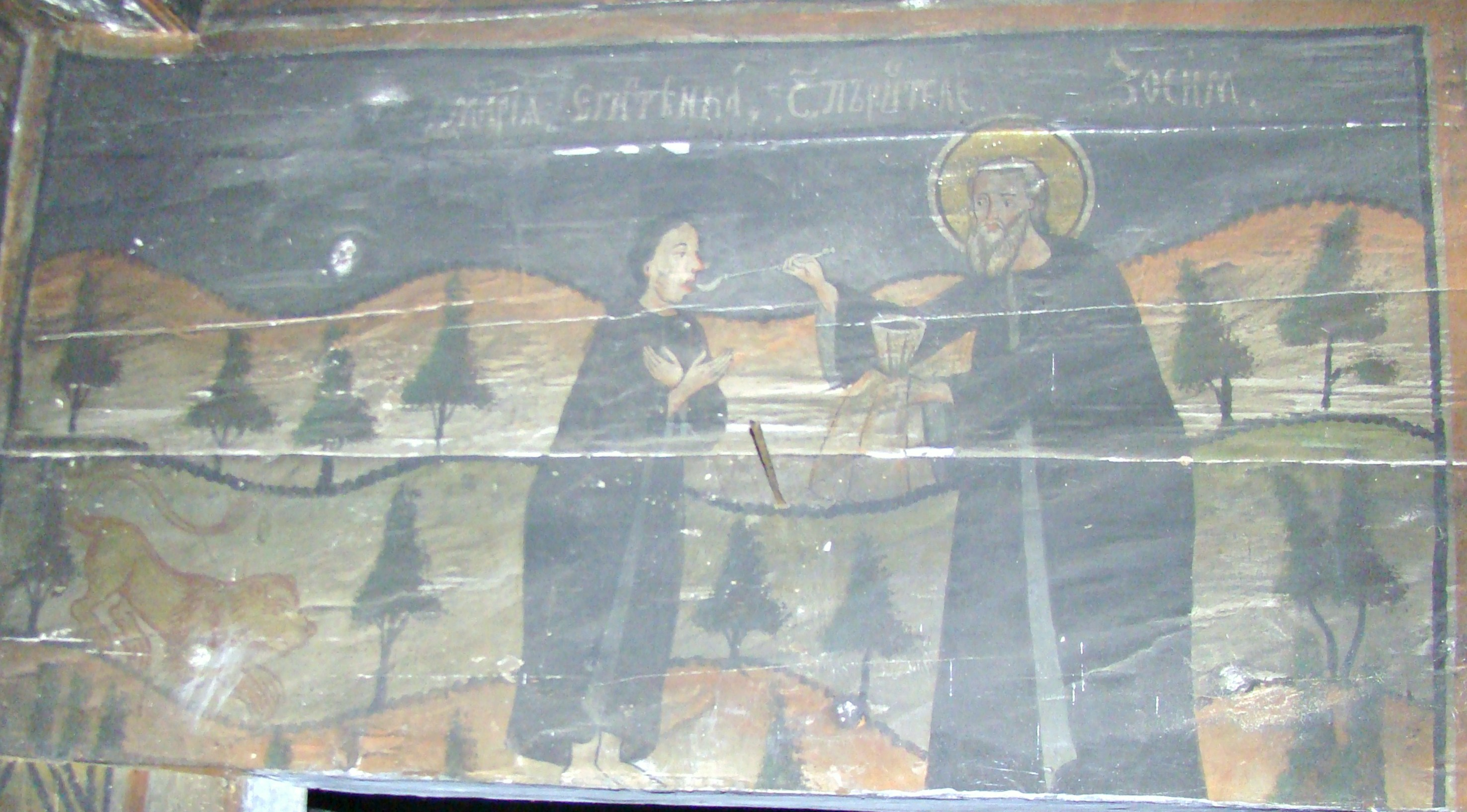
Timpanul de vest al naosului (detaliu)
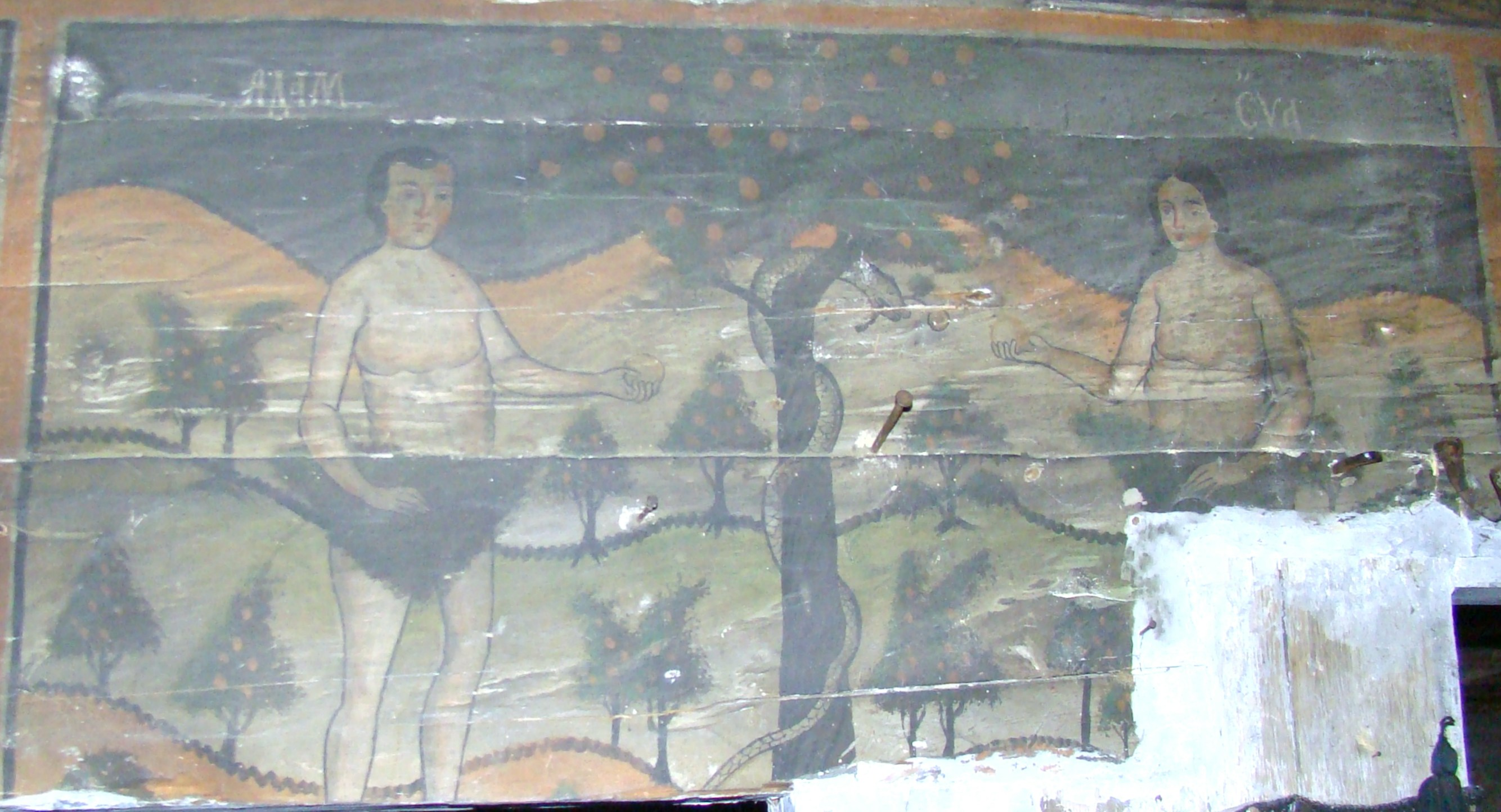
Timpanul de vest al naosului (detaliu)
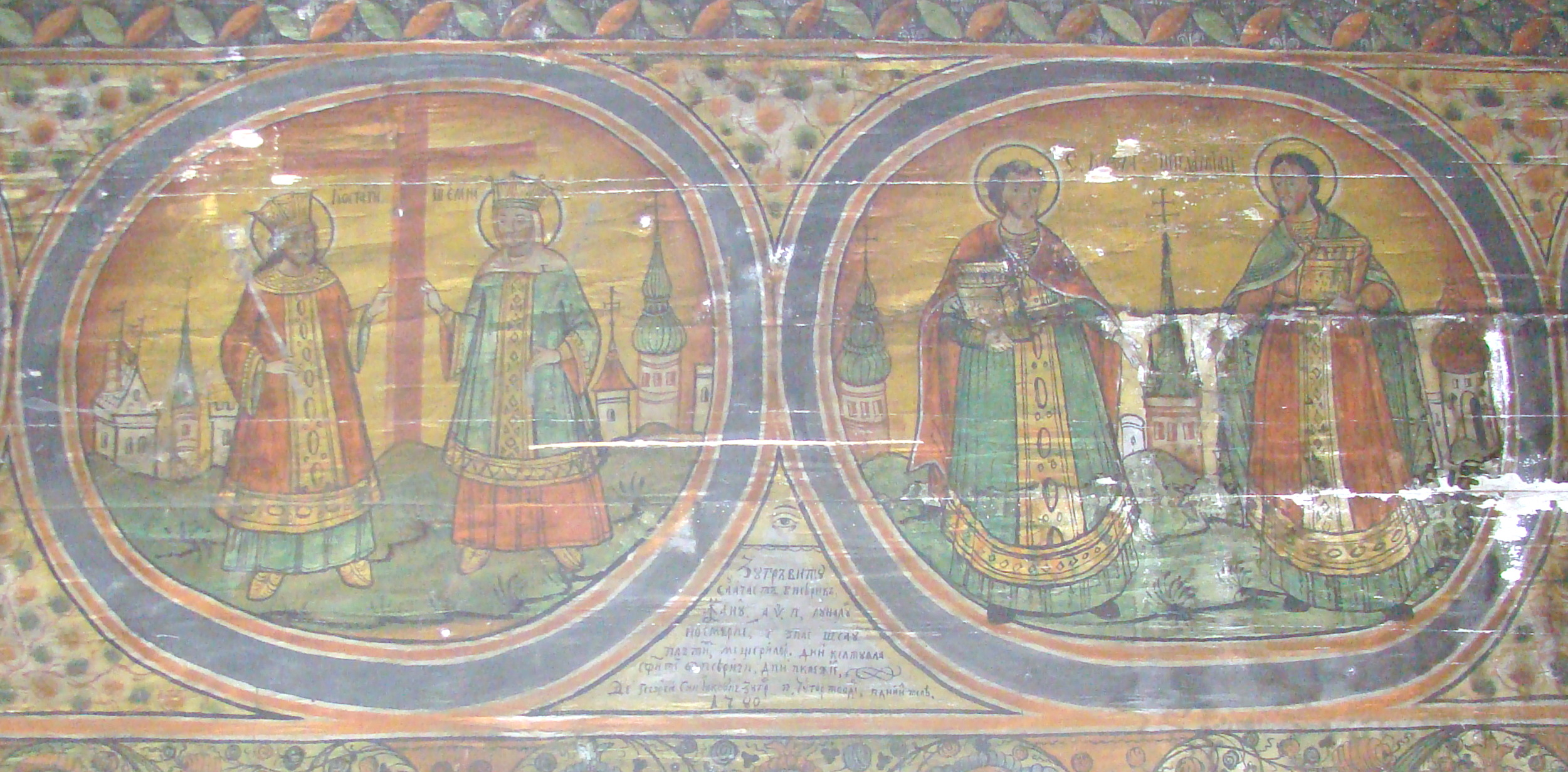
Timpanul de vest al naosului (detaliu)
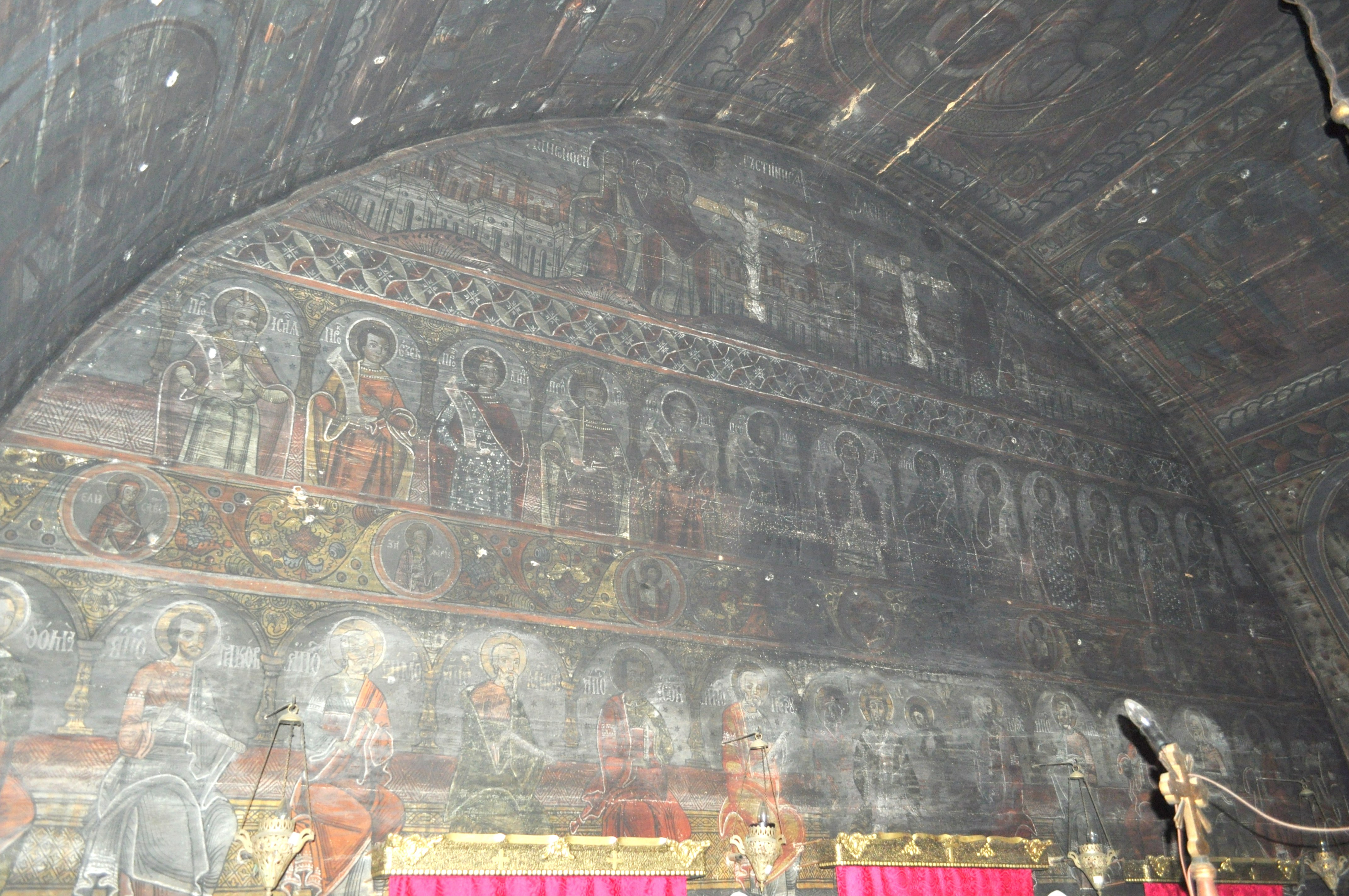
Tâmpla bisericii
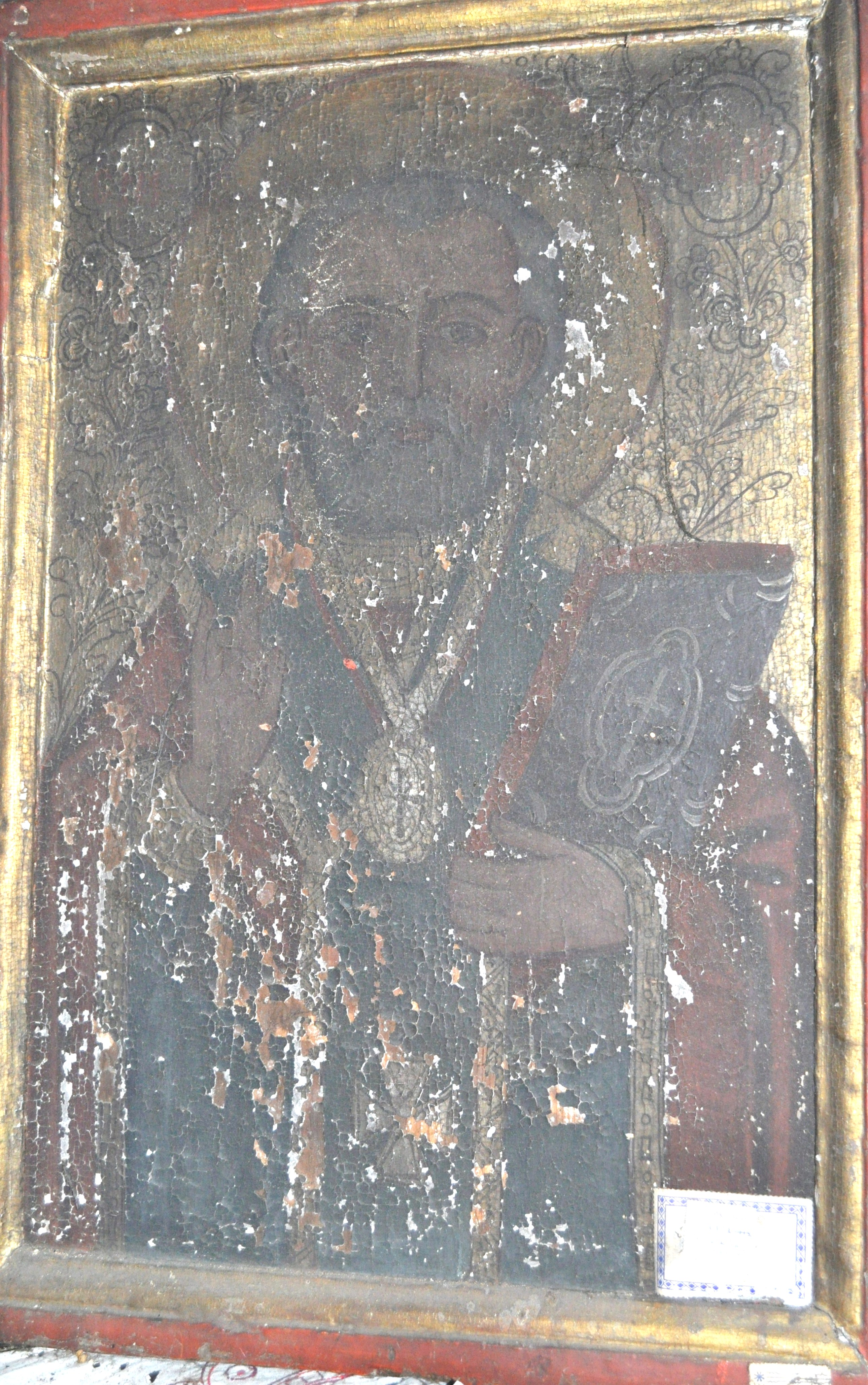
Sfântul Nicolae
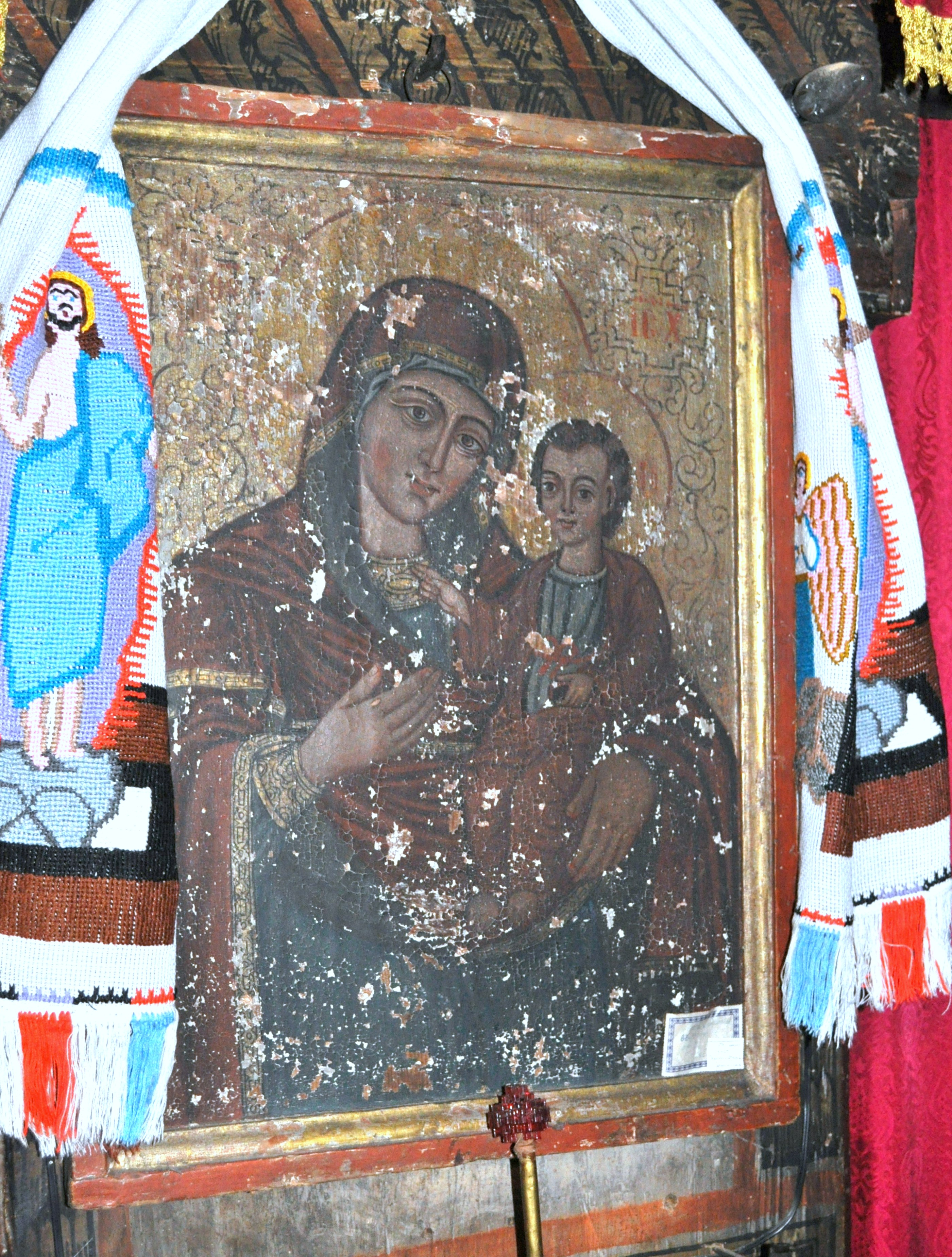
Maica Domnului cu Pruncul
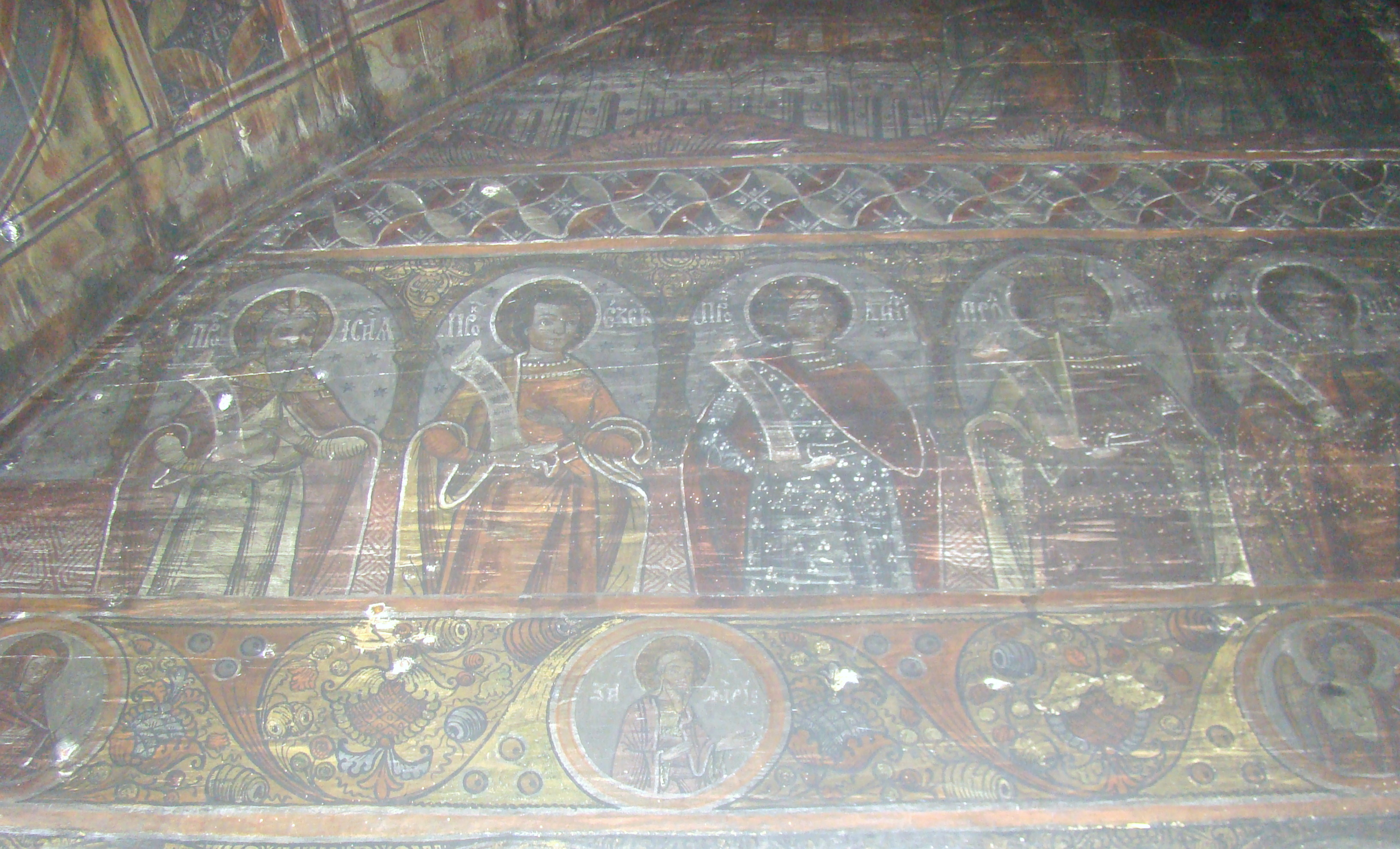
Tâmpla bisericii (detaliu)
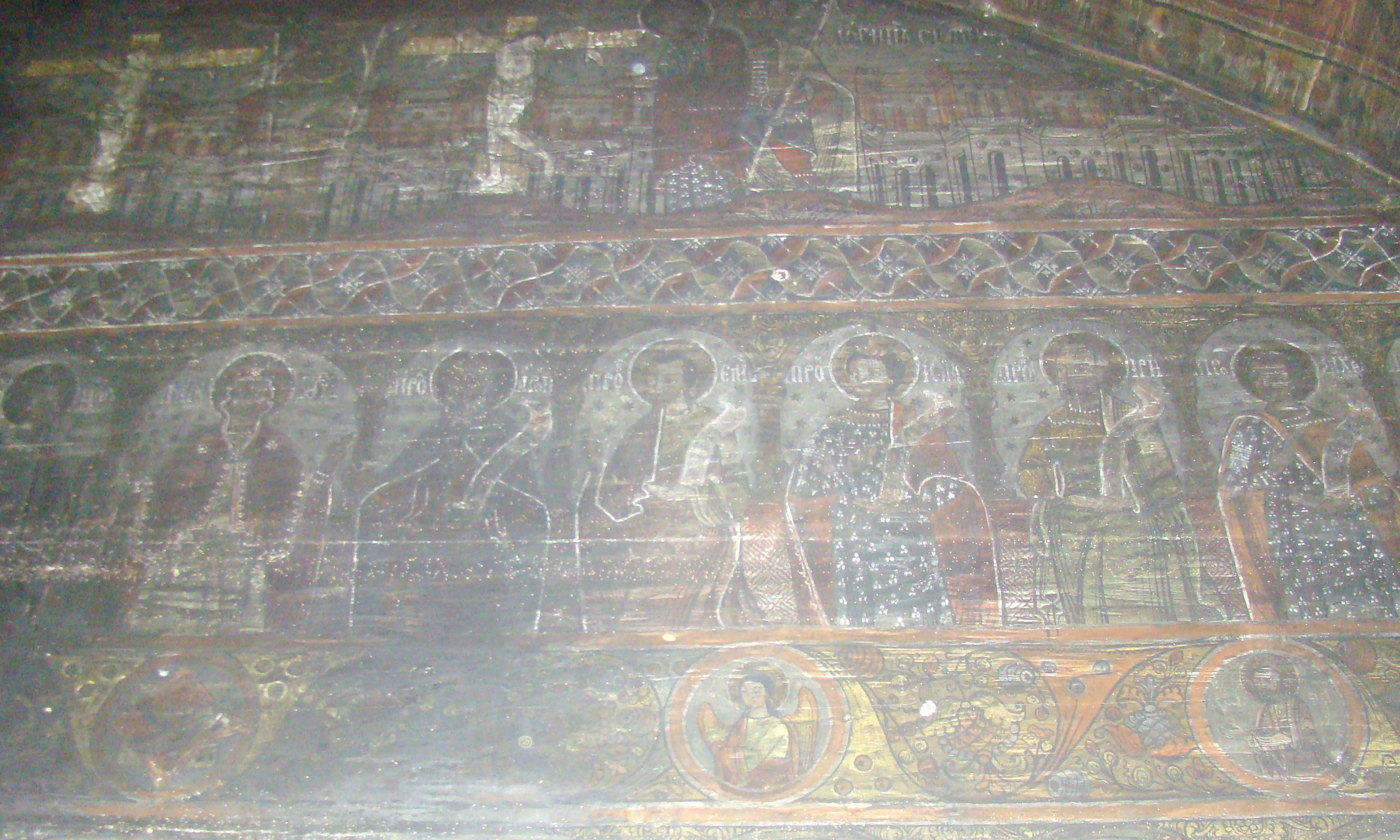
Tâmpla bisericii (detaliu)